# Historia de la ciencia y la tecnología en Argentina

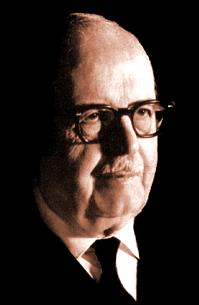
Bernardo Houssay fue el primer latinoamericano en obtener un Nobel científico, cuando fue galardonado con el Premio Nobel de Medicina en 1947 por su trabajo de la influencia del lóbulo anterior de la hipófisis en la distribución de la glucosa en el cuerpo, de importancia para el desarrollo de la diabetes.

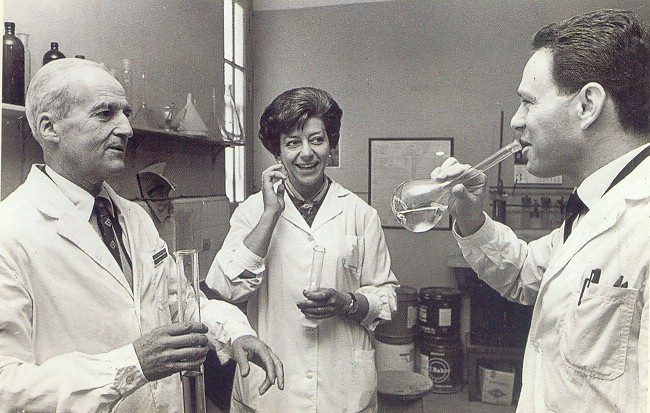
Luis Leloir (a la izquierda) festejando con sus compañeros el día que fue galardonado con el Premio Nobel de Química de 1970 por su descubrimiento de nucleótidos sacáridos y su papel en la biosíntesis de carbohidratos.

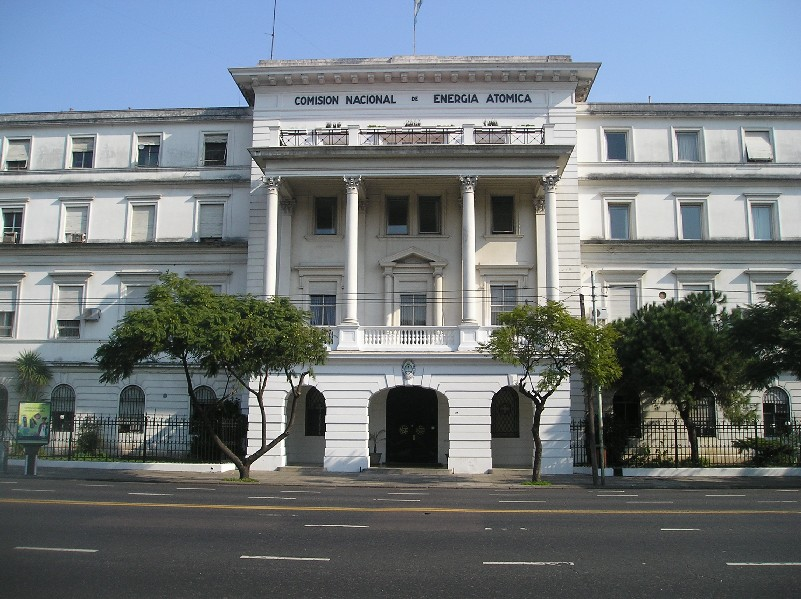
La Comisión Nacional de Energía Atómica. Establecida en 1950, fue la primera del mundo fuera de Estados Unidos o URSS, había creado un reactor de investigación en 1957.

La historia de la ciencia y la tecnología en Argentina describe la trayectoria de las políticas científicas y los descubrimientos y desarrollos que se realizaron en este país.
La Argentina cuenta con una larga tradición en la investigación científica que comienza con las universidades virreinales del siglo de oro español y los científicos jesuitas de los siglos XVI y XVII, se continúa con los astrónomos y naturalistas del siglo XIX, como Florentino Ameghino. Y, con la aparición de las universidades nacionales, comienzan los primeros esfuerzos por sistematizar y formalizar el estudio científico, así surgen las universidades nacionales de Córdoba (fundada en 1613 y nacionalizada en 1854), Buenos Aires (1821), del Litoral (1889), La Plata (1897) y Tucumán (1914).
Las épocas de los gobiernos de Bernardino Rivadavia y de Domingo Faustino Sarmiento, o la de la Generación de 1880, o los años de 1956 a 1966 fueron los momentos de su mayor esplendor. Muchos científicos que contribuyeron a la ciencia en la Argentina alcanzaron renombre internacional, entre ellos tres Premios Nobel, y a su vez varios investigadores extranjeros de fama mundial se radicaron en el país a lo largo de su historia. Todos ellos fueron capaces de impulsar la creación en el país de instituciones conocidas mundialmente por sus logros.
Durante el período de posguerra se produce una transformación del sistema científico nacional. En gran medida por la creación del CONICET, organismo creado a imagen y semejanza del CNRS francés, que se encarga de financiar los recursos humanos necesarios para la investigación científica (becarios e investigadores). Durante este período también se crearon organismos específicos para la investigación en tecnología agropecuaria (INTA), industrial (INTI), nuclear (CNEA), de defensa (CITIDEF) y espacial (CNIE, actual CONAE). A nivel regional se destaca la creación de la Comisión de Investigaciones Científicas (CIC) de la provincia de Buenos Aires. Argentina tiene una larga tradición de investigación biomédica, que le ha dado al país tres Premios Nobel: Bernardo Houssay (1947, el primero de Latinoamérica), Luis Federico Leloir (1970) y César Milstein (1984). 
Este período de desarrollo del sistema científico termina abruptamente en 1966 con un episodio conocido como a Noche de los Bastones Largos que provoca una fuga de cerebros hacia países desarrollados. La persecución política e ideológica continuaría hasta el final de la última dictadura militar en 1983.
Los principales logros durante el siglo XXI han sido en la biotecnología, con el desarrollo de nuevas variedades transgénicas; la tecnología nuclear, donde el país ha exportado reactores nucleares a diferentes países a través de la empresa estatal INVAP; y la tecnología satelital donde se diseñaron y construyeron los satélites: SAC-D / Aquarius (2011), Arsat-1 (2014), SAOCOM 1-A (2018) y 1B (2020). También se desarrollan programas de promoción en áreas consideradas estratégicas por el estado nacional como la informática, la nanotecnología y la biotecnología.

## Período prehispánico
Antes de la conquista de América el territorio que posteriormente sería conocido como Argentina estaba poblado por diversos pueblos amerindios con diferentes orígenes, tradiciones y costumbres.
En el sur del país se encontraban los mapuches, tehuelches y selknam (onas). Los logros más importantes de la construcción mapuche eran las viviendas (rucas) construidas con adobe, madera y revistadas con totora. Además contaban con un sistema de numeración decimal. Los selknam, habitantes de la isla de Tierra del Fuego, construían viviendas con palos enterrados en la tierra con los que formaban una estructura que cubrían con pieles de animales. Fabricaban herramientas de piedra, hueso y madera. Su principal arma era el arco y la flecha aunque también empleaban la honda y el arpón.
En la zona del Chaco se encontraban diversos pueblos, como los wichis y los qom. Los wichis construían chozas (huep) con ramas y manejaban el hilado de chaguar y la utilización de semillas para fabricar ropa o accesorios. Los qom por su parte, era un pueblo seminómada, que se dedicaba a la caza-recolección y en menor medida a la agricultura. Vivían en habitaciones de leños recubiertas de paja y fabricaban objetos de cerámica, cestería y tejidos con finalidad principalmente utilitaria.
En el norte de Argentina se encontraban los quechuas, diaguitas y calchaquíes. En lo que respecta a la medicina, los quechuas fueron pioneros en utilizar la quinina, que se encuentra en la corteza del árbol cinchona, para tratar los síntomas de la malaria. Durante el período prehispánico desarrollaron en gran medida el arte textil con fibras de origen vegetal (algodón) o animal (fibras de alpaca o vicuña). Los diaguitas por su parte eran agricultores (maíz, zapallo, quinoa) y ganaderos (llamas, alpacas, tarucas) que habitaban en viviendas construidas con el método pircas. Fueron diestros alfareros y también trabajaron metales como el cobre y el bronce. Los calchaquíes tuvieron características similares a los diaguitas en los aspectos mencionados anteriormente, a lo que se puede agregar que se desarrollaron en gran medida la escritura pictográfica.

## Período colonial o virreinal (siglosXVII-XVIII)
En este período la Argentina fue gobernada por la Corona española en América como parte integrante del Imperio español. Hubo publicaciones y observaciones aportadas por viajeros, misioneros y cronistas sobre ciencias naturales y etnografía, cierta preocupación colectiva por la difusión de la enseñanza y un incipiente ambiente científico.

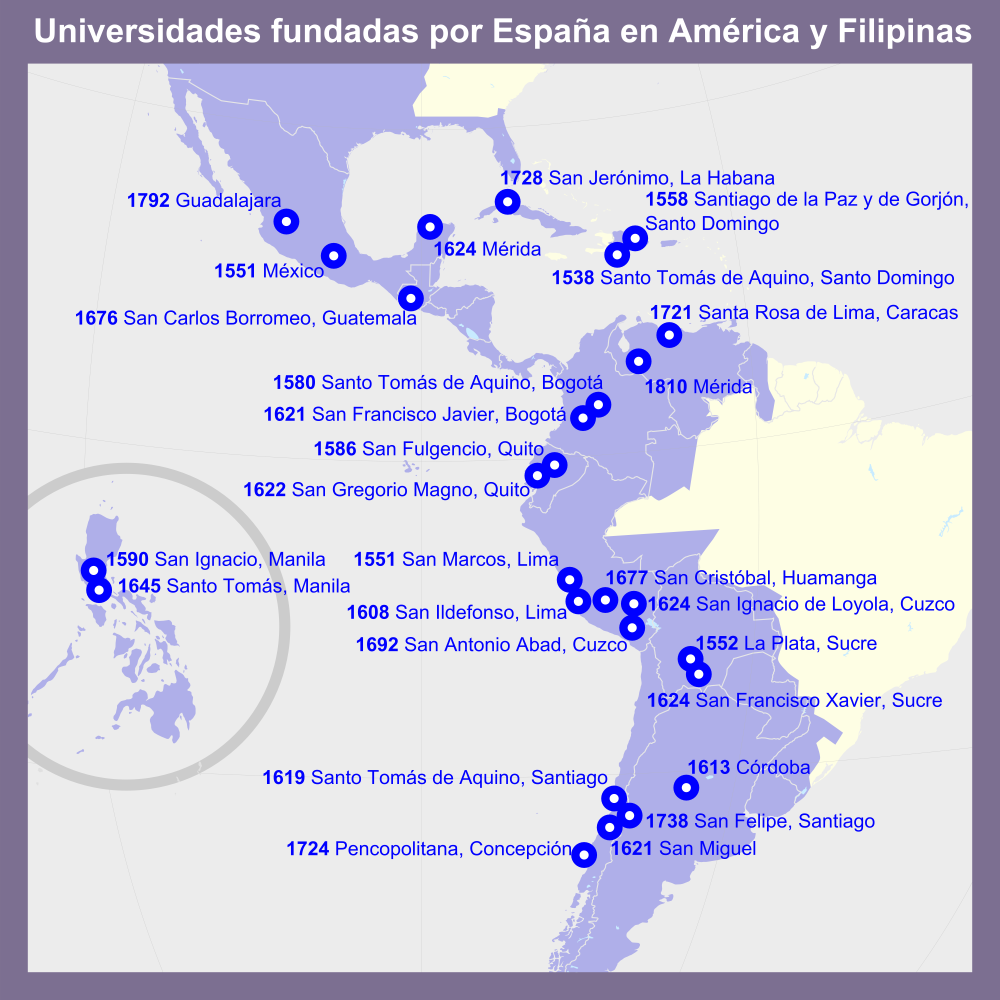
Universidades virreinales del Imperio español en América y Filipinas

El contacto con las culturas precolombinas fue ambivalente: por un lado se produjo una verdadera aculturación por imposición de la cultura española dominante, mientras que por otro pervivieron partes muy importantes de la cultura indígena. En ambos procesos fue determinante la actitud de los misioneros españoles: en algunos casos propiciaban la destrucción de todo rastro de civilización anterior, en otros se ocuparon de aprender sus idiomas y conservar testimonios de las culturas en trance de desaparición; así como de producir obras políglotas. En los aspectos científicos y técnicos hubo transferencias por ambas partes: además del espectacular intercambio transatlántico de cultivos que implicó consecuencias extraordinarias en la futura revolución agrícola (caña de azúcar, trigo y vid por el Viejo Mundo, maíz, frijol, patata, pimiento y tomate por el Nuevo); hubo algunos ejemplos de obras científicas mestizas, como el Códice Badiano (Libellus de Medicinalibus Indorum Herbis o Amate-Cehuatl-Xihuitl-Pitli, 1552), elaborado en náhuatl por Martín de la Cruz, médico indio que estudió en el Colegio de Tlatelolco (una de las primeras instituciones educativas españolas en América, fundada en 1533), y Juan Badiano, que lo tradujo al latín. La creación de centros universitarios en la América española destacó por su precocidad (Santo Tomás de Aquino en 1538, San Marcos de Lima en 1551, México en 1553, etc.).
La red de universidades 25 universidades virreinales del Imperio español fundadas por toda América, a lo largo de casi dos siglos, difundió los importantes avances del Siglo de Oro Español. También el Camino Real Intercontinental, que afectó a la ruta del mercurio y de la plata de la Monarquía Hispánica que supuso una parte esencial en el comercio entre Europa y América entre los siglos XVI y XVIII, así como contactos culturales e innovaciones tecnológicas.
En el campo tecnológico los avances fueron, además de los avances importantes en la agronomía por el descubrimiento de nuevos cultivos, en geografía y cartografía el cosmógrafo Martín Cortés de Albacar descubrió la declinación magnética de la brújula y el polo norte magnético, que situó entonces —se mueve a lo largo de la historia— en Groenlandia, y desarrolló el nocturlabio; su discípulo Alonso de Santa Cruz inventaría la carta esférica o proyección cilíndrica. Hubo también figuras eminentes en matemáticas, como Sebastián Izquierdo y su cálculo de la combinación y la permutación; Juan Caramuel, responsable del cálculo de probabilidades; Pedro Nunes, descubridor de la loxodrómica e inventor del nonio; Antonio Hugo de Omerique, Pedro Ciruelo, Juan de Rojas y Sarmiento, Rodrigo Zamorano y otros. En el campo de la medicina y la farmacología cabe destacar al botánico Andrés Laguna; así como el descubrimiento por la condesa de Chinchón (1638) de las propiedades contra las fiebres y la malaria de la quina, antecesor de la quinina. La metalurgia, sobre todo la de la plata, fue especialmente desarrollada a partir del perfeccionamiento del método de la amalgama, que implicaba un uso masivo de mercurio (azogue) para la obtención de metales preciosos a partir del mineral bruto. Álvaro Alonso Barba en 1640 abarató el proceso con el denominado beneficio de cazo y cocimiento (en el que se utilizaba sal, piritas de cobre y hierro además del mercurio, gran parte del cual podía recuperarse, además de poder utilizarse con minerales de menor grado de metal). La explotación intensiva de las minas en Perú (1566) fue esencial para este proceso industrial.

### Trabajos jesuíticos (1585-1767)

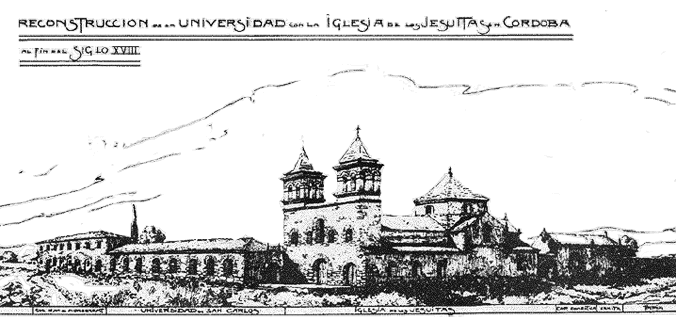
Vista de la Manzana Jesuítica en el siglo XVIII. Dichos edificios aún se conservan. En la esquina se observa la iglesia de la Compañía de Jesús. A continuación se destacan la antigua sede de la Universidad de Córdoba (actual museo y biblioteca mayor) y el Colegio Monserrat.

En 1585 los jesuitas llegan a Santiago del Estero y en 1587 a Córdoba. En 1588 fundaron las primeras Misiones jesuíticas guaraníes y en el mismo año llegan al Río Salado para evangelizar a los pampas.
En 1613 con apoyo del Obispo Trejo, fue fundada la Universidad jesuítica de Córdoba, la más antigua del país y una de las primeras de América, que dictaba enseñanza en arte, teología y, a fines del siglo XVIII, jurisprudencia. Ese año también se crea la Librería Grande (hoy Biblioteca Mayor), que según registros llegó a contar con más de cinco mil volúmenes. Ésta, como el resto de las universidades del imperio español, participó activamente en el esplendor cultural del Siglo de Oro, gracias al movimiento innovador liderado por la Escuela de Salamanca.
En 1624 fue fundada la Universidad Mayor Real y Pontificia San Francisco Xavier de Chuquisaca que aunque no exactamente en el actual territorio argentino desde su creación tuvo una notable influencia.
También fundaron en Córdoba, en 1687, el Colegio de Monserrat. En su afán evangelizador realizaron expediciones exploratorias de importancia geográfica durante los siglos XVII y XVIII, y realizaron los primeros trabajos etnográficos y algunos de los primeros diccionarios y gramáticas de las lenguas indígenas de la zona sur del continente, entre ellos el guaraní y toba.

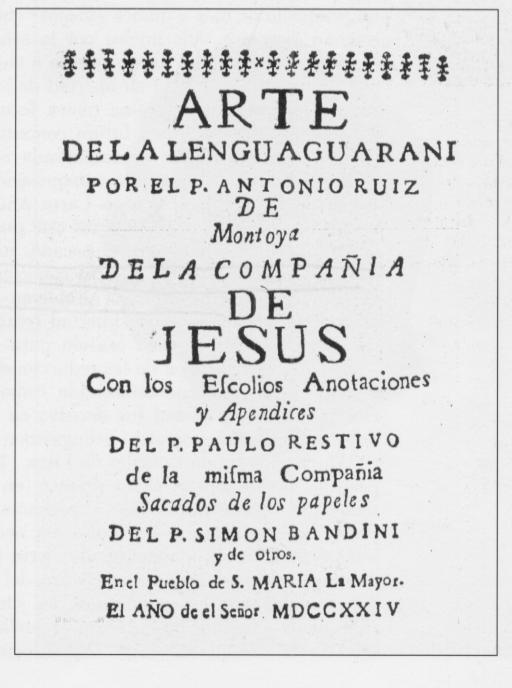
Arte de la lengua guaraní, impreso en Misión jesuítica de Santa María la Mayor, situada en el municipio de Santa María, en la provincia de Misiones, Argentina, en 1724.

En las Misiones jesuíticas guaraníes publicaron libros en guaraní sobre gramática, catecismo, manuales de oraciones y hasta un diccionario. Las reducciones contaron con la primera imprenta fundada por los padres Juan Bautista Neuman y José Serrano, quienes armaron una prensa, fundieron los tipos necesarios y publicaron los primeros libros. Las impresiones se hicieron en Nuestra Señora de Loreto, San Javier y Santa María la Mayor. Publicaron libros en guaraní sobre gramática, catecismo, manuales de oraciones y hasta un diccionario. El primer libro publicado fue el Martirologio Romano en el año 1700; más adelante el Flos Sactorum del padre Pedro de Ribadeneyra en edición guaraní, y De la diferencia entre lo temporal y lo eterno del padre Juan Eusebio Nieremberg. Fue muy rica y variada la producción bibliográfica, conservándose todavía la mayoría.
En 1706 el padre Buenaventura Suárez  realizó las primeras observaciones astronómicas, publicando en 1744 su trabajo Lunario de un Siglo. Sus cálculos y mediciones le permitieron elaborar tablas con la posición exacta de las treinta misiones jesuíticas del Paraguay y trazar el primer mapa de la zona. También fabricar globos terráqueos y celestes, construir un reloj solar e instrumentos de medición, efectuar acertados pronósticos meteorológicos, elaborar un calendario y confeccionar un herbario, clasificando las diversas especies de la región. También fue ducho en el arte de fundir y manufacturar metales y en el de fabricar campanas. 
En 1766 funcionó la segunda imprenta en el mencionado Colegio de Monserrat. Dejó de funcionar en 1781 debido a la expulsión de la orden, pero reapareció en Buenos Aires al año siguiente como Real Imprenta de los Niños Expósitos y fue durante más de 30 años la única que funcionó regularmente en el país.

### El Virreinato del Río de La Plata (1776-1810)
Como un desprendimiento del Virreinato del Perú y en el territorio de la antigua Gobernación del Río de la Plata, en 1776 se creó el Virreinato del Río de La Plata y su segundo virrey Vértiz (1778-1783) tomó medidas para mejorar la cultura virreinal. En esta época influyó la penetración de las ideas iluministas de Europa traídas principalmente por los jóvenes criollos que iban a estudiar a España.
La expulsión de los jesuitas del Imperio Español de 1767 hizo que 2.630 jesuitas tuvieran que dejar Iberoamérica lo que significó un terrible golpe a nivel educativo ya que la inmensa mayoría de las instituciones educativas del territorio estaban a cargo de ellos como profesores pero contribuyó a la difusión de las nuevas ideas, ya que esa orden era contraria a ellas y monopolizaba hasta ese entonces la educación. 
En 1787 el fraile dominico Manuel Torres desenterró del río Luján el primer esqueleto completo de megaterio. Después de dibujarlo lo envió a Madrid donde fue estudiado entre otros por Georges Cuvier.
El Real Colegio Convictorio de San Carlos fundado en Buenos Aires en 1783 por Vértiz fue una institución surgida por obra de las nuevas corrientes, como así también el Protomedicato del Río de la Plata creado en 1779. Este último se encargaba del arte de curar y de formar y enseñar a profesionales. Dependía de España y su primer protomédico fue el irlandés Miguel O'Gorman. 

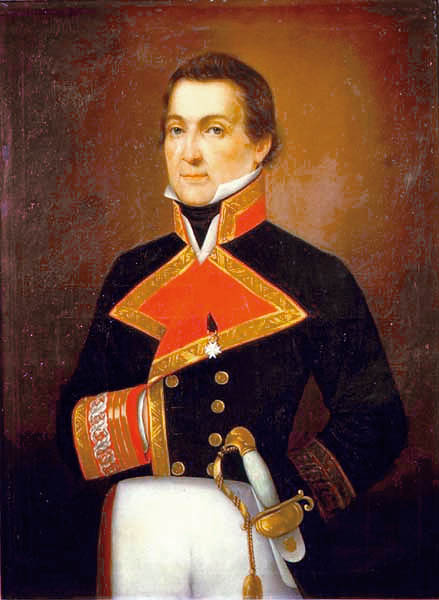
Alejandro Malaspina, exploró las costas argentinas.

La más importante expedición científica a las costas argentinas fue la llamada expedición Malaspina en 1789, propuesta y comandada por el italiano Alejandro Malaspina, que realizó trabajos hidrográficos, reunió material para el Jardín Botánico de España e investigó la historia y geografía de la zona. El húngaro Tadeo Haenke fue parte de ella, aunque por momentos se apartó y siguió un derrotero por tierra atravesando el actual territorio argentino. Resultado de esta incursión fue la extensa obra "Descripción del Perú, Buenos Aires,..." con los resultados de sus estudios.
En 1793 se facultó a la institución para organizar estudios médicos gracias a lo cual nació, en 1801, la primera escuela de medicina cuyos estudios seguían un plan similar al de la Universidad de Edimburgo. Cosme Argerich, examinador del protomedicato, sería una de los médicos de renombre y el mentor del Instituto Médico Militar que luego pasaría a formar parte del Departamento de Medicina de la Universidad de Buenos Aires. Pero los estudios de medicina no lograron atraer interesados: en la camada de 1804 hubo solo cuatro inscriptos; en las de 1807 y 1810 ninguno. En 1812 solo tenía tres estudiantes por graduarse, que practicaban en el ejército. Las aulas del protomedicato se convirtieron en depósito de material para la guerra. Por otra parte existía el problema de que muchos estudiantes no daban las últimas materias, pues de hacerlo, al recibirse, estaban obligados a prestar su ayuda en las guerras de la independencia. Hacia 1821 dejó de funcionar y se lo reemplazó por un Instituto Médico.

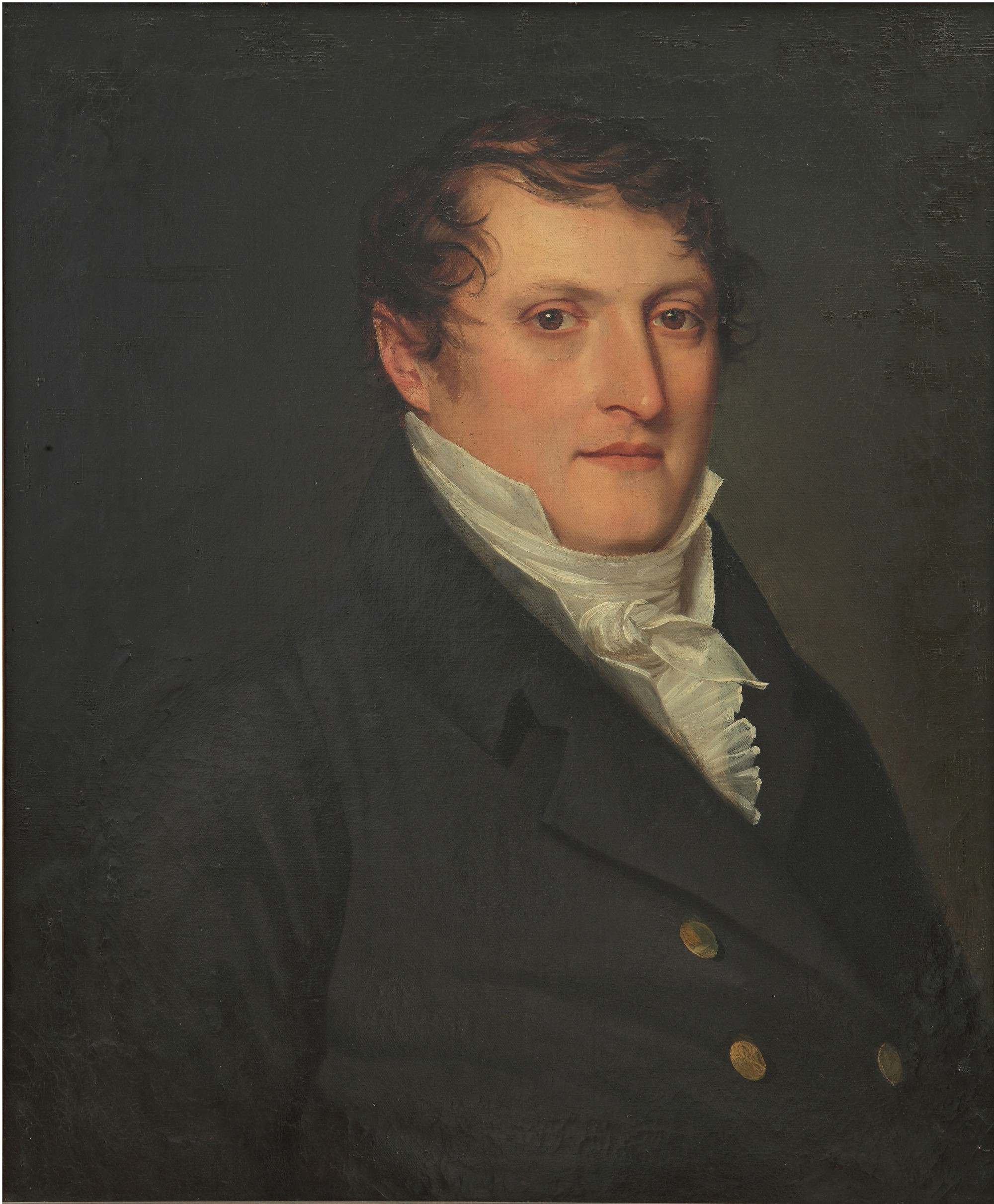
Manuel Belgrano, propulsó las ciencias por medio del Consulado.

Manuel Belgrano, como secretario del Consulado de Comercio de Buenos Aires, creó una Escuela de geometría, arquitectura, perspectiva y toda especie de dibujo, que inmediatamente formó parte de la Escuela de Náutica, creada en 1799 también por el Consulado con asesoramiento del marino español Félix de Azara. El objetivo de la academia no era solo formar pilotos sino también proporcionar la enseñanza de las principales ramas de las matemáticas. Estas, hasta ese entonces, solo tenían una función práctica y su desarrollo se limitaba a la concreción de simples estudios informales. Belgrano realizó esfuerzos para fomentar el estudio de las ellas de manera sistemática. Gracias a la academia llegan al país destacados matemáticos como Carlos O´Donnell, Pedro Cerviño y Juan Alsina. La escuela no tuvo larga vida pues sufrió daños durante las invasiones inglesas y la corona la consideró innecesaria en 1806.
En cuanto a Félix de Azara, este emprendió una serie de viajes en misión oficial por la región del virreinato publicando las descripciones biológicas de las especies vertebradas conocidas, mientras que en su Voyage dans l’Amerique meridionale (1809) se ocupa de los insectos, peces, reptiles, vegetales silvestres, de cultivo y sales minerales.

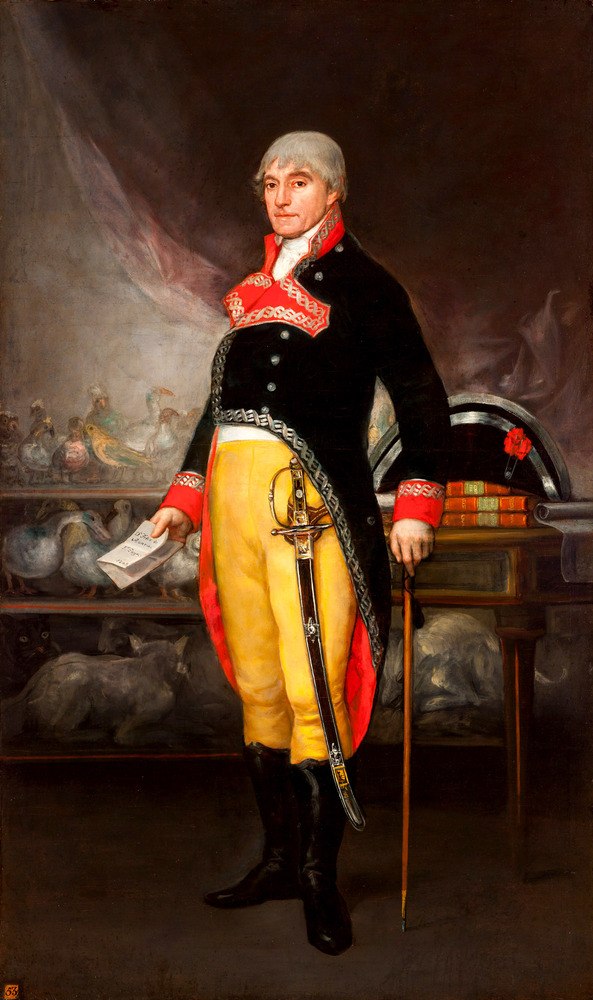
Félix de Azara.

Con respecto al periodismo, además del Telégrafo Mercantil que se publicó a partir de 1801 y fue clausurado por el virrey en 1802, aparece en este último año el segundo periódico, Semanario de Agricultura, Industria y Comercio, dirigido por Hipólito Vieytes y que deja de aparecer con la segunda invasión inglesa en 1807. Este semanario trataba temas vinculados con ciencia aplicada, en especial de agricultura. Así se publicaron lecciones científicas de química, memorias de mineralogía, lecciones de agricultura mediante preguntas y respuestas, temas acerca de la vacunación antivariolosa (de la cual el periódico fue un entusiasta propulsor), una entusiasta descripción de los certámenes públicos en la Academia de Náutica, así como una serie de memorias, recetas, noticias y misceláneas referentes a cuestiones particulares.
El último periódico de la colonia, que solo duró un año, fue el Correo de Comercio de Manuel Belgrano, iniciado en marzo de 1810 y que contribuyó al despertar revolucionario.

## La Independencia (1810-1853)
Los acontecimientos políticos y militares de la primera década del siglo XIX llevan a decaer a las instituciones vinculadas con la enseñanza y con los estudios matemáticos y médicos que se habían creado durante el virreinato. Sin embargo, a partir de la Revolución de Mayo, existe un decidido apoyo y protección a las ciencias.

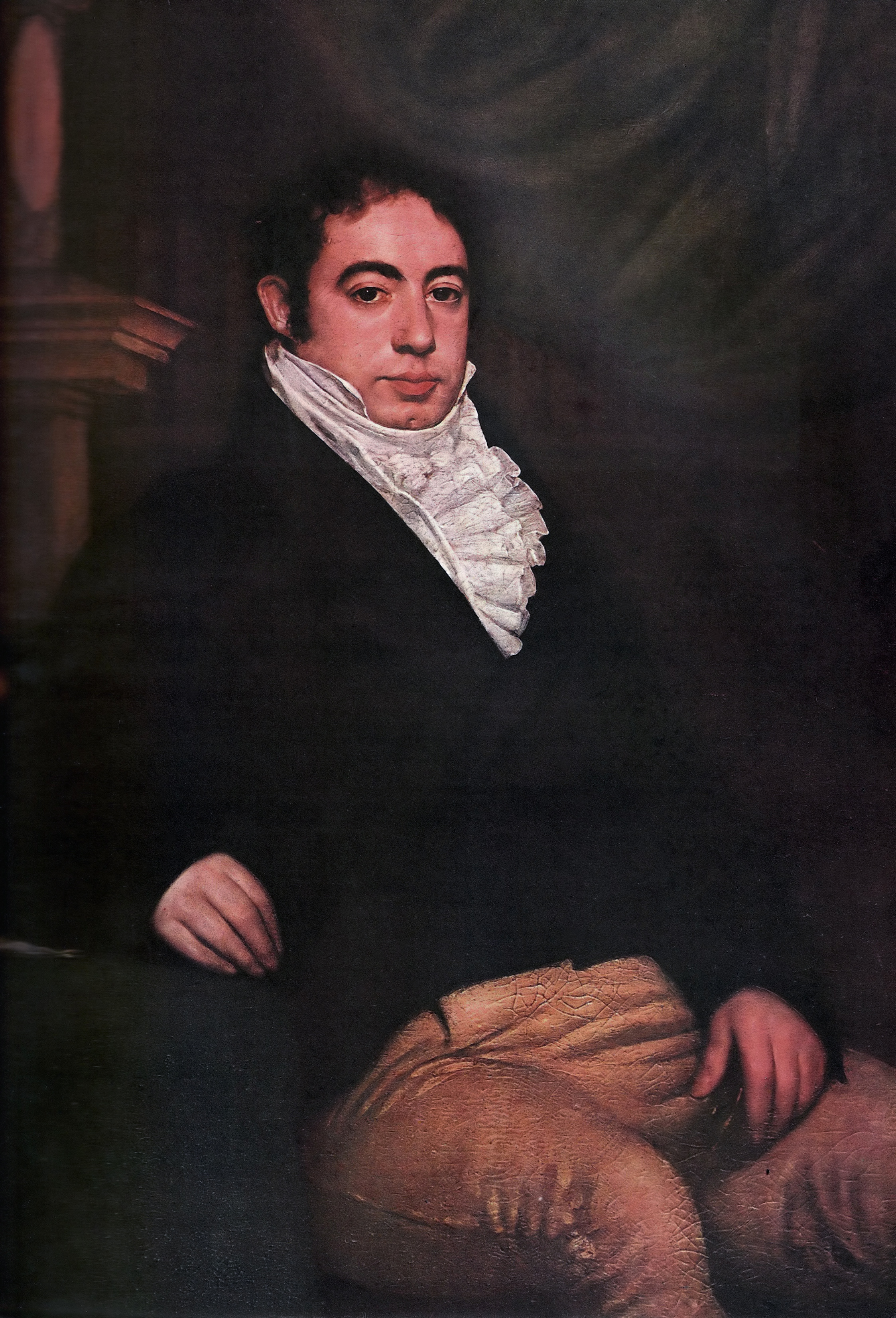
Bernardino Rivadavia impulsó la creación de la Universidad de Buenos Aires y gestionó la llegada al país de científicos europeos.

Así, gracias en especial a Bernardino Rivadavia, se inicia una nueva etapa con la creación de la Universidad de Buenos Aires.
Aunque muy breve, esta etapa fue la más brillante durante la primera mitad del siglo XIX.

### Primeros años
Durante los primeros años posteriores a la Revolución de Mayo merece solo destacarse la breve actuación de Juan Crisóstomo Lafinur que obtiene en 1819, por oposición pública, la cátedra de filosofía (que en aquel entonces incluía la física) en el mencionado Colegio de San Carlos, ahora llamado Unión del Sud, pero que debe abandonarla al año por la reacción que provocó su enseñanza. Vestido sin la clásica sotana secularizó el aula y los fundamentos de la enseñanza. En sus cursos difundió las ideas de Galileo Galilei, Isaac Newton y René Descartes dejando de lado lo religioso.
En cuanto a los estudios matemáticos estos fueron formulados con idea de formar a los militares necesarios para la revolución independentista. En 1810 Belgrano, como vocal de la Junta de gobierno, instaló una escuela de matemática costeada por el Consulado con esa finalidad, pero debido a que su director apareció complicado en la denominada conspiración de Álzaga cerró en 1812. También estableció una escuela similar en Tucumán. El Directorio trató de restablecer los estudios matemáticos en Buenos Aires fundando en 1816 la Academia de Matemáticas, que se incorporó a la Universidad en 1821. La academia fue dirigida por destacados directores como el científico mexicano José Lanz traído por Bernardino Rivadavia, o quien lo suplantó: el español Felipe Senillosa, que había llegado a Buenos Aires en 1815 y había tenido una destacada actuación como periodista, escritor, profesor y topógrafo. En 1818 hizo conocer un breve tratado de aritmética elemental y en 1825 un importante trabajo de índole metodológica: Programa de un curso de geometría, que evidencia los progresos que se habían realizado en materia de la enseñanza matemática. En 1824 fue designado miembro del Departamento Topográfico, del cual fue presidente. Publicó en 1835 el opúsculo Memoria sobre las pesas y medidas.

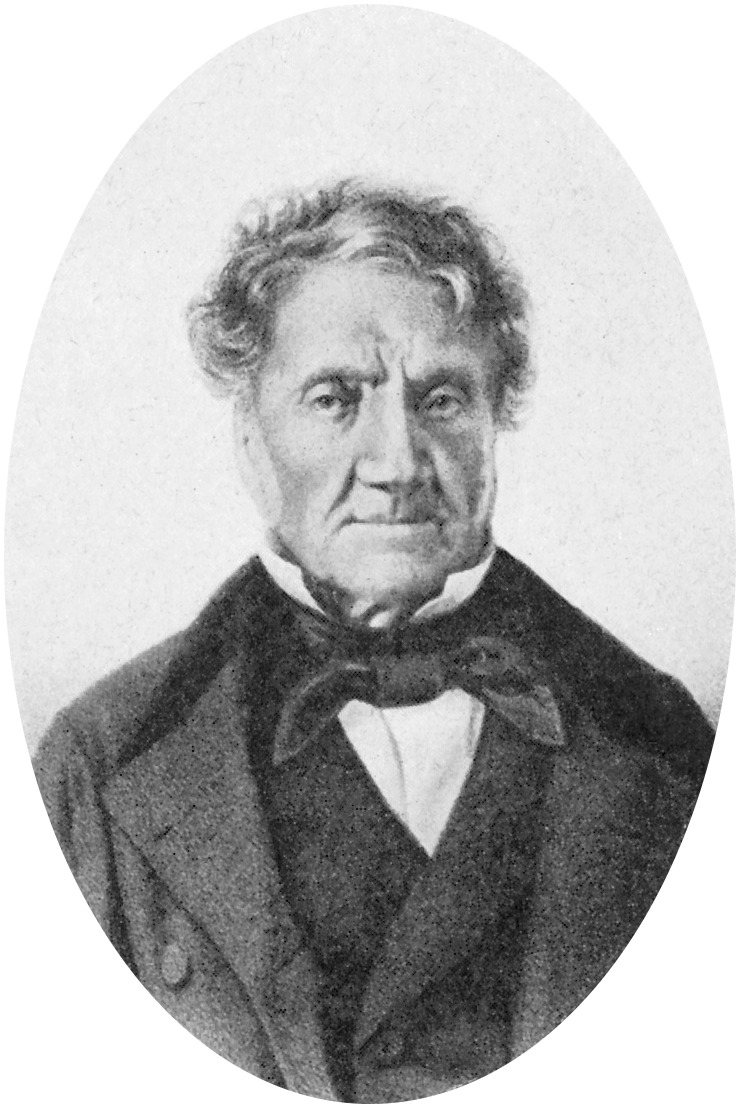
Aimé Bonpland.

Los estudios médicos, los cursos del Protomedicato que habían desaparecido en 1812, se restablecieron en 1815 al cerrarse el Instituto médico-militar que dirigía Cosme Argerich y funcionó precariamente hasta 1821 cuando pasó a depender de la Universidad de Buenos Aires. Este instituto estaba vinculado con el naturalista francés Aimé Bonpland, (conocido en el país como Amadeo o Amado). Había llegado por sugerencia de Rivadavia a Buenos Aires en 1817 donde ejerció la profesión de médico, colaboró en periódicos y realizó varias expediciones científicas. Debido a las luchas políticas no logró establecer un museo y un jardín botánico que proyectaba, de manera que se instaló en las misiones del Paraguay donde estuvo preso por diez años por orden de Francisco Solano López. Volvió a la Argentina para de establecerse por unos años en la Provincia de Corrientes. Reanudaría sus actividades científicas y volvería a recorrer el país pero para volver a Corrientes donde, según sus palabras con motivo de encargársele la organización de un museo, debo atenciones sin número.
En 1810 Mariano Moreno propulsó la creación de una Casa de Libros en Buenos Aires que se abre en 1812 gracias al apoyo de Rivadavia que era en ese entonces secretario del Primer Triunvirato. Rivadavia creó varias escuelas, proyectó la confección de un plano topográfico de la provincia de Buenos Aires y la formación de un museo de historia natural, que recién comenzó a funcionar en 1823.

### Universidad de Buenos Aires
El 12 de agosto de 1821 se inauguró oficialmente la Universidad de Buenos Aires. En ella se buscó enseñar y hacer ciencia de una manera organizada. Esto se logró en forma efímera gracias a un primer impulso de Rivadavia. Al inaugurarse ya tenía rector, el doctor Antonio Sáenz, y sus trabajos estaban ya tan adelantados que al día siguiente ya pudo conferir cinco grados de medicina y uno de derecho. En sus comienzos incorporó las instituciones docentes que ya existían: los cursos de matemática dependientes del consulado, los del Instituto médico-militar y los del colegio de la Unión. También asumió la parte teórica de la Academia de jurisprudencia y se hizo cargo de la enseñanza primaria.
En 1822 sus Departamentos eran los de:
- Primeras letras: en él se incorporaban las 16 escuelas primarias de la ciudad y alrededores. Se establecía como obligatorio el sistema de Lancaster. En 1828 este Departamento se separó de la Universidad.
- Estudios preparatorios: en él se enseñaba latín, idiomas vivos, filosofía, economía política (trasladada en 1823 al Departamento de Jurisprudencia) y ciencias físico-matemáticas.
- Ciencias Exactas: con cátedras de dibujo, química general, geometría descriptiva, cálculo y mecánica, física experimental y astronomía. Sin embargo todo se redujo finalmente a dibujo, dibujo y geometría.
- Medicina: con cátedras de instituciones médicas, quirúrgicas, y de clínica médica y quirúrgica.
- Jurisprudencia: con cátedras de derecho civil y natural, y de gentes y en 1823, de economía política.
- Ciencias sagradas: su funcionamiento comenzó en 1824 sobre la base de los cursos del Colegio de estudios eclesiásticos.

Las clases de matemática se dictaron tanto en el Departamento de Ciencias Exactas y como en el de Estudios Preparatorios. De esta última cátedra estuvieron a su cargo Avelino Díaz, discípulo de Lanz, y Senillosa, que se destacó como profesor y estudioso, y cuyos textos de enseñanza fueron utilizados durante mucho tiempo en la Universidad.
Las clases de física en el Departamento de estudios preparatorios fueron en sus inicios dictadas por Díaz. En 1823 se adquiere un laboratorio y una sala para los cursos de física experimental.
La cátedra de materia médica y farmacia y la de física experimental creada en 1827 fueron desempeñadas por el médico italiano Pedro Carta Molina, que llegó expatriado desde su país y fue contratado en Inglaterra por Rivadavia. Fue muy entusiasta en su trabajo y muy agradecido a Rivadavia, razón por la cual renunció a la caída del mismo.

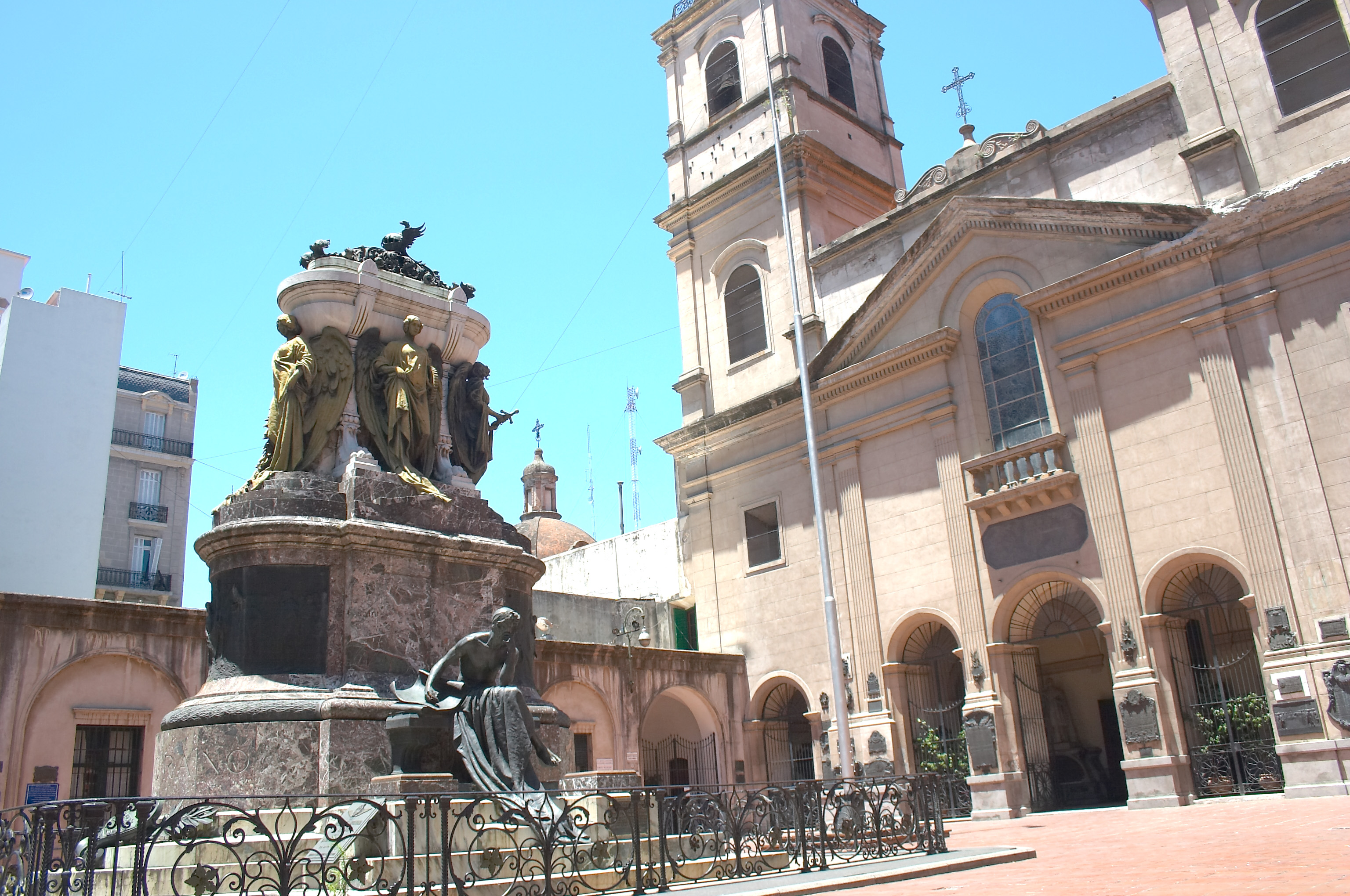
Convento de Santo Domingo: primer Observatorio Meteorológico y Astronómico de la Argentina.

Le sucedió el astrónomo Octavio Fabricio Mossotti, también italiano, que había abandonado su país por motivos políticos. Se le llamó para instalar un observatorio astronómico. Fue, junto con Bonpland, el más importante formador de científicos de la Argentina de la primera mitad del siglo XIX. Sus cursos sobre dielectricidad influyeron, medio siglo después, en la atmósfera intelectual que permitió la primera electroestimulación prolongada (durante ocho meses) de un cerebro humano consciente, llevada a cabo desde el 15 de septiembre de 1883 en San Nicolás, y en la escuela neurobiológica argentino-germana en la que entroncan esos trabajos, a través de Richard Sudnik (1844-1915) y sus discípulos Frank Soler y Mariano Alurralde. Mossoti instaló un pequeño observatorio en el convento de Santo Domingo, junto con un gabinete meteorológico. Allí mismo instaló un aula de física experimental donde dictó cátedra entre 1828 y 1834, fecha en que se volvió a su país dejando la cátedra vacante por veinte años. Lamentablemente lo ajeno del país a lo científico hizo que se perdieran la mayoría de sus registros meteorológicos, algunos de los cuales fueron utilizados por Humboldt y terminaron en el Instituto de Francia, y los registros astronómicos. Sus observaciones sobre un eclipse de Sol y sobre el cometa Encke fueron publicadas por la Real Sociedad Astronómica de Londres.
La cátedra de química fue iniciada en 1823 por Manuel Moreno quien renunció en 1828.
En el Convento de Santo Domingo se instaló, al crearse el Museo Público de Buenos Aires en 1823, un gabinete de historia natural. En 1833 el Museo contenía 800 piezas del reino animal, 1500 del mineral y un número desconocido del vegetal. También existía una colección numismática de más de 1500 piezas. El encargado del museo fue un ayudante de Pedro Carta, el italiano Carlos Ferraris. Con el retiro de ambos el museo cayó en el olvido no volviendo a resurgir por casi 30 años.
En el Departamento de medicina los cursos estuvieron a cargo de los doctores Francisco de Paula Rivero y Francisco Cosme Argerich. En 1822 se creó la Academia de Medicina, que reunió a destacados facultativos nacionales y extranjeros, y que en 1823 publicó el primer volumen de sus Anales, iniciando la prensa periódica científica.
Los primeros profesores de estudios jurídicos fueron el rector de la Universidad, Antonio Sáenz, en derecho natural y de gentes, y Pedro Alcántara de Somellera en derecho civil. En 1823 se incorporó al Departamento de Jurisprudencia la economía política. Esta materia fue dictada en 1824 por Pedro José Agrelo y a partir de 1826 por Dalmacio Vélez Sársfield. Este curso seguía la teoría de James Mill publicada en Elementos de economía, traducido en 1823 en Buenos Aires, y en la parte práctica enseñaba la aplicación de los principios a la economía doméstica, a la comercial y social, y a la estadística y administración de la hacienda pública. También se incorporó al Departamento de Jurisprudencia en 1826 la cátedra de Derecho público eclesiástico, cuyo primer profesor fue el presbítero Eusebio Agüero.

### La época de Rosas
El estado de la enseñanza en el país fue desastroso en la época del gobierno de Juan Manuel de Rosas, (primer gobierno de 1829 a 1832, y segundo gobierno de 1835 a 1852). En muy pocas provincias se realizaron esfuerzos por mantener las instituciones creadas por Rivadavia. Solo Urquiza se preocupó por crear instituciones destacables en Entre Ríos, como el Colegio de Concepción del Uruguay en 1849 que más tarde se llamaría Histórico Colegio del Uruguay. Las actividades científicas decaen y por más de 20 años solo se producen algunas aisladas manifestaciones en historia, sociología y ciencias naturales.

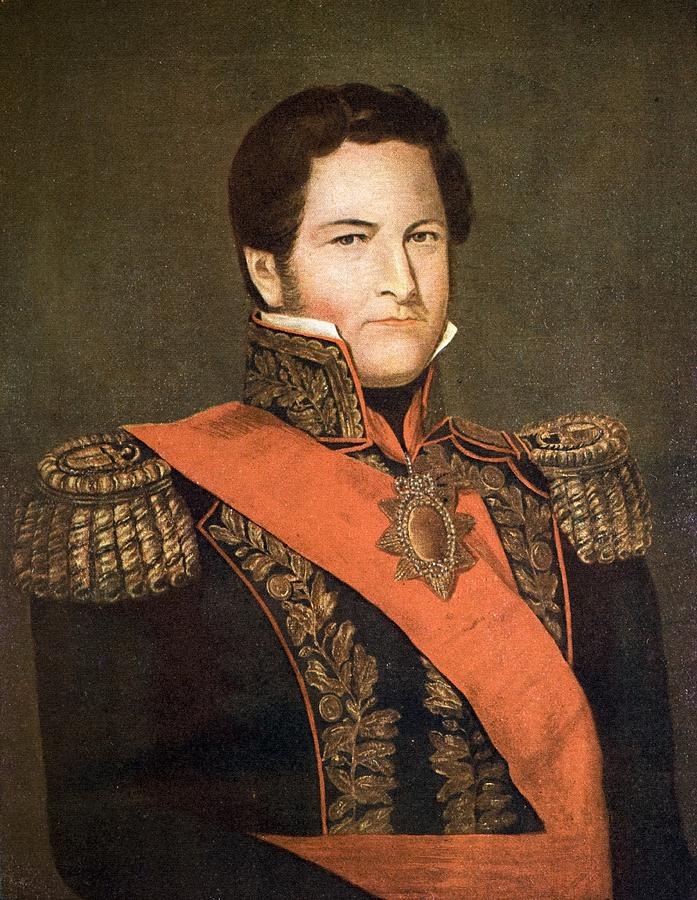
Durante la época de Juan Manuel de Rosas la enseñanza y la actividad científica declinaron.

En 1838 se suprime en Buenos Aires la enseñanza gratuita y los sueldos de los profesores universitarios. Si la Universidad no cierra sus puertas fue gracias a que algunos profesores continuaron enseñando, pese a todo. Sin embargo el número de alumnos disminuyó considerablemente. Las cátedras de Medicina y Jurisprudencia casi no contaban con profesores y el Departamento de Ciencias Exactas de hecho desapareció. En Córdoba la Universidad entró en franca decadencia.
Los jóvenes que constituyeron lo que se llamó la generación de 1837 se agruparon secretamente en la Asociación de la Joven Argentina, 1838, organizados por Juan Bautista Alberdi, Juan María Gutiérrez y Esteban Echeverría. Este último propone el programa de la agrupación, en colaboración con Alberdi, en el Código o declaración de principios que constituyen la creencia social de la República Argentina. Este aparece publicado en 1839 en Montevideo, Uruguay, durante el exilio de Echeverría en ese país, con el título de Dogma socialista de la Asociación de Mayo, precedido de una ojeada retrospectiva sobre el movimiento intelectual en el Plata desde el año 37. De aquí en más se conocerá como Asociación de Mayo a la agrupación de jóvenes y Dogma Socialista a su ideario. El dogma puede considerarse el primer estudio sociológico de la Argentina, es un análisis de la experiencia histórica y de la vida social argentina basado en las palabras Mayo, Progreso, Democracia. Las ideas de la asociación se esparcieron por el país y unió a los proscriptos.
En esta época Domingo Faustino Sarmiento promovió el progreso de la ciencia a través de una prédica constante a favor de la enseñanza y la creación de instituciones. Publicó, entre otros, Facundo (1845), que es una descripción de la vida social y política del país, donde intentó dar una explicación sociológica del país fundada en el conflicto entre civilización y barbarie, personificadas en lo urbano y lo rural respectivamente.
Pedro de Angelis, italiano que llegó a la Argentina gracias a Rivadavia, editó la Colección de obras y documentos, que describe la parte histórica correspondiente al período colonial y transformó la naturaleza de los conocimientos históricos. Dedicado a la enseñanza privada y al periodismo sirvió primero a Rivadavia y luego a Rosas. Su labor histórica comprende varias biografías y la Colección de obras y documentos relativos a la historia antigua y moderna de las provincias del Río de la Plata, un intento serio de construcción científica fundada en fuentes depuradas críticamente. Algunas otras de sus obras fueron: Documentos relativos al Chaco y provincia de Tarija y Memoria histórica sobre los derechos de soberanía y dominio de la Confederación Argentina a la parte austral del continente americano (1852).
En esta época Francisco Javier Muñiz inicia los primeros trabajos en paleontología argentina. De formación médica, llegó a ser decano de la Facultad de Medicina de Buenos Aires. En 1832 le había sido conferido el grado de socio en la Real Sociedad Jenneriana de Londres por sus estudios sobre la vacuna. En Chascomús en 1825, y en Luján entre 1828 y 1848, realizó una fructífera tarea removiendo y sacando a luz mamíferos fósiles, muchos de ellos desconocidos hasta el momento. Donó ese material a Rosas que a su vez lo regaló a un almirante francés yendo la pieza a parar a París y Londres. Luego amplió la colección de fósiles del Museo de Buenos Aires, entre ellos con su más importante descubrimiento el Tigre fósil. Sus más destacados trabajos escritos son una monografía sobre los hábitos del ñandú en la que además describe la vida del gaucho, y sus Apuntes topográficos del territorio y adyacencias del Departamento del Centro de la Provincia de Buenos Aires. Sus obras pasarían inadvertidas dada la escasa importancia que se le daba a la ciencia.
Los dos viajes científicos más importantes de esta época fueron el de Alcide d'Orbigny y el de Charles Darwin. D’Orbigny visitó las regiones del Litoral, Corrientes, las antiguas Misiones y la Patagonia. Darwin estuvo dos veces en territorio argentino: en 1833 después de haber navegado por las zonas australes con el Beagle se dirigió por la vía terrestre a Buenos Aires y luego a la provincia de Santa Fe para regresar por el río Paraná hasta el Río de La Plata donde volvió al Beagle; en 1835 cruzaría dos veces la Cordillera de los Andes al venir del lado de Chile. Los resultados de sus observaciones, que fueron la base de la teoría que lo haría famoso, se publicaron en su Viaje de un naturalista alrededor del mundo 1849. Prácticamente la mitad de esta obra se refiere a su visita al país. A pesar de que Francisco Muñiz y Darwin se hallaban en Luján en 1833, no se conocieron personalmente, pero sí se intercambiaron cartas y parte de ellas se publicaron en una segunda edición del Viaje, y en el Origen de las especies (1859).

## La Organización Nacional (1853-1918)
Después de la batalla de Caseros (1852) y la de Pavón (1861) el país se reorganiza y en particular la enseñanza y la ciencia.
Tanto en la Argentina como en América Latina prevaleció el positivismo. Esta corriente filosófica, consagrada más a los problemas científicos y sociales que a la especulación metafísica pura, llegó al país cuando ya en Europa había concluido su misión, pero debido a su influencia en las ciencias, la educación y la sociología, los frutos del positivismo argentino, más allá de sus limitaciones, pueden juzgarse generosos, y nutrió a la generación que gobernaba el país hacia 1880-1910. Entre los positivistas más destacados se hallaban Florentino Ameghino y Francisco P. Moreno.

### La enseñanza superior

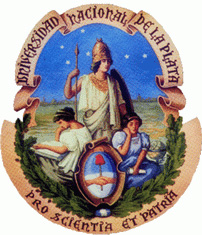
Escudo de la Universidad de La Plata

Nacieron varias instituciones de enseñanza superior que darían lugar a la fundación de universidades nacionales. Una de ellas fue la Universidad de la Plata, que en principio pertenecía a la Provincia de Buenos Aires y había sido creada por una ley de 1889 que se concretó recién en 1897. Esta se componía de cuatro facultades: Medicina, Derecho, Ingeniería, Química y Farmacia; esta última que aún no existía en Buenos Aires. Esta universidad se nacionalizó y organizó en forma definitiva en 1905 gracias al ministro Joaquín V. González. A su vez el gobierno de la provincia de Buenos Aires le cedió el Observatorio Astronómico, creado en 1883; el Museo de Ciencias Naturales, creado en 1884, la Biblioteca Pública, la Escuela práctica de agricultura y ganadería de Santa Catalina, fundada en 1872, y la Facultad de Agronomía y Veterinaria (la primera en su género en el país), creada por ley de 1889, independientemente de la universidad provincial.
Los estudios de astronomía y física se iniciaron en la Argentina en la Universidad Nacional de La Plata donde, en 1912, se recibieron los primeros doctores en física argentinos, José B. Collo (1887-1968) y Teófilo Isnardi (1890-1966), quienes adquirieron una elevada jerarquía científica internacional, en gran parte gracias a contar con un Instituto de Física instalado científicamente y dirigido por expertos como Emil Hermann Bose (1874-1911) y su sucesor Richard Gans (1880-1954), y al perfeccionamiento de posgrado que realizaron en 1913 en la Universidad de Berlín con eminencias de la talla de Max Planck y Walther Nernst.

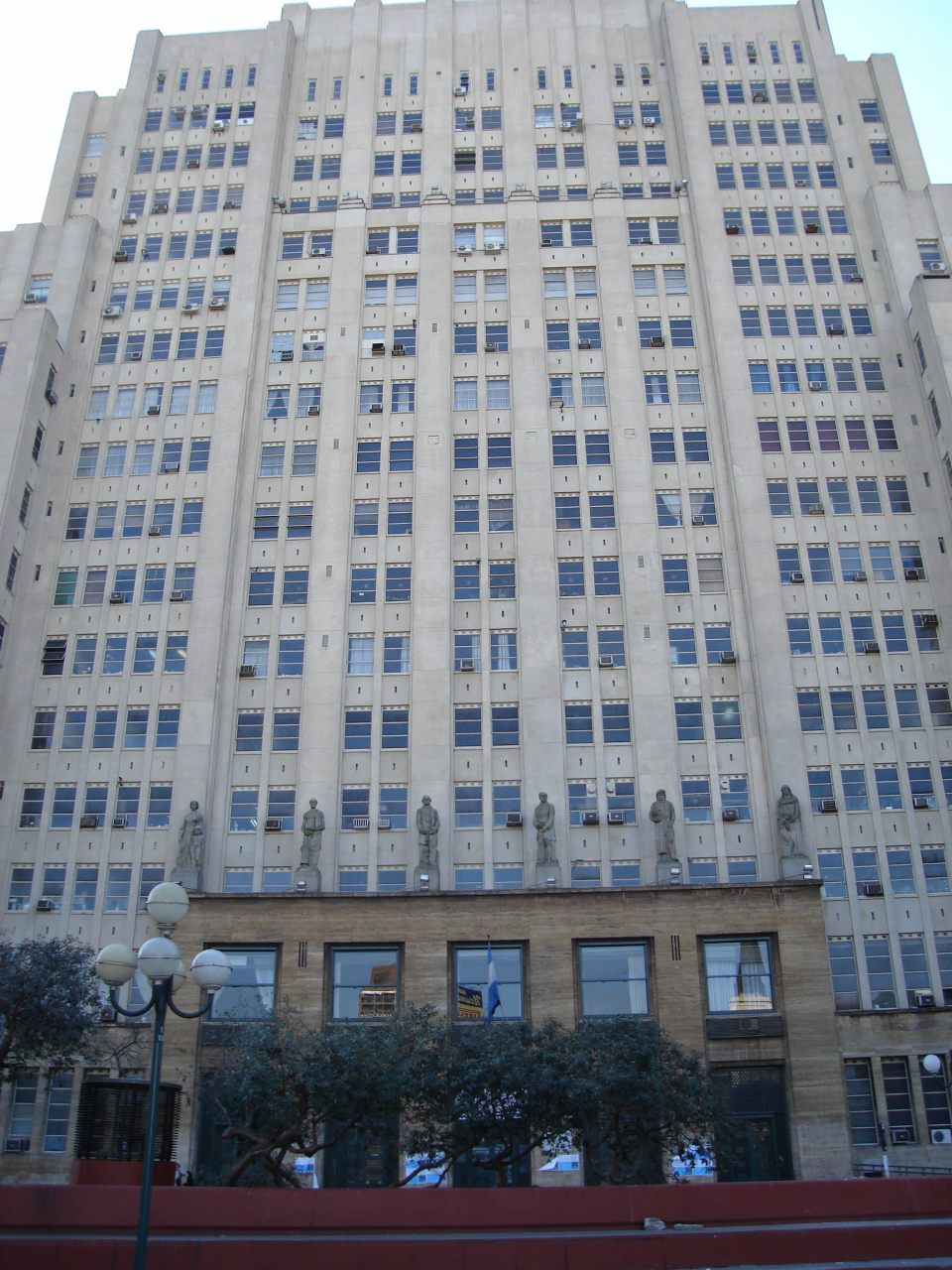
Actual Facultad de Medicina de la UBA

Otras instituciones universitarias de importancia creadas en este período son: la Universidad provincial de Santa Fe (1889), la de Tucumán (1912), y la Escuela de Ingenieros de San Juan (1876).
Por un decreto de 1852, la Universidad de Buenos Aires se reorganizó. En 1858 se instauró el régimen de concursos docentes y se crearon nuevas carreras.
La cátedra de física estuvo a cargo de uno de los educadores de más prestigio de la época, Amadeo Jacques. Sin embargo el Departamento de Ciencias Exactas se reorganizó recién en 1863, por obra de Juan María Gutiérrez, quien fue rector de la UBA desde 1861 hasta 1874. Sus Noticias históricas sobre el origen y desarrollo de la Enseñanza Superior en Buenos Aires (1868) constituyen un clásico en el cual volcó todos sus conocimientos sobre el tema. Como rector de la universidad creó el Departamento de Ciencias Exactas (que había desaparecido en la época de Rosas) e inició gestiones para contar con profesores que provinieran de Europa. Así vinieron Bernardino Speluzzi de la universidad de Pavia, Emilio Rossetti de la universidad de Turín (ambos como profesores de matemáticas) y Pellegrino Strobel de Parma, para historia natural.
En 1866 comenzó a funcionar el departamento comprendiendo la enseñanza de las matemáticas puras, aplicadas y de la historia natural con la finalidad de "formar en su seno ingenieros y profesores, fomentando la inclinación a estas carreras de tanto porvenir e importancia para el país". Algunos de los primeros en recibirse fueron destacados ingenieros y científicos como Luis A. Huergo, Guillermo White y Francisco Lavalle
Como rector de la Universidad de Buenos Aires y debido a su gran interés por el estudio de las ciencias naturales Gutiérrez brindó ayuda al sabio alemán Hermann Burmeister como director del Museo Público de Buenos Aires. Fue así presidente de la Sociedad Paleontológica, creada gracias al apoyo dado por él a Burmeister en 1866. Su pensamiento influyó en los científicos de la época como Francisco P. Moreno.
En 1865 presidió una comisión que presentó el "proyecto de un plan de instrucción general y universitaria" cuyo informe constituyó un documento valioso tanto desde el punto de vista histórico como también por sus concepciones didácticas y científicas.
Del Departamento de Exactas egresaron en 1869 los primeros doce ingenieros argentinos, a quienes se denominó "los doce apóstoles". Entre ellos estaban Luis A. Huergo y Valentín Balbín, que fueron presidentes de la Sociedad Científica Argentina. En 1891 el Departamento adoptó el nombre de Facultad de Ciencias Exactas, Físicas y Naturales, apareciendo en sus planes de 1896 el doctorado en química. La Facultad incluía las carreras de Ingeniería y Arquitectura. En 1909 se crearon las facultades de Agronomía y Veterinaria, del Instituto de Altos Estudios Comerciales y de Ciencias Económicas.
En 1881, al convertirse la Ciudad de Buenos Aires en Capital Federal, la Universidad pasó a depender del Estado nacional. En 1883 la Universidad se hizo cargo de la dirección técnica del Hospital de Clínicas, que se convirtió así en hospital escuela.

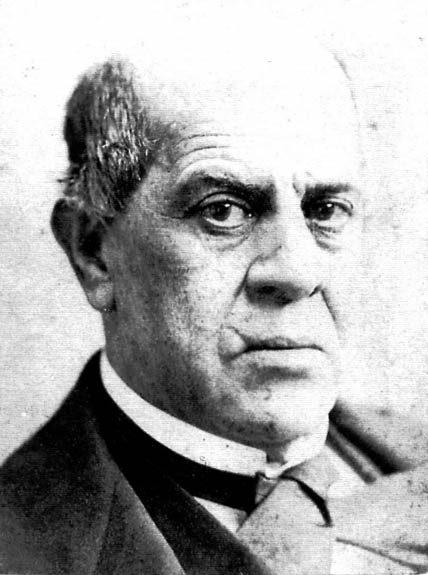
Domingo F. Sarmiento, propulsor de las ciencias y la enseñanza en la Argentina.

La Universidad de Córdoba se nacionalizó en 1856. Durante la presidencia de Sarmiento tendrían cabida por vez primera las ciencias exactas y naturales. Sarmiento encomendó a Burmeister las gestiones para incorporar a un grupo de profesores europeos para dictar clases de dichas ciencias. Estos trabajaron bajo la dirección de Burmeister en la Academia Nacional de Ciencias de Córdoba y dictaban clases en la Universidad. Dicha academia se convirtió en la Facultad de Ciencias Fisicomatemáticas que en realidad solo formó ingenieros pero se enseñaba y cultivaba las ciencias exactas y naturales.
Algunos de los profesores destacados que enseñaron en la Academia fueron el botánico Paul G. Lorente, que realizó viajes botánicos por el noroeste y noreste argentino en 1871 y 1872, y Federico Kurtz que integró una importante expedición científica al Chaco que dirigió Holmberg y en la que también figuraban los dos Ameghino.
También se destacaron los zoólogos H. Weyembergh, holandés que en 1878 fundó el Periódico Zoológico Argentino, y Adolfo Doering, que junto con Lorente participó de la expedición del general Julio Argentino Roca al Río Negro.

### La Sociedad Científica Argentina

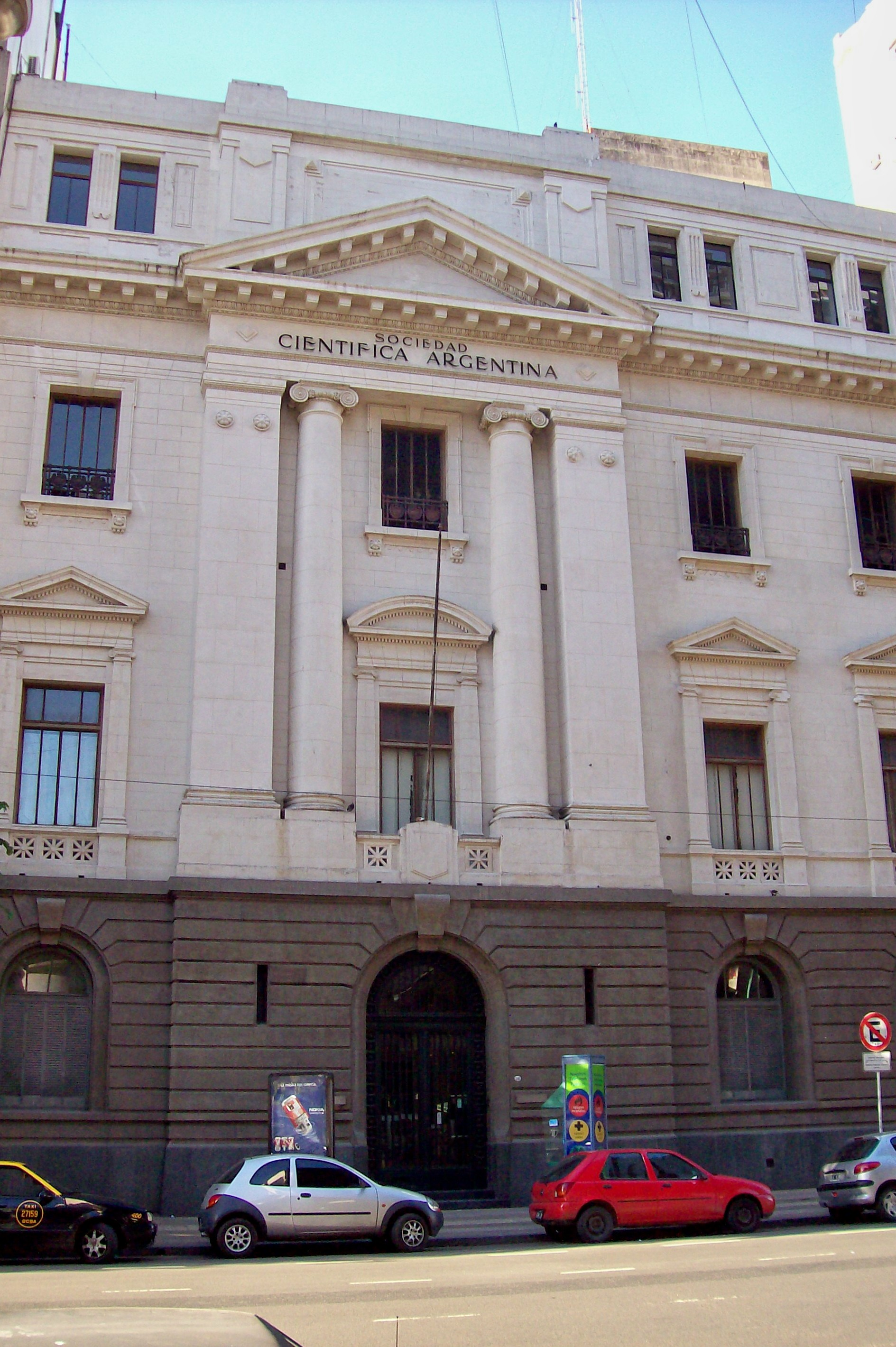
Sociedad Científica Argentina.

Al mismo tiempo que en Córdoba se iniciaban actividades científicas en Buenos Aires se creaba en 1872 la Sociedad Científica Argentina gracias a la iniciativa de profesores, graduados y alumnos del Departamento de Ciencias Exactas de la Universidad. Su objetivo era el de fomentar el estudio de las ciencias y de sus aplicaciones. Su primer presidente fue Luis A. Huergo. Durante mucho tiempo constituyó el único centro de consulta de los gobiernos. Entre muchos de sus primeros aportes estuvo el de contribuir en las exploraciones geográficas a la Patagonia de Francisco P. Moreno en 1875 y de Ramón Lista en 1877. Otro logro importante fue la organización de los congresos científico latino–americano que se iniciaron en 1898 y en 1908 se convirtieron en los Congresos Panamericanos y en 1921 en los Americanos. También el certamen internacional organizado durante el centenario de la Revolución de Mayo.
Uno de los fundadores y principales promotores de la Sociedad fue el futuro jurisconsulto Estanislao Zeballos que fundó el periódico Anales Científicos Argentinos que en 1876 se convirtió en la publicación oficial de la Sociedad Científica Argentina.

### Los museos y los naturalistas
Las ciencias naturales y la astronomía fueron las primeras en organizarse después de Caseros. El desmantelado Museo de Buenos Aires se reorganizó gracias a la Asociación Amigos de la historia natural del Plata creada en 1854. En este año Urquiza fundó en Paraná el Museo Nacional, que luego se convirtió en provincial y que adquirió importancia por su colección de fósiles. Y también en este año se creó en Corrientes un Museo Provincial del cual fue director Aimé Bonpland.

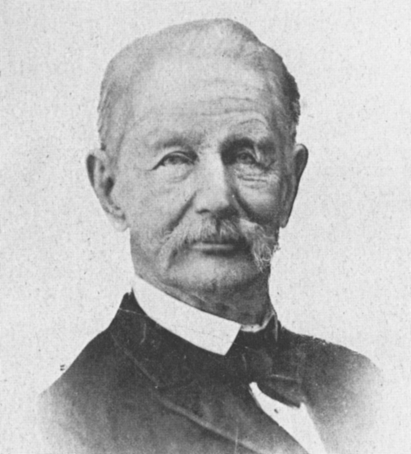
Germán Burmeister realizó exhaustivos trabajos sobre naturaleza, geología y paleontología.

La estimulación política del nacionalismo implicó entre otras cosas un apoyo oficial a la arqueología en búsqueda de las tradiciones nacionales, y la creación de importantes museos relacionados con el tema.
Después de Pavón el museo de Buenos Aires entra definidamente en su etapa científica cuando se hace cargo de él Carlos Germán Burmeister, naturalista, paleontólogo y zoólogo alemán, que desempeñó la mayor parte de su carrera en la Argentina y realizó exhaustivos trabajos sobre la descripción de la fauna, flora, geología y paleontología de varios países sudamericanos, pero en especial de la Argentina, publicando cerca de 300 títulos, entre ellos su Description Physique de la République Argentine, que con magníficas ilustraciones mereció la medalla de oro en su presentación en la Exposición Geográfica de Venecia. Dirigió desde 1862 y hasta su muerte el Museo de Buenos Aires. Fundó, como se comentó anteriormente, la Academia de Ciencias Naturales de Córdoba integrando a ella a varios profesores venidos de Europa y dejando tras de sí un importante grupo de discípulos. En 1866, con el apoyo del rector de la Universidad de Buenos Aires, Juan María Gutiérrez, fundó la Sociedad Paleontológica de Buenos Aires cuyo principal fin fue el de estudiar y dar a conocer los fósiles del entonces Estado de Buenos Aires y fomentar el Museo Público.
El Museo de La Plata, que junto con el de Buenos Aires es el centro más importante para el estudio de las ciencias naturales, vincula su origen con el de Francisco P. Moreno. Este se interesó por la paleontología y la arqueología e inició viajes por Catamarca y en especial por la Patagonia. Su conocimiento de la región le valió ser designado perito en cuestión de límites con Chile. En sus viajes supo ponerse en contacto directo con las naciones indígenas de la Patagonia y sus orígenes. Los datos y materiales recogidos en sus expediciones abrieron horizontes nuevos a la antropología sudamericana e impulsaron a varios científicos europeos a tomar a las razas indígenas de América del Sur como objeto de estudio. Moreno quedó impresionado por el drama de aquellas razas y trató de humanizar las relaciones entre los argentinos y sus razas indígenas exigiendo tierras y escuelas para ellas.

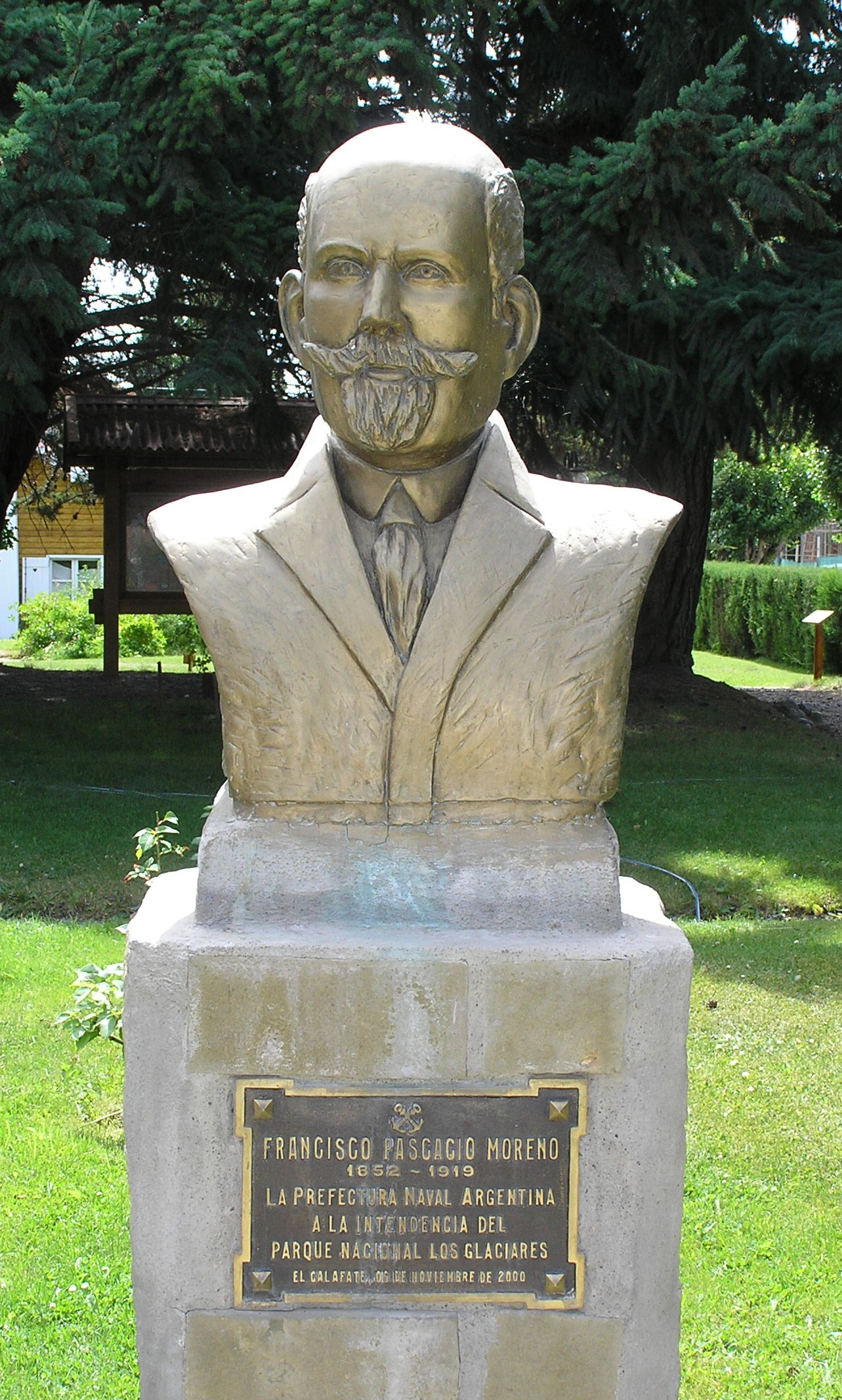
Francisco P. Moreno, sus expediciones impulsaron a científicos europeos a tomar a las razas indígenas como objeto de estudio.

En 1877 donó toda su colección arqueológica, antropológica y paleontológica personal, consistente en más de 15 000 ejemplares de piezas óseas y objetos industriales, a la provincia de Buenos Aires, que fundó con ellas el Museo Antropológico y Etnográfico de Buenos Aires.
Con la fundación de la ciudad de La Plata el gobierno provincial decidió trasladar el museo a la nueva capital y entonces recibió el nombre de Museo de Historia Natural de La Plata. Por proveer todo el material para el museo, incluso dos mil libros de su biblioteca particular, y por el reconocimiento general a su persona, fue nombrado Director vitalicio del Museo. Moreno dirigió la construcción del edificio y la distribución de sus materiales, de acuerdo con un plan que él había concebido. Sumó a este proyecto a numerosos naturalistas extranjeros que organizaron las distintas secciones. La institución se convirtió en un centro de estudios superiores que llamó la atención de los grandes especialistas europeos. Se multiplicaron las colecciones valiosas, los trabajos publicados descifraban viejos problemas americanos y, fundados por Moreno, comenzaron a publicarse los Anales y la Revista del Museo de La Plata.
Cuando surgió la idea de agregar este museo a la Universidad Nacional de La Plata, transformándolo en Facultad de Ciencias Naturales, Moreno renunció a su cargo vitalicio de Director del Museo pues no estaba de acuerdo con la anexión propuesta: pensaba que el establecimiento por él creado debía dedicarse a la investigación del territorio y de su naturaleza y no quedar expuesto a los vaivenes de la política universitaria. La incorporación del Museo a la Universidad significó modificaciones esenciales en su finalidad y en su estructura: las instalaciones se redujeron, parte de su biblioteca se distribuyó entre otros institutos universitarios y su imprenta pasó a pertenecer a la provincia.
El tercer más grande museo fue el Etnográfico, dependiente de la facultad de Filosofía y Letras de la Universidad de Buenos Aires, fundado en 1906 y organizado por Juan Bautista Ambrosetti, naturalista argentino.
A los 20 años se había sumado a las expediciones de naturalistas que realizaron investigaciones en el Chaco y, de regreso, publicó sus experiencias. Poco después fue designado director de la sección Zoología del Museo Provincial de Paraná, pero la falta de recursos lo llevaron a alejarse de él y convertirse en director del Museo Etnográfico de la Facultad de Filosofía y Letras de la UBA. Viajero e investigador, realizó numerosas expediciones que enriquecieron los conocimientos de topografía, arqueología y etnografía del país. Representó por primera vez a la Argentina en el Congreso Científico de Nueva York, celebrado en 1902.
En 1908 Ambrosetti descubrió el yacimiento del Pucará de Tilcara en la Quebrada de Humahuaca, en su verdadero valor científico, hallazgo que proporcionó rico material arqueológico y antropológico.
Ha dejado una bibliografía fundamental para las distintas especialidades a las que se dedicó; y catalogó más de 20 000 piezas de flora y fauna.
La labor iniciada por Ambrosetti en el Museo Etnográfico y en Tilcara fue continuada por Salvador Debenedetti. Con estos dos grandes arqueólogos se inicia en el país la exploración arqueológica con criterio científico. Un discípulo de Debenedetti, Eduardo Casanova, culminaría la restauración del Pucará de Tilcara.

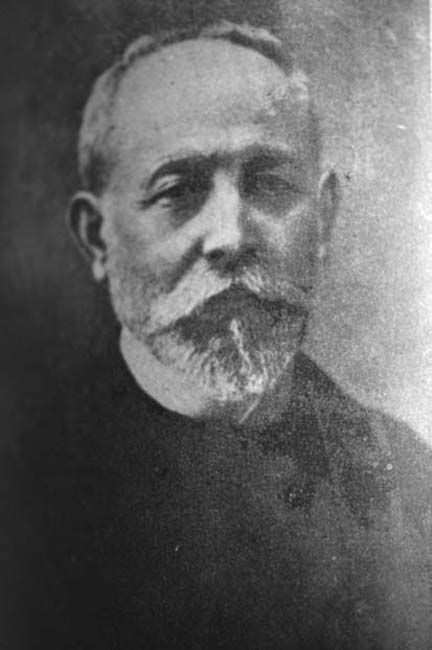
Florentino Ameghino, primer científico argentino de relevancia internacional.

En esta época asoma en el escenario un gran científico argentino de relevancia internacional: Florentino Ameghino. Fue naturalista, paleontólogo y antropólogo.
Como autodidacto, estudió los terrenos de la Pampa, coleccionando numerosos fósiles, en los que se basó para hacer numerosas investigaciones de geología y paleontología. También investigó el hombre cuaternario en el yacimiento de Chelles.
Para explorar el territorio patagónico, costeó una expedición a cargo de su hermano Carlos, para lo cual estableció una librería, que atendía personalmente, en La Plata.
La monumental Contribución al conocimiento de los mamíferos fósiles de la República Argentina, de 1889, le valió la medalla de oro en la Exposición Universal de París, también Filogenia, principios de clasificación transformista basados sobre leyes naturales y proporciones matemáticas, que lo ubicó entre las pocas figuras mundiales del enfoque paleontológico de la biología evolutiva. Cerró esta etapa de su vida en 1906 con Formaciones sedimentarias del Cretáceo Superior y del Terciario de Patagonia, una obra que no se limitó a las descripciones, sino que planteó hipótesis sobre la evolución de los diversos mamíferos y analizó las distintas capas de la corteza terrestre y sus posibles edades. Entre 1907 y 1911, volvió a su primitiva dedicación: el hombre fósil, las descripciones de los primeros habitantes, sus industrias y culturas.
En una recopilación de sus trabajos, se cuentan 24 volúmenes de entre 700 y 800 páginas cada uno, que contienen clasificaciones, estudios, comparaciones y descripciones de más de 9000 animales extinguidos, muchos de ellos descubiertos por él. Científicos de América y Europa viajaban a la Argentina a conocer la colección de Ameghino.
La antigüedad del hombre en el Plata y Los Mamíferos fósiles en la América Meridional, que se traduciría más tarde al francés, fueron publicadas en 1878.
En la Argentina, las dos posturas que a nivel mundial se enfrentaban en el campo de las ciencias naturales estaban representadas por Ameghino, del lado del evolucionismo y por Burmeister, en el campo del creacionismo. En 1884 el argentino publicó Filogenia, en la que desarrolla su concepción evolucionista, de corte lamarckiano, y propicia la fundación de una taxonomía zoológica de fundamentos matemáticos.
En 1886, Francisco Moreno lo nombró vicedirector del Museo de La Plata, asignándole la sección de paleontología, que Ameghino enriqueció con su propia colección. Pero en 1888 su destino fue la Cátedra de Zoología de la Universidad de Córdoba. Un año después presentó en las Actas de la Academia Nacional de Ciencias su obra magna: Contribución al conocimiento de los mamíferos fósiles de la República Argentina.
Otro de los grandes naturalistas de la época fue Eduardo Ladislao Holmberg a quien el país le debe en gran medida el estudio de las ciencias naturales. Investigó en casi todas las ramas de la ciencia natural y promovió y colaboró en todo medio que permitiera la transmisión y perpetuación de conocimientos relativos a ella.
En 1911 fundó la Sociedad Argentina de Ciencias Naturales. A él se debe también el progreso del Jardín Zoológico de Buenos Aires, que había sido fundado en 1875 por iniciativa de Sarmiento pero que recién entró en actividad en 1888 cuando Holmberg fue nombrado su director.
También en 1875 Sarmiento había propiciado la creación de un jardín botánico, idea que se concretó cuando Carlos Thays tomó la iniciativa y lo inauguró en 1898, siendo su director.

### Los Observatorios Astronómicos de Córdoba y La Plata

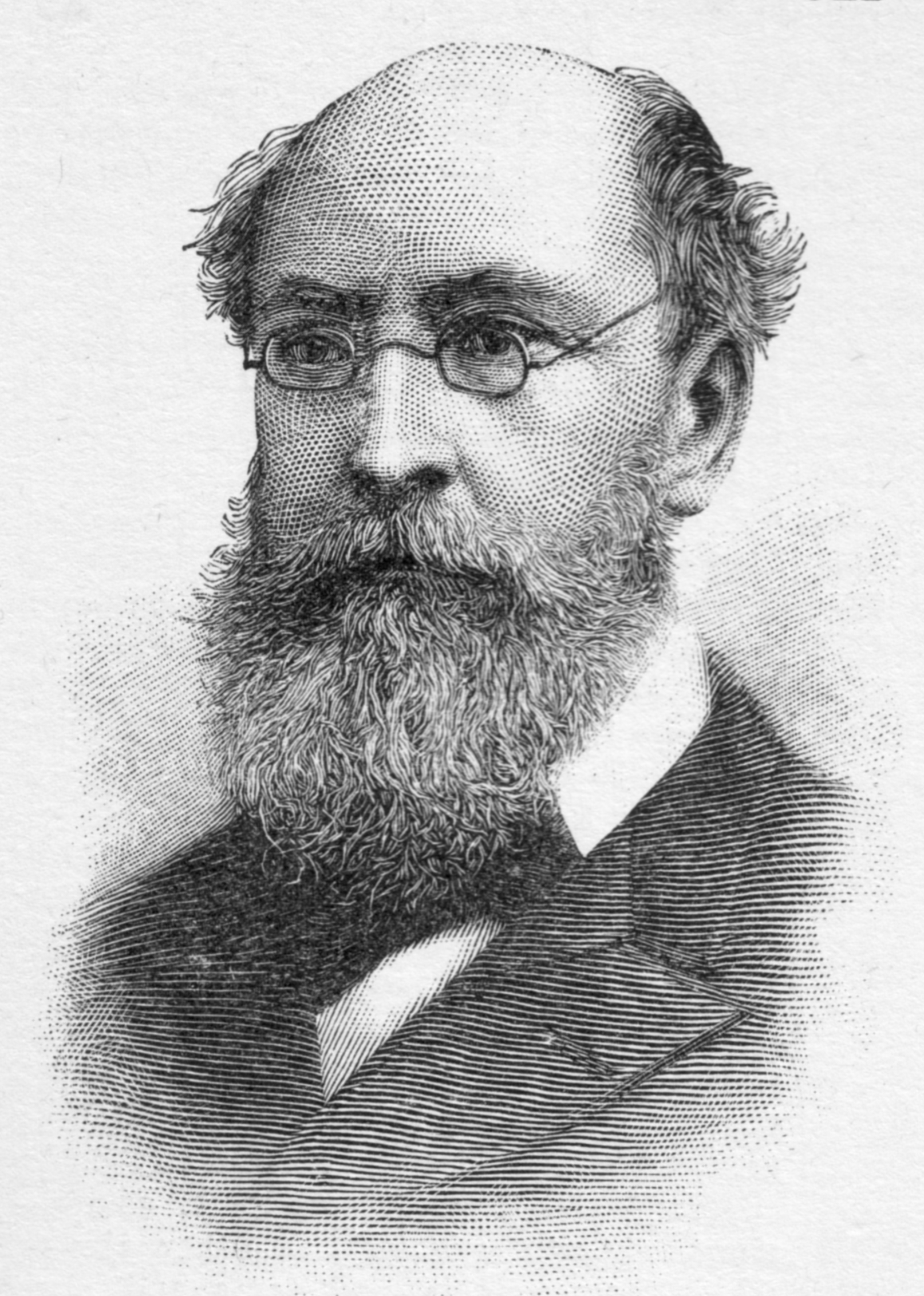
Benjamin Apthorp Gould, iniciador de la astronomía observacional y la meteorología en la Argentina.

Hasta mediados del siglo XIX la mayor parte de los observatorios astronómicos se encontraban en el hemisferio norte y por lo tanto no podían dar cuenta de un gran número de estrellas australes. En 1865, siendo Sarmiento ministro argentino en Estados Unidos, conoció al astrónomo estadounidense Benjamín Apthorp Gould, quien estaba decidido a ocuparse de este problema y le manifestó sus deseos de viajar a la Argentina para realizar estudios estelares del hemisferio sur. La propuesta encontró favorable acogida de inmediato pero la empresa no se llevó a cabo debido a la guerra con el Paraguay que se desarrollaba en aquel entonces.
Ya instalado como presidente de la Argentina, Sarmiento invitó a Gould en 1869 a viajar a la Argentina prestándole todo su apoyo para organizar un observatorio nacional. Por razones astronómicas se eligió como lugar las proximidades de la ciudad de Córdoba. Gould llegó en 1870 y tuvo que esperar pacientemente la llegada de los aparatos encargados a una firma europea. Pero, en la espera del instrumental científico, comenzó a simple vista y con ayuda de un anteojo de teatro, un mapa del cielo austral que el 24 de octubre de 1871, fecha de inauguración del entonces llamado Observatorio Astronómico Argentino, (luego Observatorio Astronómico de Córdoba), contaba con más de 7000 estrellas que se publicaron en la Uranometría argentina de 1879, por la cual recibió en 1883 la medalla de oro de la Sociedad Real de Astronomía. En el discurso inaugural Sarmiento expresó:

En el discurso inaugural, Sarmiento expresó: "Es anticipado o superfluo, se dice, un observatorio en pueblos nacientes y con un erario exhausto o recargado. Y bien, yo digo que debemos renunciar al rango de nación o al título de pueblo civilizado si no tomamos parte en el progreso y en el movimiento de las ciencias naturales".

Entre sus trabajos se destacó su Catálogo de Zonas, donde dejó registradas 73 160 estrellas del hemisferio austral, y el Catálogo General Argentino que contiene 32 448 estrellas cuyas posiciones fueron fijadas con muy buena precisión. De esta manera Gould y el Observatorio de Córdoba subsanaron la deficiencia de los catálogos australes.
Gould fue uno de los primeros en el mundo que aplicó la fotografía a los estudios astronómicos, a partir de 1866. A mediados de la década de 1870, sus fotos astronómicas, de muy alta calidad, fueron elogiadas en todo el mundo y muchas de ellas premiadas internacionalmente.
También gracias a él se iniciaron los estudios de meteorología ya que gracias a su iniciativa Sarmiento remitió un proyecto de ley sancionado y promulgado en 1872, creando la Oficina Meteorológica Nacional que funcionó anexa al Observatorio de Córdoba hasta 1884, bajo la dirección desinteresada de Gould.

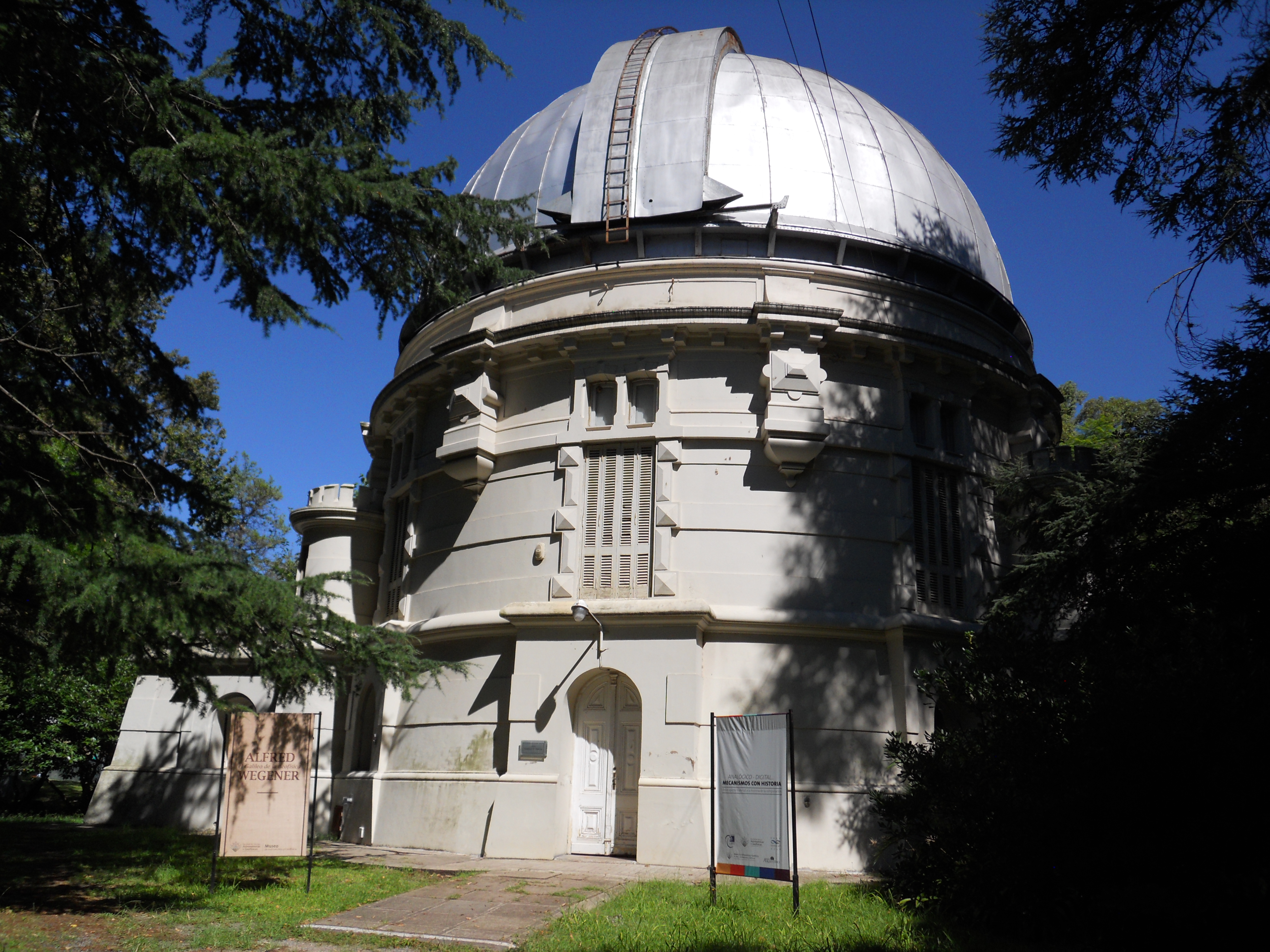
Observatorio de la Facultad de Ciencias Astronómicas y Geofísicas de La Plata.

Como director del observatorio su labor de organizador y científico se prolongó hasta 1885, año que marca su regreso a Estados Unidos. Fue despedido con todos los honores, y Sarmiento, orgulloso, señalaría: "Recién ahora, y como movidos por el impulso dado desde el Observatorio de Córdoba, se habla en Europa de adoptar y generalizar el mismo procedimiento, aplicado con brillo doce años entre nosotros.".
Le sucedió al frente del observatorio uno de sus asistentes, John Macon Thome, bajo cuya dirección se publicó la monumental Córdoba Durchmusterung, catálogo con más de seiscientas mil estrellas, y se inició la colaboración en tareas internacionales. A su muerte asumió la dirección otro especialista en fotografía astronómica: Charles Dillon Perrine.
En cuanto al Observatorio Astronómico de La Plata este nació en 1883 y en general siempre se ha dicho que al principio su actividad fue casi nula, de hecho, el segundo director del observatorio cordobés diría que los trabajos realizados en La Plata tenían tanta utilidad como "un solo pozo de balde en la irrigación de la zona recorrida por los canales de Córdoba". 
Las disyuntivas en estas discusiones estaban marcadas por las redes de trabajo que construían los directores de los principales observatorios involucrados en la competencia internacional y son estas redes las que se ocultan entre los debates científico-metodológicos de los directores de los observatorios locales sobre el pasaje de Venus o sobre la Carte du Ciel. El entramado de las tareas llevadas a cabo por técnicos locales, por el director del Observatorio de La Plata, por el del Observatorio de París y por los miembros del Bureau des Longitudes explica muchas de las características de la organización del observatorio platense. Lejos de mostrar que la producción del Observatorio fue nula, la red confirma que el director del observatorio platense logró que este produjese conforme lo requerían instituciones que preponderaban en los debates sobre convenciones espacio-temporales en la época.

### Logros destacados (1853-1918)

#### Geografía
En 1879 se fundó por iniciativa de Estanislao Zeballos el Instituto Geográfico Argentino que patrocinó viajes exploratorios. Cinco años después se fundó de manera precaria el Instituto Geográfico Militar, que se organizó en 1902 con un vasto plan de operaciones geodésicas, cartográficas y topográficas. Entre 1880 y 1910 se destacan también los estudios de Germán Avé Lallemant, en las zonas de San Luis y Mendoza, relacionados principalmente con la geografía, la minería, la industrialización y la agricultura.
Las exploraciones a la Patagonia realizadas por naturalistas argentinos motivaron el interés científico por esa región en otras partes del mundo, y así entre 1896 y 1899, la Universidad de Princeton realizó tres viajes de estudio al sur argentino. Es de destacar además la célebre expedición argentina comandada por Julián Irizar, realizada en 1903 por el mar austral a bordo de la corbeta Uruguay, que rescató al explorador sueco Otto Nordenskjöld.

#### Medicina
Después de la batalla de Caseros los estudios médicos fueron los primeros en organizarse a través de una escuela de medicina que se mantuvo separada de la Universidad de Buenos Aires hasta 1874, en que volvió a formar parte de ella. En esta período se destacaron los cirujanos Manuel Augusto Montes de Oca e Ignacio Pirovano o la familia de los Ayerza, originarios del País Vasco, Toribio Ayerza y su hijo Abel Ayerza, descubridor de la Enfermedad de Ayerza.
Una de las grandes figuras públicas de la medicina fue Guillermo Rawson, primer profesor de higiene del país y fundador junto a Toribio Ayerza de la sección argentina de la Cruz Roja en 1880. Sus lecciones, editadas en París en 1876, se ocupaban en especial de los problemas de higiene en la Argentina y en particular de Buenos Aires. En ese mismo año participó de un Congreso en Filadelfia realizado durante la Exposición del Centenario de EE. UU., presentando su trabajo Estadística vital de la ciudad de Buenos Aires, un desarrollo muy importante para la época. De igual valor es su memoria sobre Las casas de inquilinato en la ciudad de Buenos Aires que trata sobre las condiciones de vida de los conventillos de la época.
José María Ramos Mejía (1849 - 1914), médico, escritor y político argentino, fundó en 1873 el Círculo Médico Argentino. Como médico, se especializó en las enfermedades mentales y en los tratamientos para la neurosis. En la Facultad de Medicina de la Universidad Nacional de Buenos Aires ejerció como profesor de la cátedra de "enfermedades nerviosas" desde 1887 hasta poco antes de morir. Fue también precursor de la divulgación científica, con su libro “La neurosis de los hombres célebres en la historia argentina” publicado en dos partes (1878 y 1882).

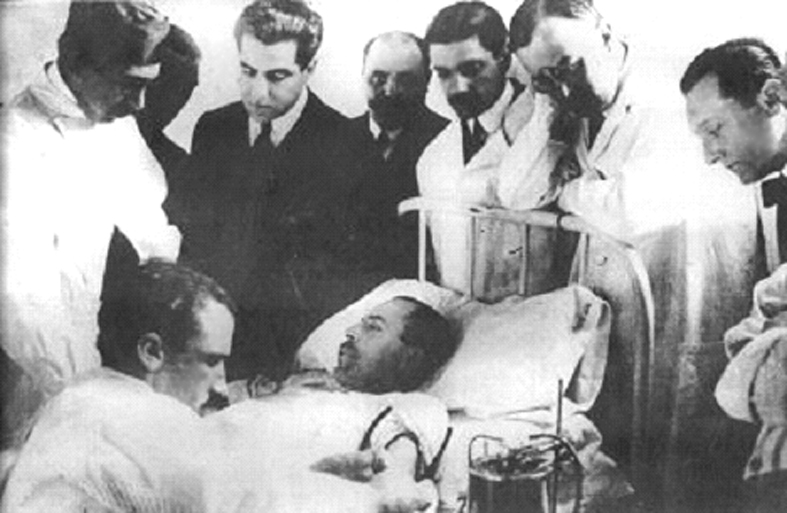
Primera transfusión de sangre citratada del mundo realizada en la Argentina por Luis Agote: Hospital Rawson, 9 de noviembre de 1914.

En 1914 el Luis Agote desarrolló el método de conservación de sangre para mantenerla sin coágulos y fue el primer profesional en el mundo que realizó transfusiones de sangre indirectas sin que la sangre se coagulara en el recipiente que la contenía. Si bien la transfusión de sangre existía hace mucho tiempo, el problema era que se debía realizar de forma inmediata.

#### Cine de animación

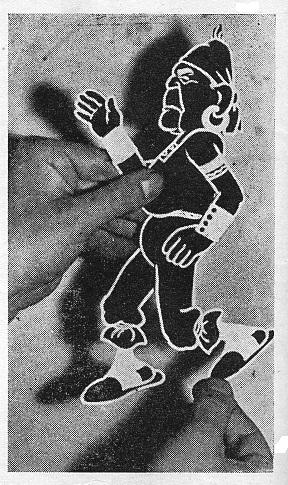
Quirino Cristiani mostrando, la figura recortada y articulada de su personaje satírico El Peludo (basado en el presidente Yrigoyen); Cristiani patentó estas figuras en 1916 para la realización de sus filmes.

En 1917 Quirino Cristiani realizó el primer largometraje de dibujos animados a nivel mundial con su obra El apóstol, una sátira sobre la vida de Hipólito Yrigoyen que se proyectó en varias salas del país. Además, en 1930 creó Peludópolis, convirtiéndose en el primer largometraje de animación sonoro del mundo.

#### Ciencias jurídicas
Se realizan en este período la Constitución Argentina de 1853 y los distintos Códigos.
En cuanto a los códigos civil y de comercio estos están relacionados fundamentalmente con la figura de Dalmacio Vélez Sársfield, quien se graduó en Leyes en el Colegio de los jesuitas de la ciudad de Córdoba doctorándose a los 22 años. Inició inmediatamente una intensa actividad política, que le valió en 1825 el nombramiento como secretario del Congreso que se llevaría a cabo el año siguiente. En 1858 la provincia de Buenos Aires le encargó la tarea de redactar un Código de Comercio, el cual fue redactado en colaboración con el prestigioso jurisconsulto uruguayo Eduardo Acevedo, se terminó en 10 meses, y fue sancionado en 1859. Después de la reunificación nacional en 1862 se le encargó la redacción del Código Civil. La composición de este no se inició hasta 1864, siendo presidente Bartolomé Mitre. En 1869 se dispuso del original, que se aprobó en 1870 y entró en vigor a comienzos del año siguiente.
José María Moreno introdujo el Proyecto del código de Vélez Sársfield en las aulas universitarias.
Los códigos de Minas y el Penal se aprobaron en 1886 y 1889 respectivamente.
Otro jurisconsulto importante fue Carlos Calvo que en Francia, en 1863 publica su Derecho internacional teórico y práctico de Europa y América, en dos volúmenes y poco antes de una versión francesa. En él expone el principio de que ningún gobierno debe apoyar en las armas reclamaciones pecuniarias contra otro país. Luis María Drago invocaría esta doctrina en 1902.

#### Historiografía
En 1854 Bartolomé Mitre reprodujo en Buenos Aires el Instituto Histórico y Geográfico del Uruguay que había sido fundado años antes por los proscriptos de Montevideo. Este desaparece hacia 1860 para reaparecer en 1893 como Junta Numismática Americana y convertirse a fin de siglo en Junta de Historia y Numismática Americana editando libros raros e inéditos.
En 1889 nace el primer Museo Histórico, creado por la Municipalidad de Buenos Aires y nacionalizado dos años después, siendo su fundador y animador Adolfo P. Carranza.
Pero la figura que se destacó en los estudios históricos fue la de Bartolomé Mitre. Su labor comprendió, obras, memorias, artículos periodísticos, discursos y una intensa labor recopilando documentos, y fundando y organizando instituciones.

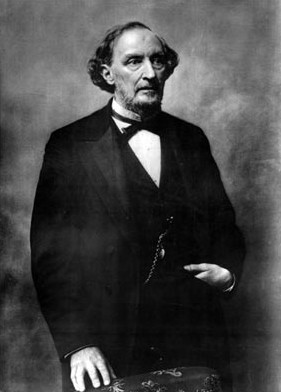
Bartolomé Mitre, iniciador de los estudios históricos en la Argentina.

Sus obras, Historia de Belgrano, los tres volúmenes de la Historia de San Martín, considerada obra fundadora de la historiografía argentina de la emancipación americana; y la Oración que pronunció con motivo del centenario del nacimiento de Bernardino Rivadavia forman una cabal historia de la Argentina.
Historiadores posteriores, como Adolfo Saldías y José María Rosa han cuestionado su labor como historiador y la interpretación dominante del siglo XIX argentino que se desprende de ella, dando lugar al llamado revisionismo histórico en Argentina.
Su labor como bibliógrafo y lingüista le permitió reunir una de las mejores bibliotecas sobre lenguas americanas, cuyo Catálogo Razonado fue publicado póstumamente por el Museo Mitre, que se creó en 1907 gracias a las donaciones que él legó.
La mencionada Historia de Belgrano originó un par de polémicas. La primera con Vélez Sársfield, iniciada en 1854 en forma periodística y que se sintetizó en dos libros de 1864: el de Vélez Sársfield, llamado Rectificaciones Históricas: General Belgrano, General Güemes; y el de Mitre: Estudios Históricos sobre la Revolución de Mayo: Belgrano y Güemes. La polémica se refirió a sucesos históricos y a su interpretación, rozando además cuestiones vinculadas con el concepto de ciencias históricas. En este último aspecto fue más importante la polémica que tuvo con Vicente Fidel López producida a raíz de la aparición de la tercera edición de la Historia de Belgrano, de la cual resultaron dos libros: de parte de Mitre las Nuevas comprobaciones sobre historia argentina y de parte de López su Debate Histórico, Refutaciones a las comprobaciones históricas sobre la Historia de Belgrano.

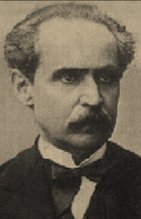
Vicente F. López, polemizó con Mitre sobre la interpretación de los sucesos históricos.

Y fue justamente Vicente F. López la otra personalidad relevante de la ciencia histórica de este período. Después de Caseros regresó de su exilio en Chile para ocupar, entre otros cargos públicos, el de rector de la Universidad de Buenos Aires. Además del mencionado Debate Histórico... escribió la Introducción a la historia de la República Argentina; La Revolución Argentina y diez volúmenes de Historia de la República Argentina.

#### Antropología
En 1986, el policía argentino Juan Vucetich ideó en el sistema dactiloscópico, el cual permite la identificación de las personas justamente por sus huellas dactilares. La ciudad argentina de Necochea fue la primera ciudad en el mundo en resolver un caso con este método.

#### Sociología
La llamada generación del 80 mostró preferencia por los temas sociológicos aplicados a la vida social argentina.
El primer profesor de sociología fue Ernesto Quesada que se hizo cargo de la cátedra en la Facultad de Filosofía en 1904 de la Universidad de Buenos Aires enseñando y publicando distintos aspectos de la sociología, doctrinarios, históricos y aplicados a la vida americana o argentina.
Otra cátedra de sociología se creó en 1908 en la Facultad de Derecho de la misma universidad, siendo su primer profesor Juan Agustín García, autor de numerosos escritos sobre la evolución de la inteligencia argentina. Su obra La ciudad indiana fue el primer estudio sobre la sociedad colonial.
También se ocuparon de la sociología José María Ramos Mejía, que escribió entre otros un estudio de psicología colectiva en Las multitudes argentinas; y Joaquín V. González, con su ensayo sociológico La tradición nacional y el artículo El juicio del siglo o cien años de historia argentina.
También contribuyó al conocimiento de la vida social argentina los datos estadísticos que fueron copilándose gracias a la Oficina Nacional de Estadística creada en 1856 y que se convirtió en 1894 en la Dirección General de Estadística. El primer censo de población se realizó en 1869.
En 1900 Alfredo Palacios presenta su tesis doctoral titulada "La Miseria en la República Argentina", considerada la primera investigación argentina referida a las condiciones de vida de la población. La tesis fue rechazada entonces pues los reglamentos universitarios prohibían incluir expresiones que pudieran resultar injuriosas para las instituciones.
En 1904 Juan Bialet Massé presentó su extenso Informe sobre el estado de la clase obrera en tres tomos, considerada la primera investigación laboral realizada en el país.

### Crisis de 1890
A partir de la década de los 90 y por unos treinta años la ciencia pura decae: las instituciones científicas y universitarias se estancan, producen menos publicaciones y sus directores no consiguen con sus gestiones mejorar las instalaciones. Este retroceso en las ciencias contrasta con el impulso que si obtuvieron las instituciones y publicaciones en el campo de la economía y la técnica, posponiendo toda preocupación por la ciencia pura. Según José Babini, se produce un incremento de las actividades técnicas en pos de un afán utilitario y de un interés material, que pospone o traba las preocupaciones por la ciencia pura o las investigaciones desinteresadas.
En efecto, la cátedra de economía política que había quedado vacante en la época de Rivadavia se restableció en 1892 y en 1913 se creó la Facultad de Ciencias Económicas en Buenos Aires. También surge la Unión Industrial Argentina en 1887 y se incrementan fuertemente las obras públicas con, principalmente, los ferrocarriles, el saneamiento de la capital y los puertos. También se incrementan las instituciones y publicaciones de índole técnica, como por ejemplo la Revista Técnica, fundado en 1895, periódico que por 22 años fue tribuna de los grandes problemas nacionales. También en este año se crea el Centro Nacional de Ingenieros y hacia fin de siglo la llamada Revista Politécnica publicada por el centro estudiantil La Línea Recta de la facultad de Ingeniería de Buenos Aires, que se creó seis años antes y contribuyó en gran medida al progreso intelectual.
Esta postura de solo absorber las aplicaciones de la ciencia olvidándose de que tras el esplendor del progreso de la industria existe el trabajo puro y desinteresado del científico que es en el que se basan dichas aplicaciones se modificaría recién en la segunda década del siglo XX. La Argentina, que hasta 1890 parecía bien encaminada hacia el progreso, no había sin embargo logrado incorporar la idea del científico como profesional, de hombre que puede dedicarse toda la vida a una especialidad sin necesidad de buscar un ingreso aparte para sobrevivir. Se inicia entonces una tendencia tecnófila que considera a la ciencia como una actividad más, como un divertimento interesante, un simple quehacer individual. La actividad científica como profesión se institucionaliza gracias, entre otras cosas, al impulso del que resultara premio Nobel, Bernardo Houssay.

## Desde la Reforma Universitaria hasta la Segunda Guerra Mundial (1918-1945)
Este periodo comienza con la Reforma Universitaria de 1918, que le dio a las universidades mayor eficacia y renovación, y sirvió de modelo en otros países del continente.
A partir de 1930 el país será gobernado por mandatarios que pondrán en práctica políticas de involución y de «ajuste» económico. Mario Bunge describió la situación en el mundo y en particular en la Argentina diciendo que «empezó a robustecerse una nueva ideología. Comenzó como una contrarrevolución espiritualista (o idealista) contra lo que pasaba por positivismo, pero de hecho era una mezcla de cientificismo, evolucionismo y materialismo. Las luminarias de la nueva ideología eran los filósofos Henri Bergson, Benedetto Croce, Giovanni Gentile y, más tarde, Max Scheler, Edmund Husserl y Martin Heidegger. Sus principales epígonos eran José Ortega y Gasset en España y Alejandro Korn en la Argentina. La importación de la nueva filosofía espiritualista, anticientífica y en gran medida irracionalista coincidió con la emergencia de la filosofía como profesión en el mundo hispánico (…) Los nuevos profesores desplazaron rápidamente a los llamados positivistas: escribían en términos oscuros que parecían profundos; ridiculizaban la pretensión de los científicos de que el mundo puede describirse de manera objetiva; denunciaban a las ciencias sociales como imposibles; y proclamaban la supremacía del espíritu sobre la materia, y la superioridad del sentimiento y la intuición por sobre la experiencia y la razón, al mismo tiempo que simpatizaban con los partidos de derecha y adulaban a los militares».
Aparece un grupo de militares industrialistas (como Mosconi) que vinculan el problema de la industrialización con el problema de la defensa y del acceso a la tecnología. Por otro lado la comunidad científica, a través de la Asociación Argentina para el Progreso de la Ciencia, intenta que confluyan intereses disciplinarios, pero también darle presencia a la ciencia ante el poder político y ante la sociedad, explicar por qué es necesario tener investigación científica, etc., y hacer llegar los reclamos de la comunidad científica, (infraestructura, equipamiento, formación de jóvenes científicos). Hay entonces tres sectores con intereses en juego: el militar, el productivo y el de los científicos.

### Creación de nuevas universidades y reforma universitaria
A partir de 1904 los estudiantes de la Universidad de Buenos Aires comenzaron a apuntar contra la estructura de las facultades creada por la ley Avellaneda que había hecho que los consejos (Academias) se transformaran en círculos cerrados, vitalicios, marginados de la vida universitaria y sin dinamismo científico. Se realizaron manifestaciones estudiantiles callejeras de importancia y se logró que las academias pasaran a mano de los profesores.
La llegada del radicalismo al poder en 1916 y la Revolución rusa tuvieron influencia en el movimiento conocido como Reforma Universitaria de 1918, en el ámbito de la Universidad de Córdoba, que modificó los estatutos dándole a la universidad mayor eficacia, agilidad y renovación. El movimiento reivindicó un nuevo tipo de universidad cuyos postulados básicos eran la participación estudiantil en el gobierno, la periodicidad en el ejercicio de la cátedra, los concursos para la elección de profesores, la asistencia libre a clases y la extensión universitaria.
En 1919 se creó la Universidad Nacional del Litoral, a partir de la Universidad provincial de Santa Fe, con siete facultades distribuidas en Santa Fe, Entre Ríos y Corrientes. En 1921 se nacionalizó la Universidad de Tucumán y en 1939 se creó a partir de centros educativos ya existentes y otros nuevos la Universidad Nacional de Cuyo, con facultades en Mendoza, San Juan y San Luis. Y recién en 1956 se crearon la Universidad Nacional del Sur y la Universidad del Nordeste.
Algunas universidades editaron revistas de carácter general con trabajos de interés científico. En la Universidad de Buenos Aires se creó en 1955 un Departamento Editorial que tomó a su cargo la publicación de la Revista de la Universidad de Buenos Aires que había sido creada en 1904 e inició la publicación de una serie de libros de Agronomía y Veterinaria, Ciencias Económicas, Derecho y Ciencias Sociales, Filosofía, Letras e Historia. En este segundo aspecto el Departamento fue sustituido en 1958 por la Editorial Universitaria de Buenos Aires, Eudeba, que a partir del año siguiente inició una extensa labor editorial publicando hasta fines de 1961 más de 150 títulos.
Con la revolución del 6 de septiembre de 1930 que convirtió en presidente de facto a José Félix Uriburu, la UBA fue intervenida. La intolerancia fue una de sus características más sobresalientes y se puso de manifiesto a través de la persecución a estudiantes y profesores, expulsándolos por motivos diversos, entre ellos el de pertenecer al partido radical. A pesar de todo la UBA continuó formando profesionales y llevaba adelante, merced al esfuerzo individual de algunos de sus integrantes, unos pocos programas de investigación.

### Sociedades científicas
La Institución Cultural Española fue una de las que más estimularon la visita de científicos extranjeros. En 1914 creó una cátedra de cultura española que inauguró el lingüista y filólogo Menéndez Pidal siguiéndole en 1916 Ortega y Gasset y un año después Julio Rey Pastor.
La Sociedad Científica Argentina continuó su labor publicando una serie de monografías entre 1923 y 1926, con el título de Evolución de las ciencias en la República Argentina. En 1934 creó nuevas filiales en el interior del país (ya existía la de La Plata desde 1886). En 1937 constituyó un Comité Argentino de Bibliotecarios que en 1942 dio a conocer un Catálogo de publicaciones periódicas científicas y técnicas de aquellas instituciones científicas que pertenecían al Comité. Desde 1943 funcionaron además el Seminario Matemático Dr. Claro C. Dassen y el Seminario Dr. Francisco P. Moreno creado en 1946.
En 1933 se creó la Asociación para el progreso de las Ciencias (AAPC), cuyo primer presidente fue el fisiólogo Bernardo Houssay. Esta asociación, creada a imagen y semejanza de las Asociaciones para el Progreso europeas, tenía el objetivo de lograr la profesionalización de la ciencia e impulsar la filantropía. A partir de 1930, con el apoyo del gobierno y algunos privados, la AAPC comienza a enviar becarios al exterior: 40 gracias a la ley 12.238 y 6 por el aporte del laboratorio Milet y Roux. El mayor aporte en su historia lo recibiría en 1931 de parte del gobierno de Agustín P. Justo. En 1945 publicó la revista mensual Ciencia e Investigación.

### Militares e industria
Además de los científicos agrupados en la AAPC en esta época surge un grupo de militares interesados por la tecnología como base para la industria y la defensa. Este grupo de militares, encabezados por el general Manuel Savio, no tenía contacto con la comunidad científica que estaba en las universidades y su concepción de la ciencia y tecnología mostraba marcadas diferencias. Durante su gestión en la Dirección General de Fabricaciones Militares, Savio propuso coordinar las actividades industriales y mineras para la producción de insumos básicos.
En 1943 se produce un golpe militar conocido como la Revolución del 43, que significó la intervención de cinco de las universidad nacionales, quedando exceptuada solamente la Universidad Nacional de La Plata. El gobierno de facto, encabezado primero por Pedro Pablo Ramírez y luego por Edelmiro Farrell, impulsó políticas de industrialización del país que luego serían profundizadas por Juan Domingo Perón. En este período se crea el Instituto Tecnológico y el Banco de Crédito Industrial (posteriormente rebautizado Banco Nacional de Desarrollo). Además se reinician obras en el ferrocarril Rosario-Mendoza y el Transandino.

### Logros destacados (1918-1945)

#### Matemática
Gracias a la labor del matemático español Julio Rey Pastor, radicado en el país desde 1921, que logró la creación de institutos, revistas y agrupaciones, los estudios matemáticos avanzaron muchísimo.
En 1936 nace la Unión Matemática Argentina que edita su propia revista.
A partir de 1940 el avance de las matemáticas fue notorio, en especial por el nivel científico alcanzado por la gran producción académica del momento. Se destacaron en la Universidad de Buenos Aires los continuadores de la obra de Rey Pastor, como Juan Blaquier, Francisco La Menza y Florencio Jaime, este último propulsor de la matemática en la enseñanza media.
Se incorporó al plantel docente del Instituto Nacional del Profesorado de la Universidad Nacional de Cuyo, Manuel Balanzat y Mischa Cotlar dictó clases en las Universidades de La Plata y Cuyo.
En Rosario se creó en 1938 el Instituto de Matemática de la Universidad del Litoral que fue dirigido por el italiano Beppo Levi y editó sus publicaciones y una revista periódica didáctica: Mathematicae Notae.

#### Física y astronomía
El Observatorio de La Plata se separó en 1920 de la Facultad de Ciencias Fisicomatemáticas y se convirtió en un establecimiento destinado a la investigación y formación de astrónomos.
Además del ya mencionado Instituto de Física de La Plata, en 1925 se creó en Tucumán el Instituto de Física de la Universidad de Tucumán.
Uno de los más importantes físicos y astrónomos de la Argentina, reconocido a nivel mundial, fue Enrique Gaviola. Realizó su formación como físico y matemático en Alemania, adonde llegó en 1922 y estudió junto a los científicos más encumbrados de la época, entre ellos Max Planck, Max Born y Albert Einstein. Gaviola se trasladó luego a Estados Unidos donde trabajó con Robert Wood, el más grande físico experimental en aquel momento. Trabajó en el Departamento de Magnetismo Terrestre en el Carnegie Institute de Washington en el proyecto de un acelerador de partículas con el que se obtuvo un potencial de cinco millones de voltios. Entre sus publicaciones se destaca su trabajo experimental sobre emisión atómica estimulada, antecedente de lo que hoy conocemos como láser. Al volver a la Argentina en 1929 inicia una prédica por el desarrollo científico del país y ocupa importantes cargos, como el de Director del Observatorio Astronómico de Córdoba y es profesor en las universidades de Buenos Aires y La Plata. Gracias a Gaviola muchos científicos europeos fueron rescatados de la amenaza del nazismo, entre ellos el físico teórico austriaco Guido Beck en 1943, quien sería una de las figuras fundamentales de la física teórica tanto en Argentina como luego en Brasil.
En 1935 viajó a Estados Unidos para colaborar en el Observatorio de Monte Wilson, en California, creando allí un método novedoso para el recubrimiento de la superficie de los espejos de grandes telescopios que permitió disminuir tiempo, trabajo y dinero a un tercio de los valores de aquel momento. Este método fue empleado en la preparación del espejo de cinco metros de diámetro de Monte Palomar. En 1942, con su colega Ricardo Platzcek diseñaron el primer espectrógrafo estelar del mundo construido totalmente con espejos. Birkhoff, Decano de la Facultad de Ciencias de la Universidad de Harvard, lo llamó "la verdadera declaración de independencia argentina". También aportó al tema de cascadas de rayos cósmicos. En sus últimos años su preocupación se volcó hacia la política científica, con especial énfasis en la astronomía y en la energía nuclear.
Entre 1940 y 1947, bajo la dirección de Gaviola, el Observatorio de Córdoba se transformó en un centro científico de primer orden, con el diseño y construcción del Observatorio Astrofísico de Bosque Alegre, inaugurado en 1942. Además en este período impulsó la creación de la Asociación Física Argentina (primera sociedad científica latinoamericana en el área de esta disciplina) que presidiría.

#### Química
El desarrollo de los estudios químicos fue en aumento, sobre todo en cuanto a sus aplicaciones a la biología, medicina e industria. Entre las instituciones oficiales se fundó en 1929, el Instituto de Investigaciones Científicas y Tecnológicas, en la facultad de Química Industrial y Agrícola de Santa Fe; y en 1936 el Instituto de Investigaciones Microquímicas de Rosario.
Es de destacar la labor de Venancio Deulofeu, que se doctora de químico en la Facultad de Ciencias Exactas, Físicas y Naturales de la Universidad de Buenos Aires en 1924. Se perfeccionó en la Universidad de Múnich, Alemania, donde trabajó bajo la dirección del profesor Heinrich Wieland, premio Nobel de Química en 1927; y luego, en 1941, en los laboratorios de bioquímica de la Facultad de Medicina de la Universidad de Saint Louis, en los Estados Unidos. En 1931 se incorporó al Instituto de Fisiología de la Facultad de Medicina de la UBA como Auxiliar de Enseñanza en la Cátedra de Química Biológica. En 1923 elaboró, junto al doctor Alfredo Sordelli, un método para preparar insulina. Más tarde colaboró en la obtención de un exitoso nuevo tipo de insulina de acción retardada. Entre 1948 y 1972 publicó alrededor de 150 artículos en revistas del mayor prestigio nacional e internacional. Su aporte a la ciencia en el área de la Química fue múltiple, original y de importancia internacional.

#### Helicópteros
En 1920 el primer despegue y aterrizaje de helicópteros en el mundo se hizo realidad gracias al inventor argentino Raúl Pateras Pescara, quien el 21 de febrero de ese año patentó en España su diseño de helicóptero con palas contrarrotativas. Pateras Pescara fue un abogado e inventor argentino que también se especializó en motores, compresores, y en el llamado «Motor de pistón libre de Pescara».

#### Radiodifusión
El 27 de agosto de 1920, Enrique Susini, César Guerrico, Miguel Mugica, Luis Romero e Ignacio Gómez instalaron un equipo transmisor en el techo del Teatro Coliseo y emitieron la primera transmisión de radiodifusión pública en el mundo en vivo de la ópera Parsifal de Richard Wagner, consolidándose como Los locos de la azotea. Fue anterior incluso a la que se efectuó en noviembre en los Estados Unidos, en ocasión de la elección presidencial celebrada en ese país. Así, Radio Argentina se convirtió en una de las primeras estaciones de radiodifusión con programación regular en el mundo. En honor a dicha epopeya, en Argentina en dicha fecha se celebra el Día de la Radiofonía Argentina.

#### Desarrollos militares
En 1928 se crea la Fábrica Militar de Aviones en Córdoba. En un primer momento se dedica a producir aviones bajo licencia pero a partir de los años 1930 comienzan a desarrollar aviones de diseño propio, de los cuales el primero fue el Ae.C1.
La Fábrica Militar de Aviones pasa a llamarse «Instituto Aerotécnico» en 1943, tras la promulgación del decreto 11822 del presidente de facto Pedro Pablo Ramírez. Al año siguiente se presentó el prototipo del primer tanque mediano de fabricación argentina, llamado Nahuel y diseñado por el teniente coronel Alfredo Baisi.

#### Meteorología, geofísica y geografía
Los estudios meteorológicos adquieren impulso con la creación, en 1935 de la Dirección de Meteorología, Geofísica e Hidrología y con la organización en la UBA del doctorado en meteorología (1953).
Se crea el Observatorio Central (Observatorio de Buenos Aires) destinado al servicio sismométrico en 1927 y el Observatorio del Pilar (Córdoba) en 1904 para el servicio geomagnético. También en 1959 se funda la institución privada Asociación Argentina de Geofísicos y Geodesias.
El Instituto Geográfico Argentino es reemplazado por la Sociedad Argentina de Estudios Geográficos en 1922 y por la Academia Argentina de Geografía.

#### Biología y medicina
El sucesor de Ameghino fue Ángel Gallardo quien consiguió que el Museo de Buenos Aires tuviera una instalación más adecuada en 1923.
El Museo de La Plata se transformó en 1919 en Instituto del Museo y Escuela Superior de Ciencias Naturales, ampliando su acción científica y sus publicaciones y el Museo Etnográfico contó con dos directores de prestigio como lo fueron Félix Outes y el arqueólogo Francisco de Aparicio. Ciudades como Paraná, Mendoza, Córdoba, Santa Fe también crearon instituciones semejantes.
De origen privado nacieron la Sociedad Argentina de Botánica (1945), la Sociedad Ornitológica del Plata (1916), la Sociedad Entomológica Argentina (1925), la Asociación Argentina de Artropodología (1944), la Asociación Geológica Argentina (1945), la Asociación Paleontológica Argentina (1956), la Sociedad Argentina de Antropología (1935).

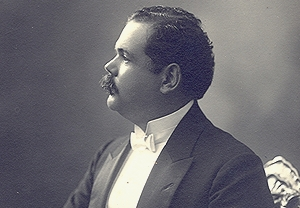
Cristóbal María Hicken

En este período se destacaron los nombres de tres botánicos. El primero fue el micólogo italiano Carlos Spegazzini que llegó al país en 1879 que realizó una gran tarea en su especialidad y donó en su testamento su casa, colecciones y libros para la creación del museo al que se le dio su nombre. Se destacó también Cristóbal María Hicken, agrimensor enfocado en la investigación de las polipodiáceas (1906-1910) y sobre otras especies botánicas sudamericanas de interés. Se encargó de la instalación de un herbario y una biblioteca particular que llamó Darwinion en 1911; que se convirtió en un reconocido centro botánico que publica una revista especializada, Darwiniana, la principal publicación de Botánica argentina. Por último se puede mencionar al tucumano Miguel Lillo, un autodidacta que se convirtió en una autoridad en árboles y ornitología. En 1914 la Universidad Nacional de La Plata le otorgó el título de Doctor Honoris Causa por sus publicaciones describiendo nuevas especies. En diciembre de 1930, donó todos sus bienes a la Universidad Nacional de Tucumán; estos consistían en un amplio terreno, una considerable suma de dinero, su extensa biblioteca, su colección zoológica y su herbolario constituido por más de 20 000 ejemplares de unas 6000 especies distintas. Con tal donación se constituyó la Fundación Miguel Lillo en 1933, gracias a otro gran biólogo y paleontólogo: Osvaldo Alfredo Reig.
También se destacó Ramón Carillo, quien produjo entre 1930 y 1945 valiosas investigaciones originales sobre las células cerebrales que no son neuronas, denominadas neuroglía, y los métodos para teñirlas y observarlas al microscopio, así como sobre su origen evolutivo (filogenia) y sobre la anatomía comparada de los cerebros de las diversas clases de vertebrados.
En ese periodo aportó nuevas técnicas de diagnóstico neurológico (yodoventriculografía; tomografía, que por carencia en la época de medios electrónicos no pudo integrar la computación, pero fue precursora de lo que hoy se conoce como tomografía computada; su combinación con el electroencefalograma, llamada tomoencefalografía). También durante esos quince años logró valiosos resultados investigando las herniaciones del cerebro que ocurren en sus cisternas (hernias cisternales) y los síndromes que ocurren tras una conmoción o traumatismo cerrado cerebral (síndromes postconmocionales); descubrió la enfermedad de Carrillo o papilitis aguda epidémica; describió en detalle las esclerosis cerebrales durante cuya investigación realizó numerosos trasplantes de cerebro vivo entre conejos, y reclasificó histológicamente los tumores cerebrales y las inflamaciones de la envoltura más íntima del cerebro (aracnoides), inflamaciones llamadas aracnoiditis.
También propuso una "Clasificación de las enfermedades mentales" que fue ampliamente empleada antes de los DSM. A los treinta y seis años de edad (1942) ganó por concurso el cargo de Profesor Titular de Neurocirugía de la Universidad de Buenos Aires.
Entre los nombres más destacables de este período debe mencionarse el de Salvador Mazza. En 1910 obtuvo el título de doctor médico, casi al mismo tiempo en que junto a Rodolfo Kraus desarrolló una vacuna anti-tifoidea de una sola aplicación. En 1916, en plena Primera Guerra Mundial, el ejército argentino le encargó realizar un estudio de enfermedades infecciosas en Alemania y el Imperio austrohúngaro; en ese momento conoció a su colega Carlos Chagas, el cual recientemente había descubierto al agente microbiano de la tripanosomiasis americana. En 1925 fue nombrado director del laboratorio y del museo del Instituto de Clínica Quirúrgica de la Facultad de Medicina de la UBA. En 1926 la Facultad de Medicina de la UBA a instancias del Dr. José Arce estableció la Misión de Estudios de Patología Regional Argentina (MEPRA), llamada coloquialmente misión Mazza ya que Mazza fue su director. En 1926 Mazza fundó la Sociedad Científica de Jujuy y realizó los primeros diagnósticos de tripanosomiasis americana y leishmaniasis tegumentaria americana en Argentina. La labor principal de Mazza en este punto fue el ataque al vector de la tripanosomiasis americana, la vinchuca, advirtiendo sobre el efecto de las precarias condiciones económicas, educativas e higiénicas de las poblaciones rurales y urbanas del norte argentino. En 1942 se contactó con el escocés Alexander Fleming con el objeto de organizar la producción de penicilina en Argentina y un año después obtuvo junto a su equipo la primera producción argentina de tal antibiótico. Estudió asimismo la dacrioadenitis y por esto a la fase aguda de tal enfermedad se la denomina signo de Mazza-Benítez.
Enrique Finochietto (1881-1948) fue un médico argentino que se destacó como docente, investigador, e inventor de un gran número de técnicas, aparatos e instrumentos de cirugía: concibió y elaboró instrumentos y aparatos para uso quirúrgico que se extendieron a todo el mundo. Inventó el frontolux, un sistema inspirado en las lámparas de los mineros que, ceñido a la frente del cirujano, permite iluminar el campo operatorio; el "empuja ligaduras", para detener las hemorragias; el porta-agujas, en diversas medidas y formatos; la pinza doble usada para hemostasia y como pasahilos; el aspirador quirúrgico para limpiar la sangre del campo operatorio; las "valvas Finochietto", para abrir heridas; la cánula para transfusiones; la mesa quirúrgica móvil, manejada con pedales e impulsada por motor eléctrico, que permite colocar al paciente en cualquier posición para facilitar la operación; el banco para cirujanos, que permite operar sentado; y el separador intercostal a cremallera para operaciones de tórax, conocido universalmente como "separador Finochietto".
Otros médicos destacados fueron embriólogo Miguel Fernández y el neurobiólogo Christofredo Jacob.

#### Filosofía, sociología e historia
A comienzos de siglo predominaba en el país el pensamiento positivista, pero este declinaría en la década del cuarenta por obra de dos importantes filósofos: José Ingenieros y Alejandro Korn. Los ensayos sociológicos, críticos y políticos de Ingenieros hacen escuela en la enseñanza a nivel universitario en Argentina. Fue Presidente de la Sociedad Médica Argentina y Delegado Argentino del Congreso Científico Internacional de Buenos Aires. Por su parte, Korn fue un médico que se desempeñó como profesor titular de la Cátedra de Historia de la Filosofía. Korn orientó sus reflexiones al estudio de los valores y de la libertad humana, destacándose entre sus obras La libertad creadora(1922), reflexión filosófica sobre la libertad con el fin de promover el máximo protagonismo del hombre y la mujer comunes, y Axiología (1930).
Otros figuras que se destacaron por su aporte al nacer de la filosofía argentina fueron Saúl Taborda en investigaciones pedagógicas, Alberto Rougès con sus profundos escritos filosóficos, y el prestigioso Francisco Romero.
Existió además una etapa de transición representada por el francés Paul Groussac (1848-1929), que vino a la Argentina siendo un joven, y que como director de la Biblioteca Nacional entre 1885 y 1925, dio a conocer documentos sobre el Río de la Plata. Publicó importantes trabajos históricos, en especial biográficos.
En historia, el campo más investigado es el de la historia del país, siendo su centro más importante la Academia Nacional de Historia, inaugurada en 1938. Una de sus publicaciones más destacada es la Historia de la Nación Argentina, dirigida por Ricardo Levene (1885-1959).
Fueron varios los filósofos españoles que colaboraron al desarrollo de su especialidad en el país: José Ortega y Gasset (1883-1955), el penalista Luis Jiménez de Asúa, Manuel García Morente, que fue docente y científico en la Universidad de Tucumán, el pedagogo Lorenzo Luzuriaga, y el medievalista Claudio Sánchez Albornoz.

## Gobierno de Juan Domingo Perón (1946-1955)

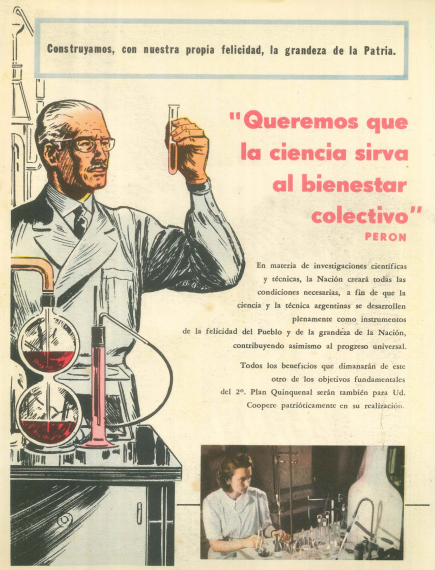
Propaganda de la política de ciencia del peronismo en el número 13 de la revista Mundo Atómico, del tercer trimestre de 1953.

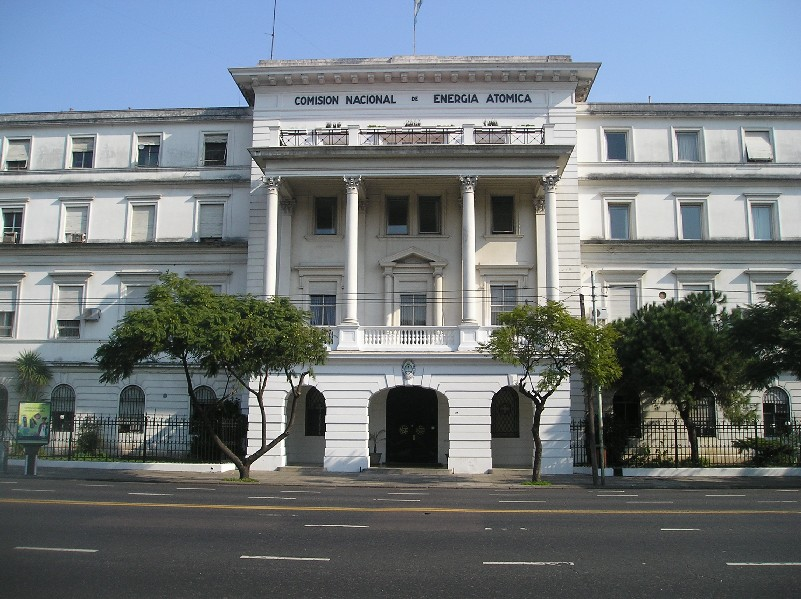
Sede de la Comisión Nacional de Energía Atómica en Buenos Aires.

El crecimiento de Buenos Aires y la prosperidad económica que brindaba la expansión del mercado interno permitieron a los hijos de la clase media llegar a la Universidad. Durante el gobierno de Juan Domingo Perón (1946-1955), la implementación del estado de bienestar provocó una gran ampliación del consumo. Esto y el desarrollo y puesta en práctica de los derechos sociales repercutieron en la extensión de la matrícula educativa. El 20 de junio de 1949, Perón estableció la gratuidad de la enseñanza universitaria y terciaria a través del decreto 29.337. Entre 1935 y 1955 la matrícula de la UBA creció de 12 000 a 74 000 alumnos. Durante el primer gobierno de Perón se coordinaron los planes de estudio, se unificaron las condiciones de ingreso a la Universidad, se crearon 14 nuevas universidades, se elevó el presupuesto desde 48 millones (1946) a 256 millones (1950). La gratuidad universitaria permitió que de 49 000 alumnos en 1946 se llegase a 96 000 en 1950. Se estableció la dedicación exclusiva para permitir a los profesionales investigar.
El gobierno peronista institucionaliza la ciencia y la tecnología desde una política centralizadora, enfocada a problemáticas sociales, productivas y a la defensa. Por otro lado, el sector de la comunidad científica (vinculada con Houssay) cree que la institucionalización tiene que darse en otro sentido: libertad de investigación, autonomía del Estado. Como no lo logra con el sector político, intenta crear un sistema de filantropía que le permita crear institutos de investigación privados.
Jugará en cambio a favor de la ciencia en la Argentina el que muchos científicos extranjeros iban a establecerse en el país debido a las distintas guerras o persecuciones políticas en sus países de origen. Así, como consecuencia de la guerra civil española, se establecieron el matemático Rey Pastor, quien a su vez trajo a sus colegas y compatriotas, Pí Calleja, Luis Santaló, y Manuel Balanzat. Otros españoles exiliados por el mismo motivo fueron: el científico Blas Cabrera, que posibilitó el conocimiento de temas claves sobre energía nuclear a muchos físico-matemáticos argentinos; el zoólogo y paleontólogo Ángel Cabrera y su hijo, el botánico Ángel Lulio Cabrera, y el prestigioso historiador Claudio Sánchez Albornoz, quien fue profesor de Historia en las universidades de Mendoza y Buenos Aires, y que fundó el Instituto de Historia de España.
Durante ambas guerras mundiales, en particular la segunda, otros investigadores europeos se iban a establecer, algunos de ellos gracias a científicos como el físico Enrique Gaviola, que se dedicó a rescatar a aquellos amenazados por el nazismo. Hubo centros de investigación en física teórica, ciencias de la computación y sociología mientras la física nuclear iniciaba un importante desarrollo al amparo de la Comisión Nacional de Energía Atómica.
Con el objeto de incentivar la investigación científica se crearon distintas instituciones estatales al efecto: el Consejo Nacional de Investigaciones Técnicas y Científicas (Conityc), la Comisión Nacional de Energía Atómica (CNEA) y el Centro de Investigaciones Tecnológicas de las Fuerzas Armadas (CITEFA).
Presidido por el mismo Presidente de la Nación, en su primera etapa el Conityc congregó a importantes científicos, entre ellos los físicos José Balseiro y Enrique Gaviola, el ingeniero nuclear Otto Gamba y el astrónomo Juan Bussolini. El Consejo colaboraba estrechamente con la Dirección Nacional de Investigaciones Técnicas y Científicas, creada en 1950. Una de las primeras acciones del Conityc fue la realización del Primer Censo Científico Técnico Nacional, que recopiló información sobre todas las investigaciones llevadas a cabo en la Argentina, tanto en el sector público como en la industria privada. A partir de los resultados del censo y en línea con las previsiones del Segundo Plan Quinquenal del gobierno, se decidió estimular la formación en física y química en la enseñanza secundaria.

### Logros destacados (1946-1955)

#### Física y astronomía
Durante el primer gobierno de Perón se anunció la puesta en marcha de Proyecto Huemul con el fin de producir tecnología de fusión nuclear. A cargo del proyecto estaba el austriaco Ronald Richter. En 1951 Richter anunció públicamente el éxito del Proyecto Huemul, pero no aportó ninguna prueba. Debido a ello, Perón nombró en 1952 a un equipo de científicos para investigar las actividades de Richter que revelaron que el proyecto era un fraude. El proyecto fue transferido entonces al Centro Atómico Bariloche dependiente de la CNEA (creada en 1950) y al Instituto de Física de la Universidad Nacional de Cuyo que más tarde fue designado con el nombre de Instituto Balseiro.
También se creó el Instituto de Rayos Cósmicos con su Observatorio, ambos en el ámbito de la Universidad Nacional de Cuyo y construidos cerca de Laguna del Diamante (Mendoza) para observar la radiación desde las óptimas condiciones de altura y sequedad del sitio.

#### Desarrollos militares
Después de la capitulación de Alemania en 1945, se produce un masivo arribo de expertos extranjeros invitados por el Gobierno Nacional a continuar con sus desarrollos como sustento de la avanzada tecnológica que vive la Argentina entre 1947 y 1955. Así se sumaron al Instituto Aeronáutico de Córdoba 62 científicos alemanes, entre los que se destacaba Kurt W. Tank. En Europa se contrató a unos 750 obreros especialistas, dos equipos de diseñadores alemanes Reimar Horten, un equipo italiano (a cargo de Pallavecino) y al ingeniero francés Emile Dewoitine. Asimismo, San Martín gestionó el ingreso al país de un importante grupo de profesores del Politécnico de Turín, con los cuales se creó la Escuela de Ingeniería de la Fuerza Aérea Argentina. Este equipo académico también formó parte del claustro de la Facultad de Ingeniería de la Universidad de Córdoba.
En 1947 Juan Domingo Perón crea la División Proyectos Especiales en el Instituto Aerotécnico, que entre los años 1947 y 1948, comandados por el ingeniero Ricardo Dyrgalla, desarrollaron un motor de combustible líquido para propulsar proyectiles con fines científicos y militares.
En aquellos años, el Instituto Aerotécnico logra destacarse a nivel mundial produciendo los primeros aviones a reacción en Latinoamérica, el Pulqui I en 1947, y el Pulqui II en 1950, bajo la dirección del francés Emile Dewoitine y de Kurt Tank. En 1950 también ponen a prueba el primer proyectil guiado nacional, el Proyectil Argentino Teledirigido 1 (PAT 1). También se fabricaron los aviones I.Ae. 22 "DL" de entrenamiento avanzado, el I.Ae. 24 Calquín de bombardeo y ataque, el I.Ae. 23 de entrenamiento primario, el bimotor de caza I.Ae. 30 Ñancú y el bimotor Justicialista del Aire, luego rebautizado I.Ae. 35 Huanquero. Completan ese período el planeador de asalto I.Ae. 25 Mañque, el motor de aviación «El Gaucho», el cohete teledirigido AM-1 Tábano y aeronaves de instrucción elemental y de uso civil: el Colibrí, el Chingolo, y el F.M.A. 20 Boyero.
En 1954 se crea el Centro de Investigaciones Tecnológicas de las Fuerzas Armadas (CITEFA, actual CITIDEF) para canalizar y promover la investigación militar.

#### Biología, bioquímica y medicina
En 1919 Bernardo Houssay fundó el Instituto de Fisiología en la Facultad de Medicina de la Universidad de Buenos Aires y lo dirigió hasta 1943, año en que fue expulsado de su cátedra por haber adoptado una postura proamericana demasiado firme durante la época en la que la Argentina estaba relacionada con la Alemania nazi. En forma privada, Houssay creó el Instituto de Investigaciones Bioquímicas de la Fundación Campomar con el aporte del empresario y mecenas Jaime Campomar. Desde el Instituto Houssay realizó junto con sus compañeros más de mil trabajos en endocrinología, nutrición, farmacología, patología experimental, glándulas suprarrenales, páncreas, hipertensión, diabetes y otras áreas de la fisiología. El Instituto se convertiría en un centro de excelencia mundial en el área de la investigación científica. En 1945, publicó un tratado de fisiología humana conocido como La Fisiología de Houssay, que sería traducido a los principales idiomas. Gracias a la publicación de este tratado fue que Houssay recibió la consagración internacional con el Premio Nobel de 1947, por su trabajo de la influencia del lóbulo anterior de la hipófisis en la distribución de la glucosa en el cuerpo, de importancia para el desarrollo de la diabetes. Fue el primer latinoamericano en recibir dicho premio.

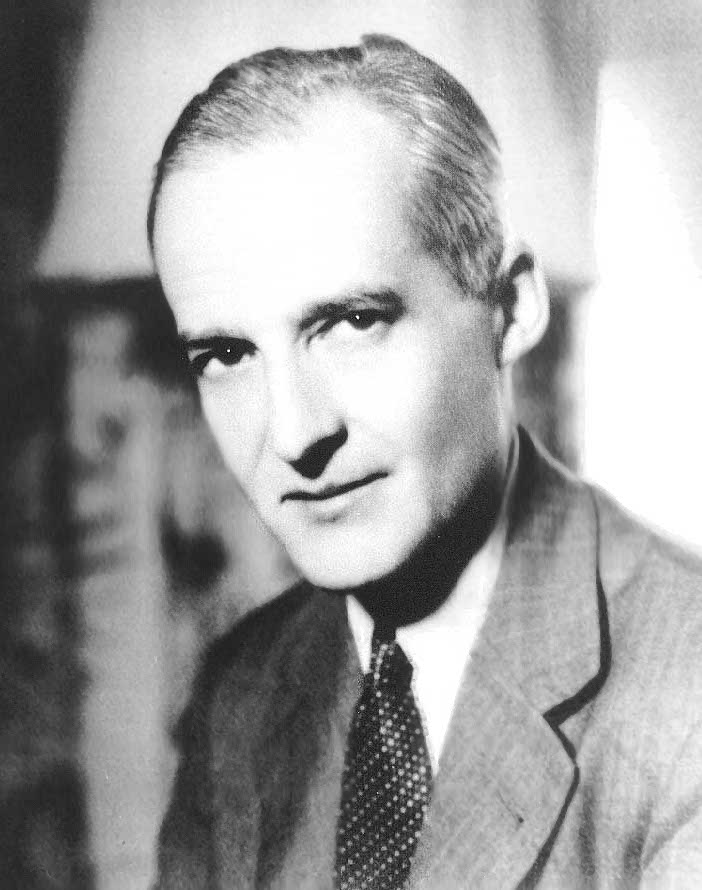
Luis Federico Leloir

El Instituto Campomar (actualmente Instituto Leloir) fue dirigido por Houssay y posteriormente por Eduardo Braun Menéndez, quien tuvo a su vez la iniciativa de crear el Acta Fisiológica Latinoamericana, escrita en varios idiomas para la publicación de los trabajos fisiológicos latinoamericanos. En este instituto realizó también su trabajo el médico y bioquímico Luis Federico Leloir. A principios de 1948, el equipo de Leloir identificó los azúcares carnucleótidos, compuestos que desempeñan un papel fundamental en el metabolismo de los hidratos de carbono, lo que convirtió al Instituto en un centro mundialmente reconocido. Por este descubrimiento recibiría el Premio Nobel de Química en 1970. Leloir fue tentado en 1957 para emigrar a los Estados Unidos prefirió quedarse y continuar trabajando en el país donde dirigió el Instituto por 40 años.
Cabe mencionar también el trabajo del médico Enrique Finochietto (1881-1948) que se destacó como docente, investigador e inventor de un gran número de técnicas, aparatos e instrumentos de cirugía. Inventó el frontolux, un sistema inspirado en las lámparas de los mineros que, ceñido a la frente del cirujano, permite iluminar el campo operatorio; el "empuja ligaduras", para detener las hemorragias; el porta-agujas, en diversas medidas y formatos; la pinza doble usada para hemostasia y como pasahilos; el aspirador quirúrgico para limpiar la sangre del campo operatorio; las "valvas Finochietto", para abrir heridas; la cánula para transfusiones; la mesa quirúrgica móvil, manejada con pedales e impulsada por motor eléctrico, que permite colocar al paciente en cualquier posición para facilitar la operación; el banco para cirujanos, que permite operar sentado; y el separador intercostal a cremallera para operaciones de tórax, conocido universalmente como "separador Finochietto".
Continuando con los avances en esta época en el área de la biología, debe mencionarse que además del Instituto privado fundado por Houssay, se crearon el Instituto de Investigación Médica de Córdoba en 1947 y otro análogo en Rosario en 1950.

## La Revolución Libertadora, Frondizi e Illia (1955-1966)
En 1955 la autodenominada Revolución Libertadora derrocó a Perón y procedió a instalar una dictadura bajo el gobierno de Pedro Eugenio Aramburu. El gobierno militar llevaría adelante una serie de reformas institucionales que implició la creación de nuevos entes científico-tecnológicos. 
El gobierno militar desmanteló el CONITYC y la mayoría de sus instalaciones y lo renombró como Consejo Nacional de Investigaciones Científicas y Técnicas (Conicet) en 1958, designando a su frente al Premio Nobel Bernardo Houssay. En su primera etapa el CONITYC congregó a importantes científicos, como el físico José Balseiro, Enrique Gaviola, el ingeniero nuclear Otto Gamba y el astrónomo Juan Bussolini (ver Proyecto Huemul).
En este etapa también se fundó el Instituto Nacional de Tecnología Agropecuaria (INTA) el 4 de diciembre de 1956 mediante el Decreto Ley 21.680/56. Este instituto nace con la finalidad de "impulsar, vigorizar y coordinar el desarrollo de la investigación y extensión agropecuaria y acelerar, con los beneficios de estas funciones fundamentales, la tecnificación y el mejoramiento de la empresa agraria y de la vida rural". En 1957 nace su homólogo para el sector industrial, el Instituto Nacional de Tecnología Industrial.
En enero de 1958 se pone en marcha el primer reactor atómico construido en Argentina (RA-1) por parte de la CNEA. También llegaron las primeras computadoras y los primeros aparatos de transistores, comenzó la formación superior de personal de computación y de ingenieros electrónicos y se produjo la primera computadora experimental.
En el plano de las universidades, la etapa inaugurada en 1955 se caracterizaría por persecuciones, proscripciones y violaciones constantes al derecho y a las instituciones educativas de gobierno. A nivel regional se destaca la creación de la Comisión de Investigaciones Científicas (CIC) de la provincia de Buenos Aires a partir del decreto 21.996 del 5 de diciembre de 1956.
En 1958 el gobierno militar llama a elecciones y Arturo Frondizi es electo presidente. El gobierno de Frondizi estuvo caracterizado por una economía de corte desarrollista, con menos peso del Estado y más orientado al desarrollo de la industria pesada como consecuencia de la instalación de empresas multinacionales. En el ámbito educativo dio importancia a las escuelas técnicas y reestructuró la Universidad Tecnológica Nacional (UTN) que había sido creada por Perón dándole más autonomía y recursos. Su decisión de permitir que las universidades privadas otorgaran títulos profesionales generó una fuerte protesta estudiantil.
El consejo introdujo en 1960 la carrera de investigador científico, disponiendo el financiamiento de la investigación para permitir que los científicos pudieran dedicarse de forma permanente y completa a lo que decenios más tarde se conocería como I+D.[cita requerida] Junto con ello, se definió un programa nacional de becas para la investigación y otro de subsidios para la investigación privada. Además desarrolló convenios con los gobiernos provinciales, las entidades académicas y el sector privado para dar origen a centros de investigación especializados; tras la restauración de la democracia y a partir del gobierno de Arturo Frondizi se crearían, entre otros, el Centro Experimental de la Vivienda Económica en Córdoba, el Centro de Investigación y Desarrollo en Tecnología de Pinturas en La Plata, el Instituto Nacional de Limnología en la provincia de Santa Fe, el Instituto de Desarrollo Tecnológico para la Industria Química en Santa Fe, la Planta Piloto de Ingeniería Química en Bahía Blanca y el Centro Nacional de Radiación Cósmica, que eventualmente se reestructuraría como Instituto de Astronomía y Física del Espacio.
En 1962 es derrocado por un golpe militar y asume provisoriamente José María Guido hasta las elecciones de 1963 cuando es elegido Arturo Illia. Illia regresa a una economía con más peso del estado mediante la anulación de los contratos petroleros firmados por Frondizi con empresas estadounidenses y la promulgación de una ley que establecía controles sobre los precios de medicamentos. Durante su gestión aumentó el presupuesto destinado a educación.

### Logros destacados (1955-1966)

#### Actividad aeroespacial

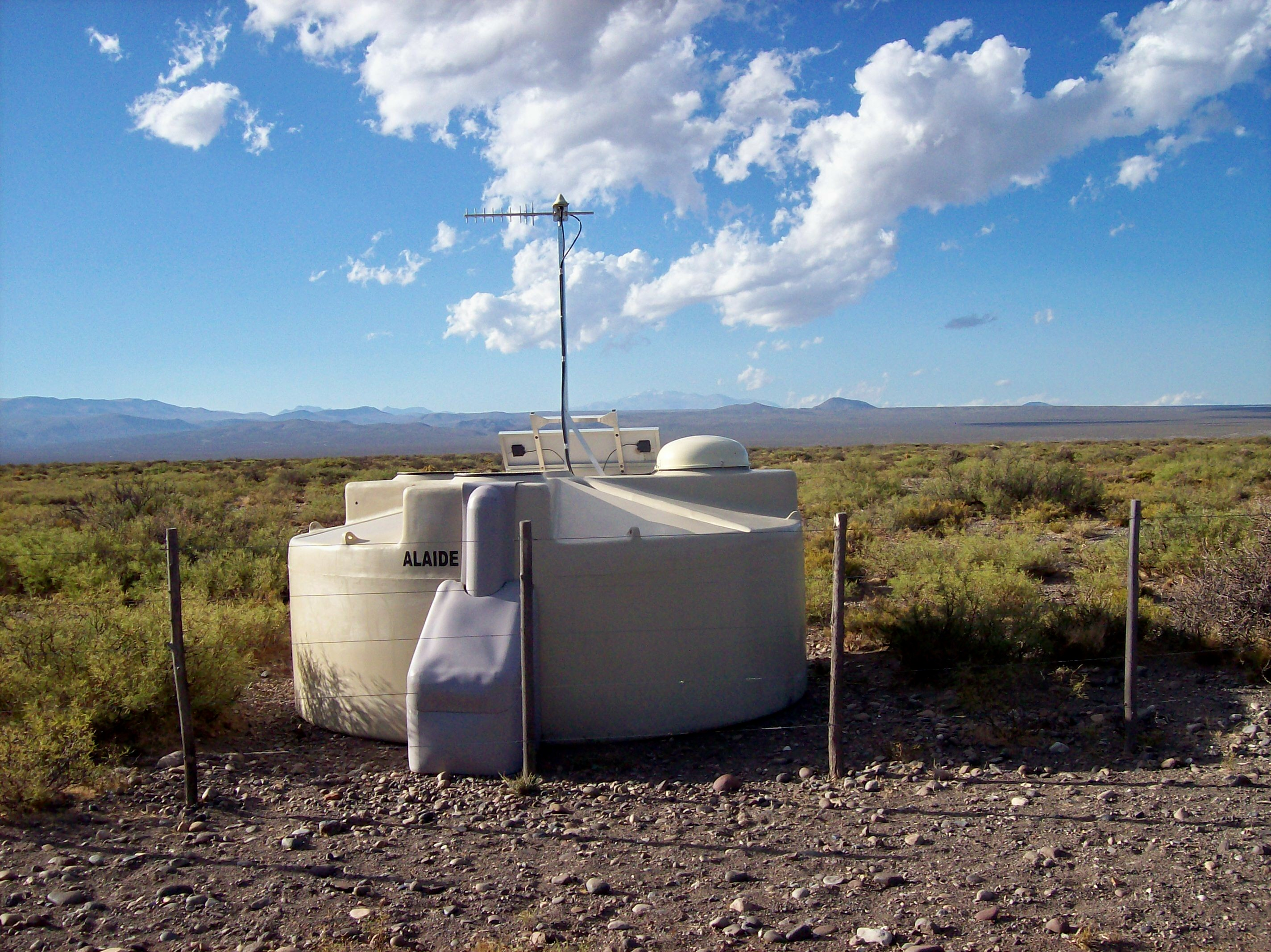
Tanque detector de rayos cósmicos del Observatorio Pierre Auger.

Con el gobierno de Frondizi se comienzan a desarrollar en 1959 motores a propulsante sólido. Mediante el decreto 1164 de 1960 se creó la Comisión Nacional de Investigaciones Espaciales (CNIE), encargada del programa espacial argentino. El ingeniero Teófilo Tabanera fue designado como presidente.
El 27 de junio de 1961 el Poder Ejecutivo creó el Centro de Experimentación y Lanzamiento de Proyectiles Autopropulsados (bajo las siglas CELPA). El primer lanzamiento de una aeronave construida íntegramente en Argentina se produjo el 2 de febrero de 1961, cuando desde la localidad de Santo Tomás, en Pampa de Achala (provincia de Córdoba), despegó el APEX A1-02 Alfa Centauro. El 11 de abril de 1967 fue lanzado por el Cohete Yarará como parte del Proyecto BIO. Este cohete contenía una cápsula con el ratón Belisario, que permaneció 30 minutos en ingravidez. El proyecto BIO continuó con el lanzamiento del cohete Canopus II el 23 de diciembre de 1969, conteniendo al mono Juan. Con estos dos éxitos Argentina se convirtió en el cuarto país en el mundo en enviar un ser vivo al espacio y retornarlo con vida, solo detrás de los Estados Unidos, la Unión Soviética y Francia.
Entre 1960 y 1972 se fabricaron y lanzaron varias familias de sondas espaciales, ellas fueron la Orión, Canopus, Rigel y Castor.

#### Física y astronomía

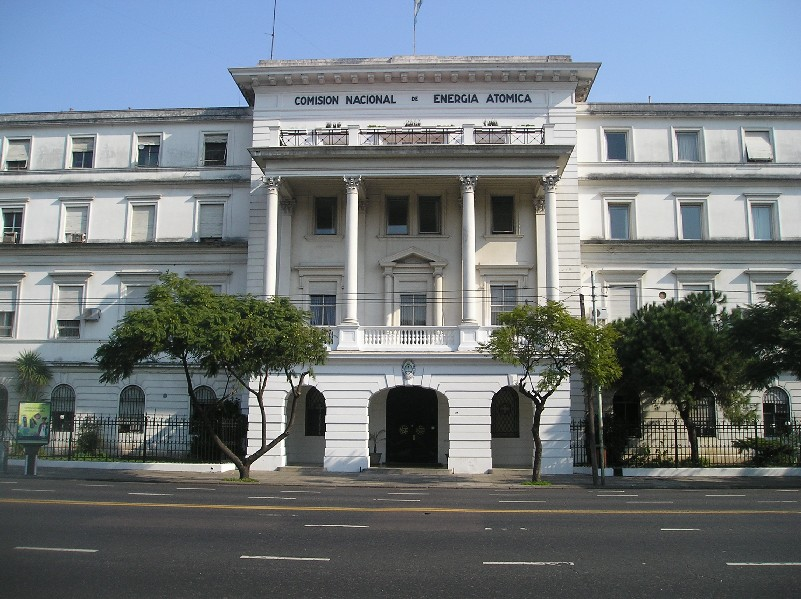
Sede de la Comisión Nacional de Energía Atómica en Buenos Aires.

El ingeniero físico y doctor en astronomía Carlos Varsavsky fue el fundador y primer director del Instituto Argentino de Radioastronomía, inaugurado en 1964, y presidente de la Asociación Física Argentina. Participó en la construcción del radiotelescopio más grande del hemisferio sur, en Villa Elisa (Buenos Aires). Su tesis doctoral, sobre transiciones atómicas de interés astrofísico, fue durante años una obra de referencia. Su teoría sobre la abundancia de hidrógeno molecular en las nubes interestelares ha sido verificada con métodos modernos de observación.

#### Matemática
Se crearon varios Institutos de Matemática en distintas universidades, uno de los más importantes es el de matemática, astronomía y física de la Universidad de Córdoba, creado en 1956 por Enrique Gaviola. Gaviola trabajo desde 1951 en el Consejo Nacional de Investigaciones Técnicas y Científicas (CONITYC), el cual, congregó a importantes científicos, como el físico José Balseiro, Enrique Gaviola, el ingeniero nuclear Otto Gamba y el astrónomo Juan Bussolini. Este organismo fue desmantelado tras la dictadura autodenominada Revolución Libertadora que derrocó a Perón en 1955, por lo que Gaviola debió continuar con sus investigaciones de forma privada.

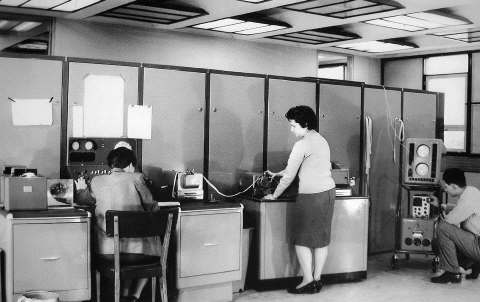
Computadora Clementina, fue la primera utilizada para fines científicos en la Argentina.

En 1953, debido al aumento del alumnado, la Facultad de Ciencias Exactas Físicas y Naturales de la UBA se desdobló en una de Ingeniería y otra de Ciencias Exactas y Naturales. Entre otras publicaciones editó cuatro series de sus Contribuciones científicas e inicia en 1958 sus Cursos y seminarios de matemática.
Con los auspicios de la Unesco la UBA creó en 1959, el Centro Regional de Matemática para América Latina, según proyecto presentado el año anterior por el gobierno argentino.
La llamada "Generación de 1961" se conformó por una serie de matemáticos de relevancia quienes llevaron a las matemáticas a ocupar un alto lugar en el ámbito académico internacional.[cita requerida]
En 1961 se instaló en el Instituto de Cálculo de la Facultad de Ciencias Exactas de la UBA la primera computadora del país, una Ferranti Mercury bautizada Clementina. Fue traída desde Inglaterra por su director, Manuel Sadosky, dando un gran impulso a los métodos analíticos de cálculo.

#### Biología y medicina
En 1958 se fundó una Sociedad Argentina de Fisiología Vegetal que un año después celebró la Primera Reunión Argentina de la Ciencia del Suelo; y en 1960 se crea un centro de estudios de biología marina en el Instituto de Mar del Plata. Estos se reunieron en el Instituto Nacional de Tecnología Agropecuaria, INTA, creado en 1956, que genera información y tecnologías aplicadas a procesos y productos que luego son trasladadas a los productores.
En 1964 se crea la primera Planta de Fraccionamiento de Proteínas Plasmáticas (actual Laboratorio de Hemoderivados) en la Universidad Nacional de Córdoba. Fue el primer paso en el desarrollo de medicamentos hemoderivados de producción nacional.

#### Geografía
En el campo de la geografía, deben resaltarse las expediciones a la Antártica y la creación del Instituto Antártico Argentino en 1956 y del Instituto Geográfico Militar que realiza los trabajos geodésicos fundamentales y el levantamiento topográfico de todo el territorio. Por ley nacional de 1936 este instituto realiza la medición de un arco de meridiano a lo largo del país, siendo el presidente de la comisión encargada de llevarla a cabo el director del Observatorio de La Plata, Félix de Aguilar.

#### Filosofía, Sociología e Historia
En cuanto a la historia de la ciencia, el principal referente fue el ingeniero, matemático e historiador José Babini (1897, 1984), quien logró que fuera considerada como una disciplina independiente en el país. A pesar de su título de ingeniero civil prefirió dedicarse a la enseñanza de las matemáticas, desempeñándose por más de diez años como docente en la Facultad de Química Industrial de la Universidad Nacional del Litoral. Convocado por la Universidad del Litoral llega en 1938 el historiador de ciencia italiano Aldo Mieli (1879-1950), creador en Italia de la Academia Internacional de Historia de la Ciencia. Babini y Mieli se unieron entonces para crear en ese año, por intermedio de Rey Pastor, el Instituto de Historia y Filosofía de la Ciencia de la Universidad del Litoral (que funcionó hasta 1943 cuando fue intervenida la universidad) y editar una versión argentina de la revista europea Archeion (Archives Internationales d´Histoire des Sciences). En 1949 Babini publicó Historia de la ciencia Argentina, primer libro escrito sobre el tema. Le sucederían una lista de más de 50 libros, entre ellos la terminación de la extensa y detallada Historia de la Ciencia comenzada por Aldo Mielli. Los trabajos de Babini en conjunto con Rey Pastor y Mielli originaron un interés editorial por los trabajos históricos acerca de la ciencia. En 1958 fue nombrado director de Cultura del gobierno del presidente Arturo Frondizi. En este año formó parte del mencionado Conicet y se convirtió en el primer presidente del directorio de la Editorial Universitaria de Buenos Aires (Eudeba).
En cuanto a los estudios de filosofía de la ciencia y afines, en 1956 tuvieron su propio centro con la fundación de una Agrupación Rioplatense de Lógica y Filosofía Científica.

## Revolución argentina, Perón y última dictadura (1966-1983)

### Revolución argentina (1966-1973)
En 1966 el gobierno de Illia es derrocado y asume el general Juan Carlos Onganía. Su plan económico consistió en medidas de corte liberal con el propósito de facilitar la llegada de inversiones extranjeras. Además fueron suprimidos los derechos gremiales y reprimidas las huelgas y actividades obreras. Su gobierno se caracterizó por diversos episodios de violencia hacia los miembros de las universidades nacionales, que consideraba cunas de la subversión y el comunismo.

#### La Noche de los Bastones Largos

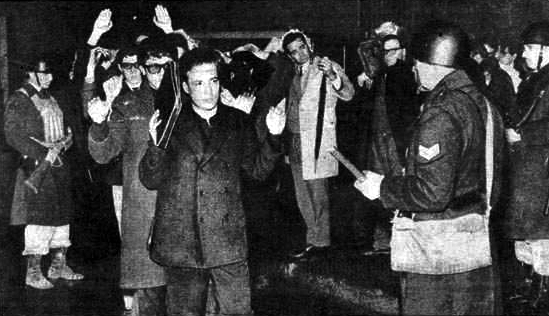
Noche de los Bastones Largos. 29 de julio de 1966.

Se conoce como la Noche de los Bastones Largos al desalojo por parte de la policía, el 29 de julio de 1966, de cinco facultades de la Universidad de Buenos Aires, ocupadas por las autoridades legítimas —estudiantes, profesores y graduados— en oposición a la decisión del gobierno militar del general Juan Carlos Onganía de intervenir las universidades y anular el régimen de cogobierno. La represión fue particularmente violenta en las facultades de Ciencias Exactas y de Filosofía y Letras. El nombre proviene de los bastones largos usados por la policía para golpear con dureza a las autoridades universitarias, los estudiantes, los profesores y los graduados, cuando los hicieron pasar por una doble fila al salir de los edificios, luego de ser detenidos.
En el caso de la intervención a la Facultad de Ciencias Exactas, Rolando García (celebridad mundial, ya fallecido), el decano en ese entonces, se hallaba con el vicedecano, Manuel Sadosky, cuando entraron los policías, y salió a recibirlos, diciéndole al oficial que dirigía el operativo: ¿Cómo se atreve a cometer este atropello? Todavía soy el decano de esta casa de estudios. Un corpulento custodio le golpeó entonces la cabeza con su bastón. El decano se levantó con sangre sobre la cara, y repitió sus palabras: el corpulento repitió el bastonazo por toda respuesta.
Fueron detenidas 400 personas y destruidos laboratorios y bibliotecas universitarias.
En los meses siguientes cientos de profesores fueron despedidos, renunciaron a sus cátedras o abandonaron el país. En total emigraron 301 profesores universitarios; de ellos 215 eran científicos; 166 se insertaron en universidades latinoamericanas, básicamente en Chile y Venezuela; otros 94 se fueron a universidades de los Estados Unidos, Canadá y Puerto Rico; los 41 restantes se instalaron en Europa.
En algunos casos equipos completos fueron desmantelados. Es lo que sucedió con el Instituto de Cálculo de Ciencias Exactas, que operaba a la anteriormente mencionada Clementina, la primera computadora de América Latina, donde sus 70 miembros renunciaron y emigraron y la computadora fue desmantelada. Lo mismo sucedió con el Instituto de Psicología Evolutiva, y con el Instituto de Radiación Cósmica.
Con la intervención del gobierno militar a las universidades se aplicó una estricta censura en los contenidos de enseñanza universitaria y se desmanteló un proyecto reformista de universidad científica de excelencia, sobre la base de la estrecha vinculación entre investigación y docencia.
El 30 de julio de 1966 se publicó en el periódico The New York Times una carta al editor enviada por Warren Ambrose, profesor de matemáticas en el Instituto Tecnológico de Massachusetts y en la Universidad de Buenos Aires. Ambrose fue testigo y víctima del ingreso violento de fuerzas policiales a la Facultad de Ciencias Exactas. Un fragmento de ese texto sería premonitorio:

No tengo conocimiento de que se haya ofrecido ninguna explicación por este comportamiento. Parece simplemente reflejar el odio del actual gobierno por los universitarios, odio para mi incomprensible, ya que a mi juicio constituyen un magnífico grupo, que han estado tratando de construir una atmósfera universitaria similar a la de las universidades norteamericanas. Esta conducta del gobierno, a mi juicio, va a retrasar seriamente el desarrollo del país, por muchas razones, entre las que se encuentra el hecho de que muchos de los mejores profesores se van a ir del país.

Las medidas coercitivas y contrarias a la pluralidad ideológica del gobierno del general Onganía llevaron a la renuncia de las autoridades de la Editorial Universitaria de Buenos Aires, quienes crearon la empresa Centro Editor de América Latina, que prosiguió la política de divulgación masiva.
El desarrollo científico disminuyó así como la inversión en instalaciones y, sobre todo, en estudiantes e investigadores de tiempo completo.
En las siguientes décadas el país creció escasamente en recursos humanos calificados y en conocimiento y trajo como consecuencia que los científicos y profesionales formados no encontraran lugar en donde desarrollar sus capacidades y emigraran en busca de oportunidades a otros países más desarrollados, generándose así el fenómeno conocido como fuga de cerebros.

#### Situación por área (1966-1973)

##### Biología y medicina
Uno de los casos paradigmáticos de fuga de cerebros fue el de César Milstein (1927-2002). Luego de graduarse en 1957 de Doctor en Ciencias Químicas en la Facultad de Ciencias Exactas y Naturales de la Universidad de Buenos Aires; fue becado por la Universidad de Cambridge donde logró su segundo doctorado en 1960, trabajando bajo la dirección del bioquímico molecular Frederick Sanger. Milstein regresó a la Argentina en 1961 como jefe se la División de Biología Molecular del Instituto Nacional de Microbiología, pero solo estuvo un año en el cargo para regresar a Inglaterra tras el golpe militar de 1962. Estando en Cambridge pasó a formar parte del Laboratorio de Biología Molecular y trabajó en el estudio de las inmunoglobinas, adelantando el entendimiento acerca del proceso por el cual la sangre produce anticuerpos. Por este trabajo recibió el premio Premio Nobel de Medicina en 1984.
Otro caso de emigración en el campo de la medicina fue el de David D. Sabatini, médico y científico graduado en la Universidad Nacional del Litoral, reconocido por haber determinado la utilidad del glutaraldehído para preservar células y por postular (junto a Günter Blobel) de la teoría de las señales. En EE. UU. Sabatini fue director del Departamento de Biología Celular de la Universidad de Nueva York y miembro de la Academia Nacional de Ciencias.

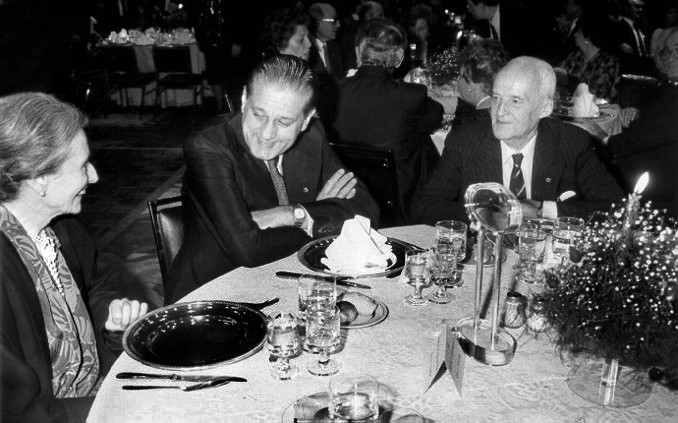
René Favaloro junto a Luis Federico Leloir y su esposa.

René Favaloro (1923-2000) fue otra de las figuras importantes de la ciencia de este período. Dedicado a la cardiología, en 1967 Favaloro realizó en Estados Unidos el primer baipás coronario con injerto de vena safena, técnica que se utiliza hasta la actualidad. En 1971 egresó a la Argentina y creó cuatro años después con el doctor Luis de la Fuente la Fundación Favaloro, un centro que combina la atención médica, la investigación y la educación.

##### Matemática y física
En el campo de la matemática se produjo la emigración de Luis Caffarelli luego de obtener maestría y doctorado (1972) en la Universidad de Buenos Aires. Caffarelli es el principal experto mundial en el problema de frontera libre para ecuaciones diferenciales parciales no lineales. También es famoso por sus contribuciones a la ecuación Monge-Ampère. En 2005, recibió el prestigioso Premio Rolf Schock en la Real Academia Sueca de Ciencias "por sus importantes contribuciones a la teoría de ecuaciones diferenciales parciales no lineales". Actualmente ocupa la cátedra Sid Richardson en la Universidad de Texas en Austin. Y en 2023 la Academia Noruega de Ciencias le concedió el prestigioso Premio Abel "por sus contribuciones fundamentales a la teoría de la regularidad de las ecuaciones no lineales en derivadas parciales, incluyendo los problemas de bordes libres y la ecuación de Monge-Ampère y se convirtió en el primer latinoamericano en recibir esta distinción.
En el área de ciencias de la computación se produjo el exilio de Manuel Sadosky y Rebeca Guber, dos de los pioneros en el país. Ambos regresarían al país en 1983 con el retorno de la democracia. También desapareció la empresa Técnicos S.A. (ACT), que se dedicaba a preparar modelos computacionales, tal vez la primera consultora argentina cuyo objetivo era preparar modelos matemáticos para sus clientes.
En física emigraron Juan G. Roederer, quien estaba a cargo del Instituto de Radiación Cósmica y Mariana Weissmann, quien fue la primera mujer incorporada a la Academia Argentina de Ciencias Exactas, Físicas y Naturales. También dejó el país la astrónoma francesa Catherine Gattegno de Cesarsky, que en 2006 asumió la presidencia de la Unión Astronómica Internacional.
La meteorología fue otra de las áreas afectadas, con la emigración de Eugenia Kalnay que se había graduado apenas un año antes. En 2009 fue premiada por la Organización Meteorológica Mundial, perteneciente a la ONU, por sus contribuciones sobresalientes en el campo de la climatología.

##### Filosofía, sociología e historia
Entre los exiliados se puede nombrar a:
- Rolando García, meteorólogo de fama internacional y discípulo de Jean Piaget. Decano de la Universidad de Exactas en el momento de la toma. Se exilió en México.
- Gregorio Klimovsky, epistemólogo, considerado como una de las máximas eminencias en lógica matemática y filosofía de la ciencia del país.
- Tulio Halperín Donghi, uno de los principales historiadores de América Latina.
- Mario Bunge físico, filósofo y epistemólogo, que se exiliaría primeramente en México y luego en Canadá.
- Risieri Frondizi, filósofo y exrector de la UBA.
- Sergio Bagú, historiador y sociólogo, uno de los pioneros de la teoría de la dependencia, y uno de los pensadores más importantes de América Latina en el siglo XX. Se exilió en México.
- Telma Reca, psicóloga, directora del Instituto de Psicología Evolutiva, cesanteada.

##### Geología y paleontología
Entre los exiliados del área se cuentan:
- Félix González Bonorino, el geólogo más eminente del país.
- Osvaldo Alfredo Reig, exiliado en Estados Unidos, que como se mencionó fundó el Instituto Miguel Lillo en Tucumán.

### La última dictadura militar (1976-1983)
Los programas de investigación dependieron cada vez más del esfuerzo ascético de sus promotores que de la sistematicidad y el apoyo de las instituciones.[cita requerida] La creencia casi iluminista en los valores de la ciencia que había alimentado el proyecto modernizador previo a 1966 fue reemplazada por un escepticismo paralizante en cuanto a las funciones del conocimiento.
Con el tiempo la persecución política se fue agravando y el régimen militar que se inició en 1976 intervino las universidades públicas y persiguió a los investigadores, muchos de los cuales debieron exiliarse y otros pasaron a engrosar la lista de desaparecidos por la dictadura argentina. Solo en los primeros meses de la dictadura se produjo la expulsión de 3.000 profesores, administrativos y estudiantes de las universidades y de un centenar de investigadores de CONICET. El Proceso llevó a cabo una sistemática labor de censura, en la cual se quemaron cientos de miles de libros. Así pues, de editoriales como el Centro Editor de América Latina se quemaron 1 500 000 de ejemplares, y de Eudeba unos 90 000 137.
Durante el gobierno militar se realizó una reorganización de CONICET que incluyó la creación de una gran cantidad de centros e institutos. Así se pasó de los 13 institutos que existían en 1976 a 116 cuando la dictadura dejó el poder en 1983. Además se crearon siete centros regionales con el objetivo de desarrollar investigaciones interdisciplinarias enfocadas en el desarrollo regional. CONICET pasó de tener un rol de coordinador de la actividad científica uno de ejecutor, lo que significó su progresiva desvinculación de las universidades. Mientras el presupuesto de investigación y desarrolló de las universidades se redujo, el de CONICET se multiplicó por siete. En esos años se produjeron una serie de maniobras fraudulentas en el manejo de subsidios que fueron denunciadas por los órganos de contralor con el regreso de la democracia.
El INTI, en el marco de las políticas de desindustrialización, sufrió una caída en sus actividades y quedó en manos de la Armada. Sufrió la desaparición de dos profesionales y la desvinculación de decenas debido a motivos ideológicos. En el INTA la situación fue similar, con casos de persecución ideológico y reducción de actividades. INTA quedó relegado a la investigación básica, debiendo dejar el desarrollo y la comercialización de las variantes producidas en manos de empresas transnacionales.

#### Logros destacados (1976-1983)

##### Física
En el país se destaca el trabajo de Mario José Garavaglia, dedicado a la investigación de la óptica y el láser, y liderando la difusión de los estudios de óptica en América Latina. También el trabajo de Juan José Giambiagi y Carlos Guido Bollini en el desarrollo de un método de regularización dimensional.

##### Tecnología nuclear
Luego del golpe militar se designa a Carlos Castro Madero, físico nuclear y capitán de la Armada, como presidente de la CNEA. Durante su gestión se propuso la expansión del plan nuclear con el objeto de aumentar la capacidad energética del país y descartando su uso militar. El clima de persecución política que se vivía en el país no fue ajeno a la CNEA, incluyendo la desaparición de algunos empleados pero diversos testimonios concuerdan en que Castro Madero protegió en cuanto pudo a los investigadores del ente frente a las presiones de sus superiores.
El 1 de septiembre de 1976 se crea la empresa estatal INVAP, mediante un convenio entre el gobierno de la provincia de Río Negro y la CNEA. Esta empresa nace como un desprendimiento del Programa de Investigaciones Aplicadas (PIA) de la CNEA, orientada en un principio al desarrollo de tecnologías nucleares. El objetivo de establecer una empresa por fuera de CNEA era el de evitar la burocracia que le impedía a PIA transferir sus desarrollos o venderlos. Su primer Gerente General fue Conrado Varotto que se mantuvo en el cargo entre 1976 y 1991.
En 1978, INVAP participa de la construcción del reactor RA-6 en Bariloche y luego es contratado por la CNEA para proveer el instrumental de un reactor que se había vendido a Perú. En esa misma época el gobierno de Estados Unidos refuerza las presiones sobre los países que manejan tecnología nuclear, negándose a venderle uranio enriquecido a la Argentina. Por esta razón, la CNEA e INVAP comienzan a desarrollar en secreto la tecnología de enriquecimiento de uranio en la planta de Pilcaniyeu.
En mayo de 1983 se inaugura la central de Embalse en Córdoba con un 51% de participación de empresas nacionales en su desarrollo. En julio de ese año se obtuvo por primera vez uranio enriquecido en el país y en noviembre se presentaron estos resultados al mundo.

##### Paleontología y geología
En el campo de la paleontología es de destacar la trayectoria de José Fernando Bonaparte desde sus comienzos en Tucumán en 1969. Bonaparte descubrió una plétora de dinosaurios sudamericanos, que modificaron el conocimiento mundial que se tenía hasta ese entonces al revelar la diferencia notable entre los dinosaurios del antiguo supercontinente de Gondwana, y los que vivieron en Laurasia. Formó científicamente a toda una nueva generación de paleontólogos argentinos de relevancia internacional como Rodolfo Coria, Fernando Novas, Leonardo Salgado y Jorge Calvo. En 1978 fue contratado por el Museo de Ciencias Naturales de Buenos Aires donde dirige el Departamento de Paleontología de Vertebrados. Mediante sus descubrimientos, entre ellos el Argentinosaurus huinculensis en 1993 junto con Rodolfo Coria, un titanosáurido considerado el mayor dinosaurio del mundo conocido hasta el presente (2007), ha formado colecciones excepcionales, que le permitieron publicar artículos en revistas científicas como Science y Nature.

## El regreso de la democracia (1983-actualidad)

### Primer gobierno democrático
La llegada de la democracia en 1983 eliminaría la persecución ideológica, pero las políticas puestas en práctica por los distintos gobiernos siguieron siendo de involución, y no se contó con un amplio proyecto de desarrollo integral. El vacío económico, político y cultural hizo imposible una política científica realista. Terminó la fuga de cerebros por motivos políticos pero recrudeció la debida a motivos económicos, debido a los continuos ajustes y falta de oportunidades de trabajo.
La Asociación Civil Ciencia Hoy, entidad civil sin fines de lucro que divulga el estado actual y los avances logrados en la producción científica y tecnológica de la Argentina y el Uruguay, realizaba en la editorial de su revista, en 1998, el siguiente comentario:

Si bien las políticas generales y científico-tecnológicas aplicadas en el período 1930 – 1983 tuvieron variados grados de éxito (hecho que también puede decirse del lapso 1880 – 1930), hay bastante acuerdo en que, para la década de los ochenta, daban signos elocuentes de crisis, entre otros, el patético desempeño de la última dictadura militar (con sus violaciones de los derechos humanos y su delirio bélico en las Malvinas), seguido por el escaso éxito del gobierno constitucional en establecer sobre bases firmes la actividad científico-tecnológica. Cuarenta años de alta inflación desembocaron en dolorosos episodios de hiperinflación, al tiempo que acontecía la cuasi disolución de la capacidad operativa del estado y la virtual quiebra de empresas públicas. Como parte de esa crisis, se produjo una importante – y seguramente irreversible – emigración de científicos, motivada por la intolerancia ideológica, la violación de las libertades cívicas (incluyendo la académica) y por falta de oportunidades económicas, de participación política y de reconocimiento profesional y social, factores estos últimos que no desaparecieron con el restablecimiento del régimen democrático

En 1984 Manuel Sadosky, como secretario de Ciencia y Tecnología, promovió la creación de una comisión nacional de informática, para establecer las bases de un plan nacional de informática y tecnología. En este marco nacieron la Escuela Superior Latinoamericana de Informática (ESLAI) y la Escuela Argentino-Brasileña de Informática (EABI). Ambas iniciativas apuntaron a formar personas con dominio de la informática y capaces de desempeñarse como docentes e investigadores, para estar en condiciones de satisfacer las necesidades del desarrollo y de los futuros estudios de postgrado en América Latina. Sadosky realiza una memoria de su gestión donde afirma: "Los dirigentes de nuestra sociedad no tienen en general conciencia de la importancia de los recursos humanos con calificación científica para el desarrollo nacional(…). Nuestros dirigentes no entienden por qué es importante que el país disponga del mayor número posible de científicos y tecnólogos. Esto es consecuencia de lo que se ha llamado visión alienada del desarrollo".
En lo que respecta a CONICET en esta gobierno se cambia el mecanismo de subsidios, que pasa de depender de los directores de instituto a realizarse mediante convocatorias públicas. Además se crea dentro de CONICET el área de Transferencia Tecnológica para mejorar la vinculación con el sector productivo.
Se destaca la creación de una única universidad, la Universidad Nacional de Formosa (1988). Además se crea el Sistema de Apoyo para Investigadores Universitarios (SAPIU) que entrega un incentivo a aquellos docentes universitarios que realizan investigación.
El INTI continuó con su declive, al que le sumó una gran inestabilidad institucional con cuatro presidentes en menos de cinco años. Se destacó la gestión de Enrique Martínez, quien abrió el INTI hacia la comunidad, buscó generar recursos propios y creó un régimen de incentivos. Sin embargo, el instituto se vio inmerso en un lógica donde se encontraba cada vez más alejado de la industria y sus necesidades. Por su parte el INTA comienza en esta etapa a ampliar su campo de acción más allá de los cultivos propiamente dichos para incluir a otros eslabones de la cadena agroindustrial.

### Década de 1990
Durante de la gestión del presidente Carlos Menem (1989 – 1999) se producen algunas transformaciones en el sistema científico-tecnológico nacional en un contexto de fuertes restricciones presupuestarias.
En este período se crearon seis nuevas universidades nacionales en el Gran Buenos Aires: La Matanza (1989), Quilmes (1989), San Martín (1992), General Sarmiento (1993), 3 de Febrero (1995), y Lanús (1995). Mientras que en el resto del país se fundaron las siguientes: La Rioja (1993), Patagonia Austral (1994) y Villa María (1995).
En 1990 se interpeló a las autoridades del INTI en la Cámara de Diputados de la Nación con el fin de evaluar su utilidad y su eventual cierre. Finalmente se decidió su continuidad unos días después. En noviembre del año siguiente el experto japonés Hiroshi Amano presentó una evaluación del ente en la que menciona que el mismo tiene "capacidades limitadas para desarrollar tecnología" y que necesitaba realizar "más investigación y desarrollo e incorporar gente joven". Entre 1986 y 1994 el personal del INTI disminuyó de 2000 a 850 empleados. En lo que respecta al INTA se produjo una drástica disminución de presupuesto y una reducción del 70% de su personal en 1990. La mayor parte de las tareas del INTA en esta época consistía en la validación de variedades desarrolladas por grandes semilleros. La reacción del ente ante ese escenario de desfinanciamiento fue la creación de empresas para generar recursos, así nacieron la Fundación ArgenINTA e INTEA SA.
En 1991 se crea la Comisión Nacional de Actividades Espaciales (CONAE), que viene a reemplazar a la antigua Comisión Nacional de Investigaciones Espaciales (CNIE).
En 1994 el ministro de economía Domingo Cavallo mandó a "lavar los platos" a la socióloga Susana Torrado, quien había realizado críticas hacia la política de ajuste. La comunidad científica respondió en consecuencia repudiando los dichos de Cavallo.
En 1996 el gobierno de Menem decreta una reestructuración del Conicet, otorgándole estatus de ente autárquico y descentralizado bajo la jurisdicción de la Secretaría de Ciencia. El directorio estaría compuesto por un presidente (elegido por el Poder Ejecutivo) y una serie de miembros que representan a cada una de las cuatro grandes áreas de investigación (elegidos por los investigadores), las provincias, las universidades, el sector agropecuario y la industria. Aunque se convocó a elecciones para el directorio del organismo, las autoridades nunca asumieron en su cargo debido a que fue intervenido por la Secretaría de Ciencia, primero a cargo de Domingo Liotta y luego de Juan Carlos del Bello. Ese mismo año se recortan facultades del Conicet al traspasar la gestión de los subsidios a la investigación a la Agencia Nacional de Promoción Científica y Tecnológica creada con ese fin mediante el decreto 1660. Este cambio implicó que las decisiones sobre la financiación de la ciencia estuvieran en manos de autoridades designadas por el ministerio, sin ninguna participación de los investigadores. Además, se crearon las Unidades de Vinculación Tecnológica (UVT), entidades de derecho privado que debían servir de nexo entre centros de investigación y empresas.
Durante este período el número de investigadores del Conicet pasó de 2500 a 3600 pero el número de becas doctorales se mantuvo igual y los cargos de apoyo a la investigación disminuyeron. Si se descuentan las bajas que se producen anualmente debido a retiros y jubilaciones se observa que el número de investigadores aumentó muy poco durante toda la década. El bajo número de vacantes anuales para cargos de investigación provocó una nueva fuga de cerebros hacia países desarrollados y un envejecimiento de la planta de científicos nacionales.
En 1997 se crea el Consejo Federal de Ciencia y Tecnología (COFECYT) con el objetivo de coordinar las acciones en ciencia y tecnología entre las provincias.

### Logros destacados (1983-1999)

#### Biología y biotecnología
En noviembre de 1985, los presidentes Alfonsín y Sarney se reunieron en Foz de Iguazú para avanzar en el Acta de Integración Bilateral. Como parte de esta acta se incluyó un protocolo dedicado a la biotecnología que dispuso la creación del Centro Argentino-Brasileño de Biotecnología (CABBIO). Este centro no tuvo infraestructura propia sino que se conformó más bien como una red de grupos de investigación.

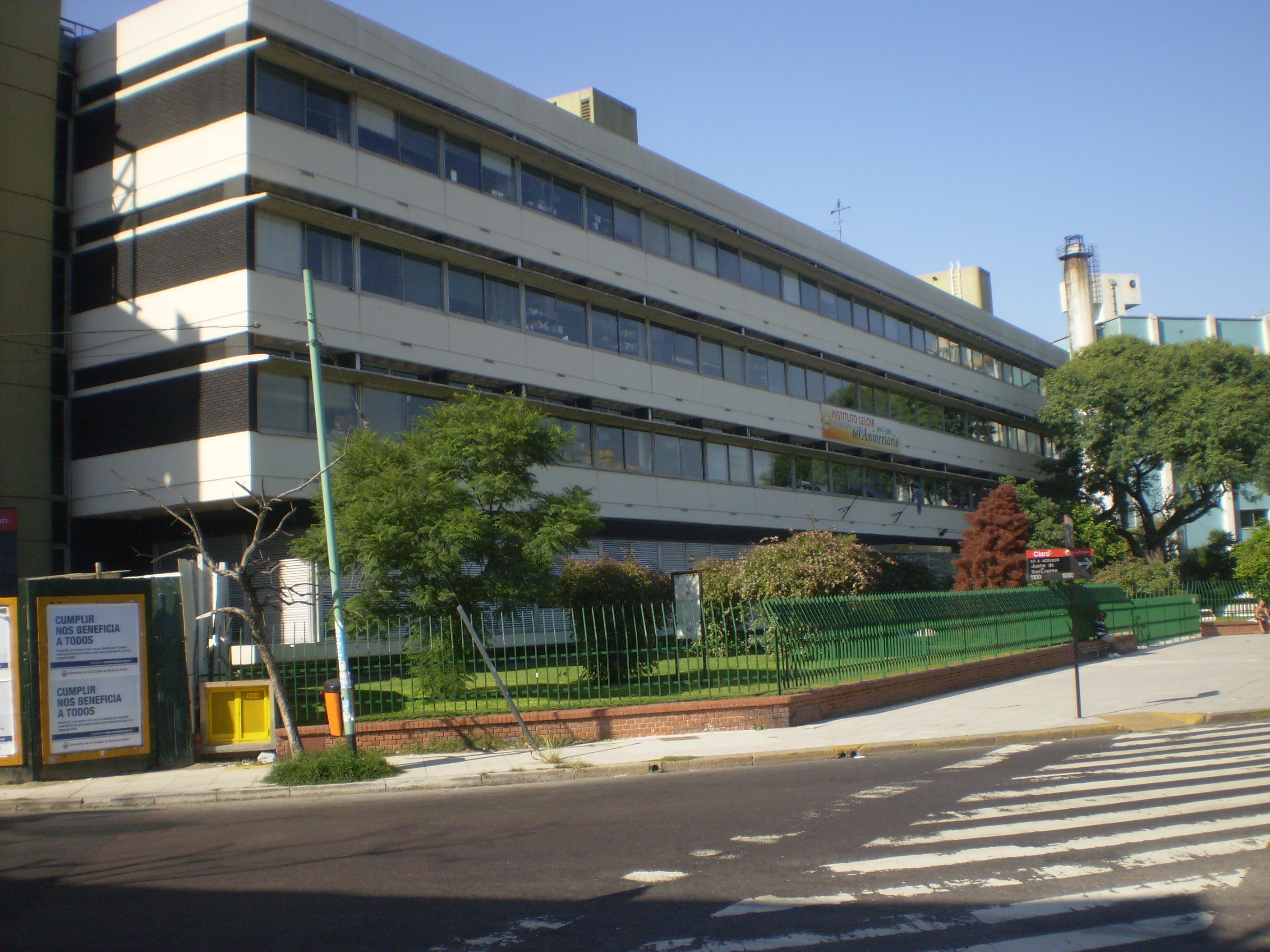
El Instituto Leloir de biología molecular. Fundado por el Premio Nobel Dr. Luis Leloir, se encuentra entre los más prestigiosos en su campo en América Latina y el mundo.

Durante los años 80 y 90 se destacó la labor de Armando Parodi, discípulo de Luis Federico Leloir, se destacó en el estudio de los mecanismos de control del plegado de proteínas y el metabolismo de glicoproteínas. Esto lo llevó a ser admitido como miembro extranjero de la Academia Nacional de Ciencias (EE. UU.).
En los años 1990 el INTA desarrolló una tarea clave frente a la irrupción del Mal de la vaca loca, logrando que el país fuera certificado como libre de la enfermedad. Además, junto a las universidades y las asociaciones de productores, fue un actor fundamental en la introducción de la siembra directa en Argentina.
En 1992 se comenzaron a desarrollar embriones bovinos in vitro en el IByME, con financiamiento de CABBIO. Posteriiormente, el INGEBI logró producir los primeros ratones transgénicos de América Latina.

#### Astronomía y física

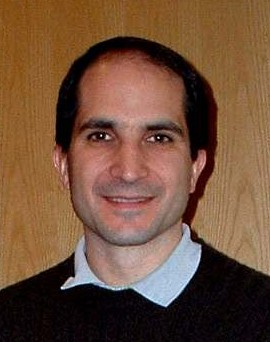
Juan Maldacena

En 1986 se inaugura un telescopio reflector de 215 cm en la localidad de El Leoncito, San Juan. Este dispositivo había llegado al país en 1970, cuando era uno de los únicos de su tipo en el mundo, pero por razones de tipo económicas y logísticas tardó 16 años en ser instalado. En octubre de ese año se inaugura un segundo equipo de gran envergadura, el acelarador de partículas TANDAR, cuya compra fue planificada en 1975 y ejecutada un año después. La modalidad de compra fue de "paquete abierto" lo que permitió la participación de científicos y empresas locales en su construcción.
A comienzos de la década de 1990 el físico Juan Martín Maldacena emigra del país para hacer su doctorado en Estados Unidos y posteriormente ejercer como profesor en la Universidad de Harvard y en el Instituto de Estudios Avanzados de Princeton. Entre sus descubrimientos, el más famoso es la realización del principio holográfico (llamado la correspondencia Ads/CFT), la exitosamente probada conjetura sobre la equivalencia de la teoría de las cuerdas, o supergravedad en el espacio Anti de Sitter, y la teoría conformal de campos conocida como "conjetura Maldacena". En 2012 fue honrado con el Premio Yuri Milner a la Física Fundamental. Maldacena fue nombrado en 2013 miembro de la Academia Pontificia de las Ciencias. Antes —en 2002— ya había recibido de manos de Juan Pablo II la Medalla Pío XI por «la sobresaliente investigación en su campo».
En noviembre de 1995 la Unesco eligió a la Argentina como la sede sur para instalar el Observatorio Pierre Auger en Malargüe, provincia de Mendoza, el cual comenzó a funcionar en 2005 (aunque inaugurado oficialmente en 2008). Se trata de un emprendimiento conjunto de más de veinte países en el que colaboran unos 250 científicos de más de treinta instituciones, con la finalidad de detectar partículas subatómicas de alta energía que provienen del espacio exterior denominadas rayos cósmicos. Además la Argentina participa, desde 1992, de uno de los proyectos astronómicos más importantes a nivel mundial: el Programa Gemini, que involucra la construcción de dos telescopios idénticos, uno en el hemisferio Norte (en Mauna Kea, Hawái) y otro en el Sur (en Cerro Pachón, Chile), dotados de los más importantes adelantos técnicos.

#### Tecnología nuclear
En diciembre de 1983 renuncia Castro Madero como presidente de la CNEA y asume el primer presidente civil de su historia, el ingeniero Alberto Costantini. Durante su gestión el programa nuclear sufrió una fuerte desaceleración debido a la crisis económica que atravesaba el gobierno de Alfonsín. Tanto la central Atucha II (planificada para 1987) como la planta de reprocesamiento de plutonio en el Centro Atómico de Ezeiza vieron sus obras paralizadas por la falta de fondos.
La empresa mixta INVAP comienza a impulsar la creación de nuevas empresas desde 1984: ROTVAP (maquinarias), EQUIVAP (instrumentos y sensores), TRAVAP (tratamientos anticorrosivos industriales), ANVAP (química), e INVAP ingeniería (ingeniería de plantas industriales). Sin embargo, la crisis de los 80 arrasaría con todas ellas, con la excepción de INVAP ingeniería.
Con la llegada de Menem al poder se reestructura la CNEA: la operación de las plantas nucleares queda a cargo de la empresa Nucleoeléctrica Argentina SA (NASA), la regulación en manos de la Autoridad Regulatoria Nuclear (ARN) y las tareas de investigación y desarrollo quedan en la CNEA. El objetivo de este plan (no concretado) era el de privatizar posteriormente la empresa NASA. Este decretó llevó a la CNEA a un tercio de su tamaño original y puso en un estado de vulnerabilidad al Instituto Balseiro.

#### Desarrollos militares
Alfonsín aprobó la construcción de los misiles Cóndor I y II con un decreto secreto en abril de 1985. Cóndor II era un misil de alcance intermedio, capaz de transportar un arma de destrucción masiva, algo que generó resistencias de otros países. En 1987 los países del G7 aprueban el Missile Technology Control Regime (MTCR), un acuerdo para controlar la proliferación de tecnología misilística que tendría un especial impacto en países en vías de desarrollo como Argentina.
En 1991, el ministro Erman González anuncia el desmantelamiento del plan Cóndor II debido a las presiones internacionales, en especial de Estados Unidos. Esto significó también el cierre de la Comisión Nacional de Investigaciones Espaciales (CNIE) y la creación de la Comisión Nacional de Actividades Espaciales (CONAE). En enero de 1993 todas las partes del Cóndor II fueron llevadas a Estados Unidos para su destrucción.

#### Actividad aeroespacial
La creación de la CONAE puso a la actividad espacial con fines pacíficos como una política de estado. EE. UU se comprometió a transferir tecnología para el desarrollo de satélites a cambio del antes mencionado desmantelamiento del proyecto Cóndor II. Así fue como en 1991 la CONAE firmó un acuerdo de colaboración la NASA. El primer proyecto en conjunto entre CONAE, INVAP y NASA fue el desarrollo del satélite SAC-B que comenzó poco después.
En 1994 se lanzó el Plan Espacial Argentino. Durante el gobierno de Carlos Menem se lanzan tres satélites: SAC-B (1996) para estudios de física solar y astrofísica, SAC-A (1998) con el objetivo primordial de probar equipamiento para próximas misiones y SAC-C (2000) el primer satélite argentino de observación terrestre. El SAC-C conforma, junto con los satélites Landsat 7, EO-1 y TERRA de los EE. UU. la denominada Constelación Matutina, constelación internacional para Observación de la Tierra. En 1998 se presenta el proyecto SAOCOM.

### Década de 2000 y 2010

#### Gobierno de De la Rúa y crisis de 2001
En diciembre de 1999 asume Fernando de la Rúa como presidente de la nación y elige a Dante Caputo como Secretario de Ciencia y Técnica. Durante su gestión Caputo propuso eliminar el Conicet y que los científicos se incorporen a las universidades nacionales como docentes con dedicación exclusiva. Estas medidas fueron ampliamente repudiadas por la comunidad científica que exigió la renuncia de Caputo. En febrero de 2001 renuncia y es reemplazado por Adriana Puiggrós.
En julio de 2001 el presidente decreta una reducción de los sueldos estatales (incluidos los de investigadores científicos) y de jubilaciones del 13%. En diciembre de 2001 se produce una crisis política, económica, social e institucional en Argentina que termina con la renuncia del presidente y su gabinete. Luego de una serie de breves gobiernos asume la presidencia interina Eduardo Duhalde hasta el 25 de mayo de 2003 cuando es electo Néstor Kirchner.
Mario Bunge, físico y epistemólogo argentino radicado en Canadá, escribió en 2001 refiriéndose a la política científica de su país en las últimas décadas y a las enseñanzas que le dejaron Enrique Gaviola, primer astrofísico argentino de renombre internacional, y Bernardo Houssay, primer Premio Nobel en ciencias de la Argentina:

La contribución de Houssay y Gaviola al diseño de una política científica fue decisiva para todos los investigadores de mi generación. Todos comprendimos que a) no hay desarrollo nacional sin desarrollo científico y b) este requiere inversión no solo en instalaciones, sino también, y sobre todo, en estudiantes e investigadores de tiempo completo (lujo que en Argentina estuvo casi siempre reservado a personas con recursos propios).

Sin embargo, a la vuelta de los años he comprendido que esos principios, aunque necesarios, son insuficientes: que no puede haber política científica realista en un vacío económico, político y cultural. He llegado a la convicción de que, para ser factible, una política científica (y con mayor razón científico–técnica) debe inscribirse en un amplio proyecto nacional de desarrollo integral.
Mario Bunge

#### Gobierno de Néstor y Cristina Kirchner (2003-2015)
El primer objetivo del gobierno es revertir a fuga de cerebros ocurrida durante las décadas anteriores. Para ello se lanza el programa Raíces en 2003, a través del cual se logró repatriar más de un millar de científicos argentinos para el año 2014, a una razón de un científico cada tres días (desde el año 2004 hasta el año 2011). En 2004 el presidente Kirchner lanza el programa de Jerarquización de la Actividad Científica y Tecnológica que implica el ingreso de nuevos investigadores y becarios y un incremento salarial de hasta el 45%.
Desde 2002 se crearon diecisiete nuevas universidades nacionales en el país. Nueve de ellas se encuentran en la provincia de Buenos Aires y el resto se encuentran diseminadas por diferentes provincias: Río Negro, Chaco, San Luis, Tierra del Fuego, Ciudad Autónoma de Buenos Aires, Santa Fe y Misiones.
Según datos del 2005, con relación al PBI, el sector público aportaba el 0,30% al sector de ciencia y tecnología, mientras que el privado aporta el 0,16%; sin embargo, la participación de los sectores privado y público en las actividades científicas y tecnológicas comenzó a incrementarse desde el año 2002.
En 2007 la presidenta Cristina Fernández crea el Ministerio de Ciencia, Tecnología e Innovación Productiva (MinCyT) y pone a su cargo a Lino Barañao. El ministerio es responsable de planificar y promover las políticas científicas del país y de él dependen los organismos más importantes al área, Conicet y ANPCyT.
En noviembre de 2008 la prestigiosa revista Nature elogió, en un artículo dedicado a la ciencia en la Argentina, las políticas del gobierno y estimó que conseguirá revertir la fuga de cerebros. En dicho artículo, el director del Instituto Leloir, el inmunólogo Fernando Goldbaum, dijo:

Si los políticos prometen, esto impulsa para que cumplan. Hay mucha gente que no tiene idea sobre el estado de la ciencia argentina. Quizás no estamos en la mejor de las situaciones, pero no estamos con taparrabos y plumas en la cabeza. Hay que desterrar esa idea de que somos geniales y que podemos hacer todo con alambre. No podemos hacer milagros con pocos elementos. Cuando mandamos papers, nuestra credibilidad está en juego y los resultados dependen de la cantidad y calidad de recursos.

En 2013 el MinCyT lanza Argentina Innovadora 2020, un plan estratégico que traza los objetivos del área para el corto y mediano plazo. Este plan propone una reorientación de los esfuerzos del ministerio de un enfoque horizontal, librado a los intereses particulares de los investigadores, a uno focalizado, donde el estado define las áreas que considera prioritarias para el país. Entre estas áreas se incluyeron a la agrobiotecnología, la nanotecnología, la energía y la investigación biomédica. Además el plan dispone el aumento de la planta de recursos humanos (investigadores y becarios) hasta un número de cinco por cada mil personas económicamente activas.
El MinCyT ha impulsado acuerdos de cooperación con diversos países de la región y el mundo, entre los que se encuentran Brasil, Alemania e Israel. Francia es el primer socio bilateral de la Argentina en cooperación científica, teniendo en cuenta sus 75 acciones en ejecución de proyectos de cooperación científica bilateral. En 2010 se llevó a cabo la I Convocatoria a Proyectos 2010-2011, del Ministerio de Asuntos Exteriores y Europeos de Francia (MAEE) en Apoyo a la Cooperación Descentralizada Francia–Argentina.
La inversión en ciencia y tecnología pasó de un 0,46% del PBI (2004) al 0,7% (2015), siendo importante notar además que durante ese período el PBI nacional se duplicó. En lo que respecta al Conicet, cuando se compara los años 2003-2015 se observa un aumento en la cantidad de investigadores que pasa de 3600 a 9200, de becarios doctorales y posdoctorales que pasan de 2000 a 10000 y de profesionales y técnicos que pasan de un poco más de 2000 a 4000. El número de institutos del Conicet (Unidades Ejecutoras) aumentó de 80 a 230 en 12 años. Además, a partir de 2007, se crearon los Centros Científicos Tecnológicos (CCT), con el objeto de descentralizar la administración del Conicet en todo el país.
Algunas áreas destacadas en la ciencia argentina actual, debido a los programa de articulación y promoción, son informática, nanotecnología y biotecnología. Una de las críticas que se le hacen al sistema actual es el aislamiento relativo de los distintos grupos de investigación, debido en parte a la formación en facultades de tronco único en lugar de universidades multidepartamentales. Esto impacta negativamente en áreas multidisciplinarias como la bioinformática.

#### Gobierno de Mauricio Macri (2015-2019)
Durante la campaña presidencial de 2015, Macri declara que durante su gobierno se sostendrían las políticas en ciencia y técnica impulsadas durante la década anterior y se duplicaría la inversión en el área. En noviembre de 2015, tras la victoria de Macri en el balotaje, se anunció que Lino Barañao iba a continuar al frente del Ministerio de Ciencia, Tecnología e Innovación productiva, siendo el único ministro del gobierno saliente en conservar su cargo. Sin embargo, en los años subsiguientes se produjeron fuertes recortes en el presupuesto y en la cantidad de nuevos ingresos al Conicet. Entre 2015 y 2018 la caída del presupuesto de la función ciencia y técnica en términos reales fue del 25 %. Según las estimaciones disponibles para 2019 la caída final sería del 38 %. Algunos investigadores han planteado que durante el gobierno de Mauricio Macri se inició un procesos de cientificidio, un término creado en el 2016 para referirse a las consecuencias observadas en el sistema científico de un país y su base reproductiva, a causa de las políticas económicas caracterizadas por ajustes, desarrolladas por diferentes gobiernos.
El 3 de septiembre de 2018, el presidente Mauricio Macri anunció que el ministerio sería degradado al rango de secretaría, pasando a depender del Ministerio de Educación (renombrado Educación, Cultura, Ciencia y Tecnología), a cargo de Alejandro Finocchiaro. Los cambios se dieron en una modificación del gabinete nacional que redujo de 22 a 10 la cantidad de ministerios y que se hizo efectiva el 5 de septiembre de 2018. Los recortes presupuestarios y la degradación del Ministerio produjeron diversas protestas de la comunidad científica nacional y una carta de repudio de la comunidad científica internacional, firmada por once Premios Nobel y 1200 investigadores.

#### Gobierno de Alberto Fernández (2019-2023)
El bioquímico Roberto Salvarezza fue designado al frente del Ministerio de Ciencia y Tecnología, que volvió a tener ese estatus luego de haber sido rebajado a secretaría durante los últimos dos años del gobierno de Cambiemos. Su equipo está conformado por el físico Diego Hurtado en la Secretaría de Políticas y Planeamiento; el también físico Juan Pablo Paz en la Secretaría de Articulación Científica y Tecnológica; el economista Fernando Peirano en la Agencia I+D+i y la química Ana Franchi en CONICET.
Salvarezza definió como su prioridad en el corto plazo frenar la salida de científicos que se produjo en los años anteriores, a través de la recomposición de los salarios que calificó como "los más bajos de la región". Dijo además que la urgencia estaba en mejorar las "becas que están en nivel de pobreza y subsidios que no permiten cumplir con los objetivos". En diciembre de 2019 anunció el pago de un bono de 9000 pesos para el personal de CONICET hasta que se determinara el aumento definitivo. Además garantizó que las investigaciones no se verían alcanzadas por el impuesto del 30% al dólar y que los investigadores no verían congelada su movilidad jubilatoria, ambas medidas estipuladas por la ley de emergencia.
Uno de los ejes de la gestión de Salvarezza es el trabajo conjunto del Ministerio de Ciencia y Tecnología con otras carteras del gabinete nacional como Desarrollo Social, Seguridad, Salud, Ambiente y Desarrollo Productivo para resolver problemas concretos de la sociedad. En el ámbito social, Salvarezza se comprometió a que el ministerio aporte soluciones para el programa Argentina contra el hambre. Con el Ministerio de Ambiente se comprometieron a que las instituciones científicas y académicas realicen monitoreos de los indicadores ambientales y planifiquen en conjunto un modelo de desarrollo que luche contra el cambio climático e impulse la forestación sustentable y la agroecología. Con el Ministerio de Seguridad se acordó aportar desarrollos de software y también investigaciones sociales sobre prevención de la violencia y diagnóstico en relación con el medio socioeconómico.
En 2021 se aprobó la Ley de Financiamiento del Sistema Nacional de Ciencia, Tecnología e Innovación, que establece el incremento progresivo del Presupuesto Nacional destinado a la ciencia y la tecnología, hasta alcanzar en el año 2032 el 1% del PBI.

### Logros destacados (2000-actualidad)

#### Biología y salud

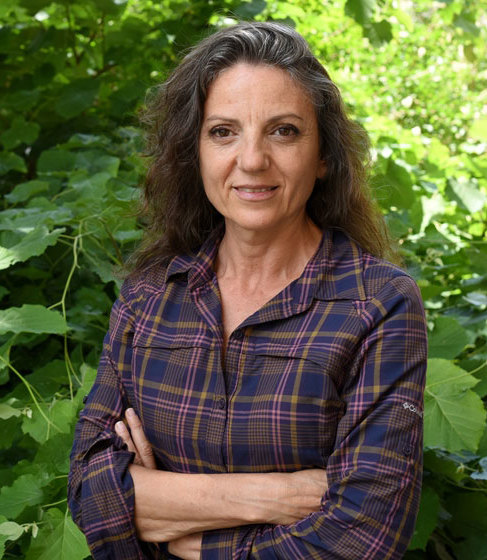
Sandra Díaz (2019).

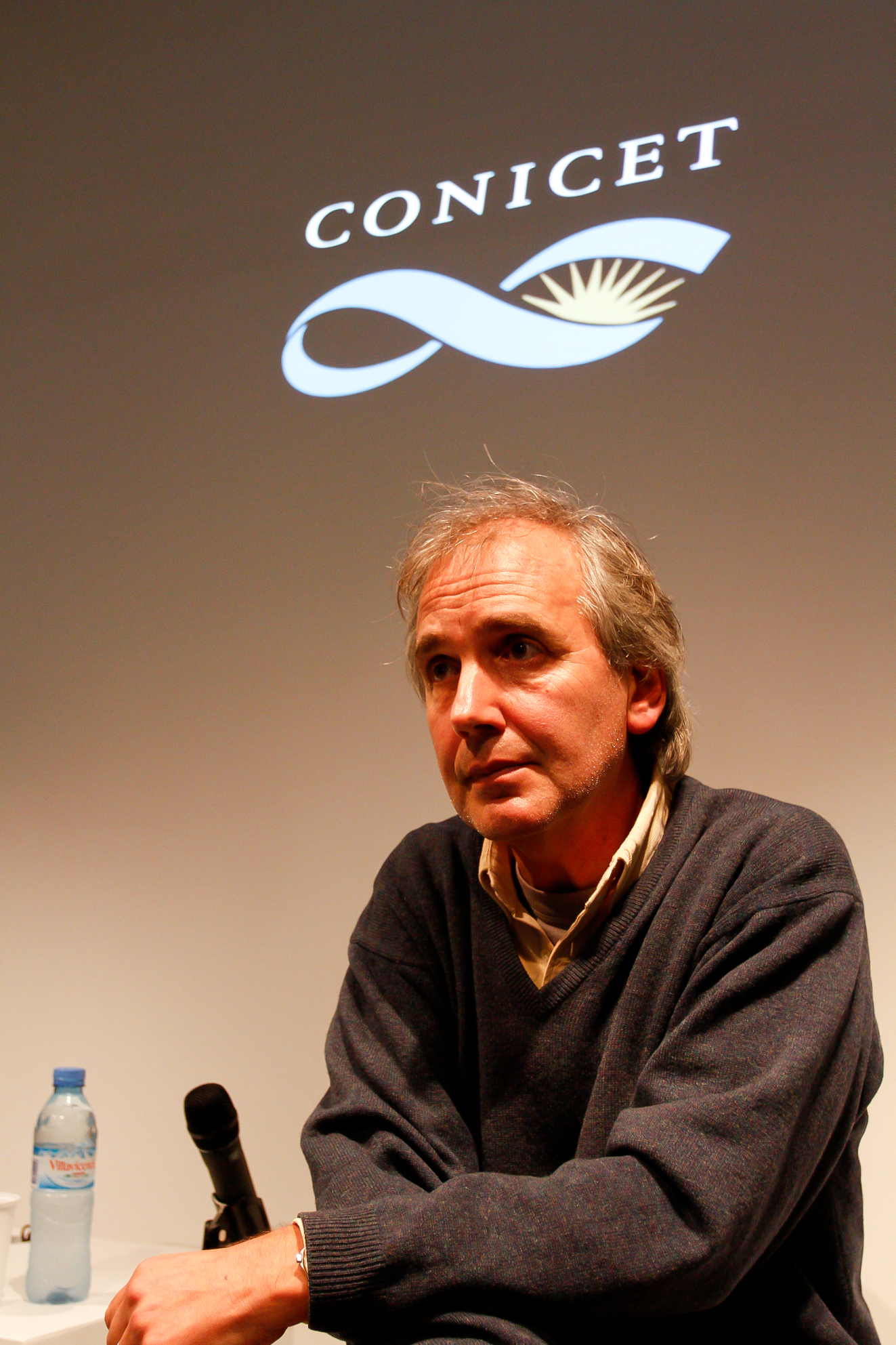
Alberto Kornblihtt (2011).

En el campo de la biología teórica cabe mencionar el trabajo de Pablo Goloboff, quien junto a James Farris y Kevin Nixon, desarrolló nuevos métodos para el análisis cladístico que fueron popularizados a través del software Tree analysis using New Technology (TNT) lanzado en 2003.
En 2007 la doctora Sandra Myrna Díaz, bióloga argentina experta en ecología vegetal y biodiversidad, fue galardonada con el Premio Nobel de la Paz por formar parte del Grupo Intergubernamental de Expertos sobre el Cambio Climático. En 2019 fue elegida Miembro de la Royal Society, y el 5 de junio de ese mismo año ganó el premio Princesa de Asturias a la Investigación, uno de los galardones más prestigiosos del mundo al que puede aspirar un científico. El reconocimiento fue compartido con la estadounidense Joanne Chory. Una de sus contribuciones de éxito fue el desarrollo de TRY, la base de datos de los caracteres funcionales de las plantas más grande de la historia a escala mundial.
En el campo de la biología molecular se destaca la labor de Alberto Kornblihtt, especialista reconocido internacionalmente en splicing alternativo. Entre los reconocimientos que ha recibido se puede mencionar el haber sido electo como miembro de la Academia Nacional de Ciencias de Estados Unidos (2011) y el Premio Konex de Brillante (2013). También cabe destacar a la viróloga Andrea Gamarnik, quien contribuyó al entendimiento molecular del dengue y la forma en que el virus pasa del mosquito al ser humano. Es miembro de la Academia Americana de Microbiología.
En julio de 2016 en el Hospital de Pediatría Garrahan se logró realizar con éxito el primer trasplante de corazón no compatible a una beba de 7 meses que padecía de una miocardiopatía dilatada. El nuevo procedimiento consistió en la incorporación de componentes del grupo sanguíneo del donante en la sangre del receptor para así evitar el rechazo del órgano. La intervención resultó exitosa, fue la primera realizada en América Latina y la tercera a nivel mundial.
Las neurociencias están entre las más reconocidas en el extranjero, teniendo en cuenta la cantidad de artículos publicados y lo destacado de las revistas de peso internacional en que aparecen. Todas las áreas de estas ciencias están representadas en el país, si bien no homogéneamente en tema y geografía, como lo demuestra el relevamiento realizado por la Sociedad Argentina de Neurociencias: el 56% de los grupos de investigación se hallan en la ciudad de Buenos Aires. Se destaca la labor de Jorge H. Medina que estudia los mecanismos neurobiológicos involucrados en la consolidación de la memoria.
En el área de paleontología se destaca el trabajo de Diego Pol, quien participó del descubrimiento del titanosaurio más grande del mundo hallado en la provincia del Chubut en 2011 y de otras especies de dinosaurio como el Lorosuchus, Manidens, Glacialisaurus y el Eoabelisaurus.

#### Biotecnología
En 2002 la empresa Biosidus comienza con un proyecto de "tambo farmacéutico" con el objetivo de obtener vacas clonadas que produjeran diferentes hormonas en su leche. Fue el primer país latinoamericano y uno de los únicos nueve países del mundo en haber realizado con éxito la clonación de un vacuno. De esta manera se desarrolló la dinastía Pampa, de la cual se extrae hormona de crecimiento humano, la dinastía porteña, de la que se obtiene hormona de crecimiento bovina y la dinastía Patagonia que provee de insulina. En 2012 un grupo de investigadores de INTA y la UNSAM presentaron al primer bovino bitransgénico en el mundo capaz de producir leche maternizada, la vaca Rosita ISA. Argentina también se ubica entre los cuatro únicos países a nivel mundial (junto a Estados Unidos, Italia y Canadá) en lograr la clonación de caballos de alto valor competitivo.
En el campo de la agrobiotecnología, la ciencia argentina ha hecho contribuciones al desarrollo de nuevas variedades transgénicas de cereales y leguminosas tolerantes a agroquímicos o a estrés. En este sentido se pueden mencionar las variedades de soja resistente a sequía desarrolladas por el grupo de Raquel Chan (UNL-Conicet) y los tomates con resistencia a virus del INTA.

#### Nanotecnología
En 2010 se instaló en la Universidad Nacional de Córdoba la supercomputadora Cristina, con el objetivo de trabajar en temas de simulación computacional en ciencia de materiales, nanociencia, nanotecnología y biofísica. Debido a su alto consumo de energía fue dada de baja en 2017 y reemplazada por el clúster Eulogia.
En 2012 los científicos argentinos Damián Zanette (Conicet-Centro Atómico Bariloche), Daniel López (Center for Nanoscale Materials) y Darío Antonio (Center for Nanoscale Materials), lograron describir una nueva técnica que hace posible la creación de relojes de alta precisión a escalas microscópicas. El desarrollo "contribuiría a la fabricación de sistemas de medición de tiempo más exactos, para ser usados en dispositivos que van desde microprocesadores hasta satélites."
Cabe mencionar el trabajo de Fernando Stefani en el área de nanofotónica y nano fabricación de objetos complejos. Uno de sus principales aportes ha sido el desarrollo de la metodología Minflux que permite el desarrollo de microscopios de fluorescencia con una resolución mucho mayor a la que se podía obtener hasta el momento. Su trayectoria fue premiada por la Fundación Von Humboldt en 2017.

#### Energía
En el ámbito de la tecnología nuclear, a través de la empresa estatal INVAP el país ha diseñado y exportado reactores nucleares para Australia, Perú, Argelia, Egipto y Arabia Saudita.
En 2012, se crea la empresa YPF Tecnología SA (Y-TEC), constituida por la empresa petrolera YPF (estatizada poco tiempo antes) en un 51% y un 49% por el Conicet. La empresa fue creada siguiendo el modelo de INVAP con el objetivo de desarrollar tecnologías en el sector de petróleo y gas no convencional y en energías renovables. Cuenta con un edificio de 11 000 m² en la localidad de Berisso.

#### Actividad aeroespacial
En 2002 se presentó el proyecto SAC-D / Aquarius. Su misión se encuadra en un programa de cooperación entre la CONAE y el Centro Goddard y el Jet Propulsion Laboratory (JPL), ambos de la NASA. Su objetivo científico está orientado a obtener nueva información climática a partir de las mediciones de salinidad y una nueva visión de la circulación y procesos de mezcla en el océano, entre otros. El satélite fue lanzado en junio de 2011.
En octubre de 2014 fue lanzado al espacio, desde la base Kourou, en la Guayana Francesa, el primer satélite de comunicaciones de Latinoamérica, ArSat-1. El proyecto, que costó siete años de trabajos, y requirió una inversión de 212 millones de euros, fue concretado por INVAP. El satélite fue diseñado para dar servicios de televisión, telefonía, transmisión de datos e Internet al país y a Chile, Uruguay, Paraguay, más la Antártida. Argentina es el único país de América, junto con Estados Unidos, en producir y exportar satélites. INVAP es la única empresa en Latinoamérica reconocida por la NASA como apta para realizar sistemas satelitales completos, desde su diseño y construcción hasta su operación.
En 2008 se había decidido que el espacio sobrante del satélite ArSAt-1 fuese utilizado para experimentos científicos y tecnológicos. Al año siguiente el Conicet proporcionó subsidios para tres experimentos bajo el Array de Carga Tecnológica Argentino del proyecto. Los experimentos elegidos fueron un instrumento para medir electrones, protones y alfas cargadas (denominado Monitor Argentino de Radiación Espacial - MARE), una medida de fluorescencia atmosférica desde una órbita geoestacionaria (denominado Fluorescencia de Órbita Geoestacionaria-FOG) y un estudio sobre la degradación de las células solares en el medio ambiente de la órbita del satélite. Este último experimento contó con la participación de la Comisión Nacional de Energía Atómica. Los tres instrumentos transmiten su información a la computadora de a bordo, que también se encarga de su manejo.
Como parte del proyecto SAOCOM lanzado en 1998, la CONAE lanza el satélite SAOCOM 1-A en octubre de 2018, el primero de la nueva generación de satélites de observación de la Tierra, con instrumentos que operan en el rango de microondas, con sensores activos (radar). La serie SAOCOM forma parte del Sistema Italo-Argentino de Satélites para la Gestión de Emergencias (SIASGE) junto con cuatro satélites de prestaciones similares (radar), pero operando en la Banda X (8 GHz) de la Constelación Italiana COSMO-SkyMed de la Agencia Espacial Italiana (ASI).

#### Desarrollos militares
En 2004 el presidente Kirchner promulga un decreto que estipula el Plan Nacional de Radarización y crea el Sistema Nacional de Vigilancia y Control Aeroespacial (SINVICA). Para cumplir con este objetivo el Ministerio de Defensa y la Fuerza Aérea le encargan a INVAP el desarrollo y la instalación de los radares necesarios. De esta manera se produjo el Radar Secundario Monopulso Argentino (RSMA) que puede ser utilizado tanto para control de tránsito aéreo como para tareas de defensa. El desarrollo terminó en 2007 y se instalaron unidades en Bariloche, Neuquén, Santa Rosa, Quilmes y Córdoba, a los que posteriormente se agregaron Bahía Blanca, Morteros, La Rioja y San Luis. Con esta experiencia a cuestas en 2008 encaran la construcción del Radar primario argentino 3D, utilizado para tareas de vigilancia y control del espacio aéreo. El primer radar de este tipo se instaló en Formosa como parte de la operación "Escudo norte".
En 2009 se reestatiza la Fábrica Argentina de Aviones (Fadea), que había sido vendida a Lockheed Martin en 1995. Los principales proyectos de la empresa son: el avión de entrenamiento y ataque ligero IA-63 Pampa III, el aeroaplicador Puelche y la provisión de partes para la empresa brasileña Embraer. En 2017 Fadea realizó su primera exportación en 25 años, al venderle dos aeronaves Puelche a Colombia.